# Catalogo Dischi Ricordi
Questa voce riporta il catalogo pop dei titoli pubblicati dalla Dischi Ricordi.

## Informazioni generali
La datazione si basa sull'etichetta del disco, o sul vinile o, infine, sulla copertina; qualora nessuno di questi elementi avesse una datazione, viene seguita la numerazione del catalogo; se esistenti, sono segnati oltre all'anno il mese e il giorno (quest'ultimo dato si trova, a volte, stampato sul vinile).
Per quanto riguarda gli album, tutti i dischi pubblicati prima di Stereoequipe (Equipe 84, 1968, cat. SMRL 6060), sono usciti in versione mono: da questo LP in poi la Ricordi ha stampato i 33 giri in versione stereo, e ciò è stato evidenziato nella catalogazione dall'aggiunta di una S iniziale.
Le altre lettere della sigla del catalogo hanno il seguente significato:
- M=Microsolco
- R=Ricordi
- L=Leggera
- S (per i 45 giri)=Singoli

Questa lista è suscettibile di variazioni e potrebbe essere incompleta o non aggiornata.

### 33 giri

#### Anni '60
| Numero di catalogo | Anno    | Interprete                               | Titoli                                            |
| ------------------ | ------- | ---------------------------------------- | ------------------------------------------------- |
| MRL 6001           | 1959    | The Playings                             | The Playings vol. 1                               |
| MRL 6002           | 1959    | Artisti Vari                             | Hit parade Ricordi vol. 1                         |
| MRL 6003           | 1960    | Umberto Bindi                            | Umberto Bindi e le sue canzoni                    |
| MRL 6004           | 1960    | Artisti Vari                             | Hit parade Ricordi vol. 2                         |
| MRL 6005           | 1961    | Bruno Canfora                            | I successi da riviste di Kramer e Rodgers         |
| MRL 6006           | 1961    | Gino Paoli                               | Gino Paoli                                        |
| MRL 6007           | 1961    | Artisti Vari                             | Sanremo 1961                                      |
| MRL 6008           | 1961    | Emilio Pericoli                          | Amori d'altri tempi                               |
| MRL 6009           | 1961    | Artisti Vari                             | Hit Parade Ricordi vol. 3                         |
| MRL 6010           | 1961    | Giorgio Gaber                            | Giorgio Gaber                                     |
| MRL 6011           | 1961    | Quartetto Cetra                          | Il Quartetto Cetra alla TV                        |
| MRL 6012           | 1961    | Umberto Bindi                            | Umberto Bindi                                     |
| MRL 6013           | 1961    | Ornella Vanoni                           | Ornella Vanoni                                    |
| MRL 6014           | 1962    | Quartetto Cetra                          | Quartetto Cetra                                   |
| MRL 6015           | 1962    | Iller Pattacini                          | Mandolino italiano                                |
| MRL 6016           | 1962    | Bruno Canfora                            | Riviera                                           |
| MRL 6017           | 1962    | Giampiero Boneschi                       | Autostrada del sole                               |
| MRL 6018           | 1962    | Artisti Vari                             | Hit Parade Ricordi vol. 4                         |
| MRL 6019           | 1962    | Riverside Jazz Band                      | On the Funny Side of the Riverside                |
| MRL 6020           | 1962    | Renato Sellani e Dino Piana              | Così                                              |
| MRL 6021           | 1962    | Emilio Pericoli                          | Amori dei nostri anni ruggenti                    |
| MRL 6022           | 1962    | Sergio Fanni                             | Una tromba per l'Europa                           |
| MRL 6023           | 1962    | Luigi Tenco                              | Luigi Tenco                                       |
| MRL 6024           | 1962    | Quartetto Cetra                          | Le favole del juke box                            |
| MRL 6025           | 12-1962 | Gino Paoli                               | Le cose dell'amore                                |
| MRL 6026           | 1962    | Artisti Vari                             | Canti degli alpini                                |
| MRL 6027           | 1962    | Alberto Rabagliati                       | Giorgio Gaslini presenta Alberto Rabagliati       |
| MRL 6028           | 1962    | Artisti Vari                             | I posteggiatori di Napoli                         |
| MRL 6029           | 1962    | Dario Fo - Franca Rame                   | Dario Fo e Franca Rame                            |
| MRL 6030           | 1963    | Artisti Vari                             | Le canzoni di Sanremo 1963                        |
| SMRL 6031          | 1963    | Laura Betti                              | Laura Betti canta Kurt Weill 1900-1933            |
| SMRL 6032          | 1963    | Laura Betti                              | Laura Betti canta Kurt Weill 1933-1950            |
| MRL 6033           | 1963    | Artisti Vari                             | Hit Parade Ricordi vol. 5                         |
| MRL 6034           | 1963    | Catherine Spaak                          | Catherine Spaak                                   |
| MRL 6035           | 12-1963 | Ornella Vanoni                           | Le canzoni di Ornella Vanoni                      |
| SMRL 6036          | 1963    | Lando Fiorini                            | Roma mia                                          |
| MRL 6037           | 1964    | Giorgio Gaber                            | Le canzoni di Giorgio Gaber                       |
| MRL 6038           | 1964    | Artisti Vari                             | Parata d'estate                                   |
| MRL 6039           | 1964    | Banda della Guardia di Finanza           | Banda Musicale del Corpo della Guardia di Finanza |
| MRL 6040           | 1964    | Bobby Solo                               | Bobby Solo                                        |
| MRL 6041           | 1964    | Rodolfo De Angelis                       | Caffè concerto                                    |
| MRL 6042           | 1965    | Ornella Vanoni                           | Caldo                                             |
| MRL 6043           | 1965    | Catherine Spaak                          | Noi siamo i giovani...                            |
| MRL 6044           | 1965    | Artisti Vari                             | Le canzoni di Sanremo '65                         |
| MRL 6045           | 1965    | Bobby Solo                               | Il secondo LP di Bobby Solo                       |
| MRL 6046           | 1965    | Artisti Vari                             | Canzoni sulla spiaggia                            |
| MRL 6047           | 1965    | Lando Fiorini                            | Passeggiate romane                                |
| MRL 6048           | 1966    | Franco Potenza                           | E venne un uomo (Colonna Sonora Originale)        |
| MRL 6049           | 1966    | Ornella Vanoni                           | Ornella                                           |
| MRL 6050           | 1966    | Artisti Vari                             | Sanremo 1966                                      |
| MRL 6051           | 1966    | Bobby Solo                               | La Vie en rose                                    |
| MRL 6052           | 1966    | Equipe 84, Dik Dik, Ricky Gianco e altri | Canzoni per le vostre vacanze                     |
| MRL 6053           | 1966    | Equipe 84                                | Io ho in mente te                                 |
| MRL 6054           | 1966    | Bobby Solo                               | Le canzoni del West                               |
| MRL 6057           | 1967    | Milva                                    | Milva                                             |
| SMRL 6058          | 1968    | Milva                                    | Tango                                             |
| SMRL 6059          | 1968    | Bobby Solo                               | SuperBobby                                        |
| SMRL 6060          | 1968    | Equipe 84                                | Stereoequipe                                      |
| SMRL 6061          | 1969    | Artisti Vari                             | Sanremo 1969                                      |
| SMRL 6062          | 1968    | Antonio Infantino                        | Ho la criniera da leone (perciò attenzione)       |
| SMRL 6063          | 1969    | Lucio Battisti                           | Lucio Battisti                                    |
| SMRL 6064          | 1969    | Bobby Solo                               | Il meglio di Bobby Solo                           |
| SMRL 6065          | 1969    | Bobby Solo                               | Bobby folk                                        |
| SMRL 6066          | 1969    | Milva                                    | Un sorriso                                        |
| SMRL 6067          | 1969    | Rita Pavone                              | Rita (Rita '70)                                   |
| SMRL 6068          | 1969    | Gian Pieretti                            | Viaggio celeste                                   |

#### Anni '70
| Numero di catalogo | Anno          | Interprete                                 | Titoli |
| ------------------ | ------------- | ------------------------------------------ | --- |
| SMRL 6069          | 1970          | Il Supergruppo                             | Supergruppo |
| SMRL 6070          | 1970          | Artisti vari                               | Sanremo 1970 |
| SMRL 6071          | 1970          | Milva                                      | Canzoni di Edith Piaf                                                                                           |
| SMRL 6072          | 1970          | Equipe 84                                  | ID |
| SMRL 6073          | 1970          | Milva                                      | Ritratto di Milva                                                                                               |
| SMRL 6074          | 1970          | Lucio Battisti                             | Amore e non amore (Pubblicato nel luglio 1971)                                                                  |
| SMRL 6075          | 1970          | Cristiano Metz                             | Autoritratto |
| SMRL 6076          | 1970          | Donatello                                  | Donatello |
| SMRL 6077          | 1970          | Maurizio Vandelli                          | L'altra faccia di Maurizio Vandelli                                                                             |
| SMRL 6078          | 12-1970       | Mario Buffa Moncalvo                       | Moncalvo |
| SMRL 6079          | 12-1970       | Lucio Battisti                             | Emozioni |
| SMRL 6080          | 1971          | Milva                                      | Milva canta Brecht                                                                                              |
| SMRL 6081          | 1971          | I Leoni                                    | La foresta |
| SMRL 6082          | 1971          | Artisti vari                               | Sanremo '71 |
| SMRL 6084          | 1971          | Ettore e Donatina De Carolis               | Ciociaria, una terra di antichi silenzi                                                                         |
| SMRL 6085          | 1971          | Pippo Franco                               | Cara Kiri |
| SMRL 6086          | 1971          | Nuova Equipe 84                            | Casa mia |
| SMRL 6087          | 1971          | Artisti vari                               | Superlongplaying                                                                                                |
| SMRL 6088          | 1971          | Lando Fiorini                              | Bella quanno te fece mamma tua                                                                                  |
| SMRL 6089          | 1971          | Artisti vari (a cura di Ettore De Carolis) | Abruzzo. Canti e magia                                                                                          |
| SMRL 6090          | 1971          | Artisti vari                               | Io canto per amore                                                                                              |
| SMRL 6091          | 10-1971       | Lucio Battisti                             | Lucio Battisti Vol. 4 (Copertina in carta martellata, ripiegata e completamente apribile, con profilo sagomato) |
| SMRL 6092          | 1972          | Artisti vari                               | Sanremo '72 |
| SMRL 6093          | 1972          | Milva                                      | La filanda e altre storie                                                                                       |
| SMRL 6094          | 1972          | Banco del Mutuo Soccorso                   | Banco del Mutuo Soccorso (Copertina sagomata a forma di salvadanaio con linguetta, poi anche standard)          |
| SMRL 6095          | 1972          | Dik Dik                                    | Suite per una donna assolutamente relativa                                                                      |
| SMRL 6096          | 1972          | Hunka Munka                                | Dedicato a Giovanna G.                                                                                          |
| SMRL 6097          | 1972          | Ornella Vanoni                             | Questa sera... Ornella Vanoni                                                                                   |
| SMRL 6098          | 1972          | Ennio Morricone-Milva                      | Dedicato a Milva da Ennio Morricone                                                                             |
| SMRL 6099          | 1972          | Fratelli La Bionda                         | Fratelli La Bionda s.r.l.                                                                                       |
| SMRL 6100          | 1973          | Milva e Francis Lai                        | Sognavo, amore mio                                                                                              |
| SMRL 6101          | 1972          | Mia Martini                                | Nel mondo, una cosa                                                                                             |
| SMRL 6102          | 1972          | Rosanna Fratello                           | Sono nata in un paese molto lontano                                                                             |
| SMRL 6103          | 1972          | Dik Dik                                    | Storie e confessioni                                                                                            |
| SMRL 6104          | 1972          | Severino Gazzelloni                        | Se fossi flauto...                                                                                              |
| SMRL 6105          | 1972          | Reale Accademia di Musica                  | Reale Accademia di Musica                                                                                       |
| SMRL 6106          | 1972          | Roberto Soffici                            | In queste ore chiare                                                                                            |
| SMRL 6107          | 1972          | Banco del Mutuo Soccorso                   | Darwin! |
| SMRL 6108          | 1973          | Il Guardiano del Faro                      | L'uomo e il mare                                                                                                |
| SMRL 6109          | 1973          | Edoardo Bennato                            | Non farti cadere le braccia (Copertina gatefold con fiammifero sagomato)                                        |
| SMRL 6110          | 1973          | AA. VV.                                    | Sanremo 73 |
| SMRL 6111          | 1973          | Artisti vari                               | San Remo '73 |
| SMRL 6112          | 1973          | Gian Pieretti                              | Il vestito rosa del mio amico Piero                                                                             |
| SMRL 6113          | 1973          | Museo Rosenbach                            | Zarathustra |
| SMRL 6114          | 1973          | Mia Martini                                | Il giorno dopo                                                                                                  |
| SMRL 6115          | 1973          | Rocky's Filj                               | Storie di uomini e non                                                                                          |
| SMRL 6116          | 1973          | Il Guardiano del Faro                      | ...Per chi si ama come noi                                                                                      |
| SMRL 6117          | 1973          | Edmonda Aldini                             | Rabbia e tango                                                                                                  |
| SMRL 6118          | 1973          | Virginio Puzo                              | Per le antiche strade di Sicilia                                                                                |
| SMRL 6119          | 1973          | Cervello                                   | Melos |
| AMRL 26120         | 1973          | Lucio Battisti                             | Superbattisti                                                                                                   |
| SMRL 6122          | 1973          | Drupi                                      | Drupi |
| SMRL 6123          | 1973          | Banco del Mutuo Soccorso                   | Io sono nato libero (Copertina multifold sagomata a forma di portone)                                           |
| SMRL 6124          | 1973          | Ruggero Lolini                             | Attorno Al Nome Lucia                                                                                           |
| SMRL 6125          | 1974          | Gino Paoli                                 | Una sera con Gino Paoli                                                                                         |
| SMRL 6126          | 1974          | Mia Martini                                | È proprio come vivere                                                                                           |
| SMRL 6127          | 1974          | Christian De Sica                          | Anch'io ho qualcosa da dire                                                                                     |
| SMRL 6128          | 1974          | Maurizio Piccoli                           | Pace |
| SMRL 6129          | 1974          | Edoardo Bennato                            | I buoni e i cattivi                                                                                             |
| SMRL 6130          | 1974          | Kornelians                                 | Not an ordinary life                                                                                            |
| SMRL 6132          | 1974          | Alberto Rabagliati                         | Il Grande "Raba"                                                                                                |
| SMRL 6133          | 1974          | Berto Pisano                               | A Blue Shadow                                                                                                   |
| SMRL 6134          | 1974          | Anna Melato                                | Domenica mattina                                                                                                |
| SMRL 6135          | 1974          | Milva                                      | Sono matta da legare                                                                                            |
| SMRL 6136          | 1974          | Rosanna Fratello                           | Canti e canzoni dei nostri cortili                                                                              |
| SMRL 6140          | 1974          | Sergio Endrigo                             | La voce dell'uomo                                                                                               |
| SMRL 6141          | 1974          | Giuliano Sorgini                           | Zoo Folle |
| SMRL 6142          | 1974          | Expo 80                                    | Viva Brazil |
| SMRL 6143          | 1974          | Rosanna Fratello                           | Tanghi e valzer di casa mia                                                                                     |
| SMRL 6144          | 10-1974       | Drupi                                      | Sereno è... |
| SMRL 6145          | 1974          | Sergio Endrigo                             | Ci vuole un fiore                                                                                               |
| SMRL 6146          | 1974          | Severino Gazzelloni                        | La musica è un uomo che cammina                                                                                 |
| SMRL 6148          | 1974          | Lando Fiorini                              | Aria de Roma |
| SMRL 6149          | 02-1975       | Edoardo Bennato                            | Io che non sono l'imperatore                                                                                    |
| SMRL 6150          | 1975          | Acqua Fragile                              | Mass media stars                                                                                                |
| SMRL 6151          | 1975          | Nuova Compagnia di Canto Popolare          | Lo guarracino (ristampa)                                                                                        |
| SMRL 6152          | 1975          | Nuova Compagnia di Canto Popolare          | Cicerenella (ristampa)                                                                                          |
| SMRL 6153          | 1975          | Nuova Compagnia di Canto Popolare          | La serpe a Carolina (ristampa)                                                                                  |
| SMRL 6154          | 1975          | Mia Martini                                | Sensi e controsensi                                                                                             |
| SMRL 6155          | 1975          | Drupi                                      | Due |
| SMRL 6156          | 1975          | Libra                                      | Musica e parole                                                                                                 |
| SMRL 6157          | 1975          | Ruggero Lolini                             | Forme e silenzi                                                                                                 |
| SMRL 6159          | 1975          | Napoli Centrale                            | Napoli Centrale                                                                                                 |
| SMRL 6160          | 1975          | Berto Pisano                               | Berto Pisano e la sua Orchestra – Volume II                                                                     |
| SMRL 6161          | 1975          | Rosanna Fratello                           | Musiche di casa nostra                                                                                          |
| SMRL 6164          | 1975          | Milva                                      | Milva Brecht |
| SMRL 6165          | 1975          | Drupi                                      | Due |
| SMRL 6171          | 1975          | Fratelli La Bionda                         | Ogni volta che tu te ne vai                                                                                     |
| SMRL 6172          | 1975          | Milva                                      | Libertà |
| SMRL 6173          | 1975          | Sergio Endrigo                             | Dieci anni dopo (Fronte copertina sagomato a lettera "E" maiuscola)                                             |
| SMRL 6174          | 1975          | Mia Martini                                | Un altro giorno con me                                                                                          |
| SMRL 6175          | 1975          | Mal                                        | Parlami d'amore                                                                                                 |
| AMRL 36177         | 1975          | Lucio Battisti                             | Lucio Battisti - (Box 3 LP)                                                                                     |
| SMRL 6178          | 1975          | Nuova Compagnia di Canto Popolare          | La N.C.C.P. al festival dei due mondi di Spoleto                                                                |
| SMRL 6179          | 1976          | Sergio Endrigo                             | Canzoni venete                                                                                                  |
| SMRL 6180          | 1976          | Genova e Steffan                           | La strada le stelle e il vento                                                                                  |
| SMRL 6181          | 1976          | Corrado Castellari                         | Gente così...                                                                                                   |
| SMRL 6184          | 1976          | Drupi                                      | Drupi - (con visiera removibile dalla copertina)                                                                |
| SMRL 6185          | 1976          | Mia Martini                                | Mia |
| SMRL 6187          | 1976          | Napoli Centrale                            | Mattanza |
| SMRL 6188          | 1976          | El Tigre                                   | Roarr - Metti El Tigre in discoteca                                                                             |
| SMRL 6189          | 1976          | Mal                                        | Chiudi gli occhi e ascoltami                                                                                    |
| SMRL 6190          | 1976          | Edoardo Bennato                            | La torre di Babele                                                                                              |
| SMRL 6191          | 1976          | Gianna Nannini                             | Gianna Nannini                                                                                                  |
| SMRL 6192          | 1976          | Renato Carosone                            | Pianofortissimamente                                                                                            |
| SMRL 6193          | 1976          | Patty Pravo                                | Patty Pravo |
| SMRL 6196          | 1976          | Andrea Mingardi Supercircus                | Datemi della musica                                                                                             |
| SMRL 6198          | 1976          | Nino Rota e altri                          | Alle origini della mafia                                                                                        |
| SMRL 6199          | 1977          | Franco Califano                            | Tutto il resto è noia                                                                                           |
| SMRL 6200          | 1977          | Angela Luce                                | Comme se canta a Napule                                                                                         |
| SMRL 6201          | 1977          | Franco Battiato                            | Franco Battiato                                                                                                 |
| SMRL 6203          | 1977          | Mal                                        | Le canzoni di Furia                                                                                             |
| SMRL 6205          | 1977          | Maurice Jarre                              | Gesù di Nazareth                                                                                                |
| SMRL 6206          | 1977          | Gianna Nannini                             | Una radura...                                                                                                   |
| SMRL 6207          | 1977          | Milva                                      | Milva |
| SMRL 6209          | 1977          | Edoardo Bennato                            | Burattino senza fili                                                                                            |
| SMRL 6211          | 1977          | Drupi                                      | Di solito la gente mi chiama drupi                                                                              |
| SMRL 6213          | 1977          | Collage                                    | Piano piano... m'innamorai di te                                                                                |
| SMRL 6215          | 1977          | Sammy Barbot                               | Piccolo slam |
| SMRL 6216          | 1977          | Franco Califano                            | Tac..! |
| SMRL 6217          | 1978          | Milva                                      | Canzoni tra le due guerre                                                                                       |
| SMRL 6218          | 1978          | Franco Battiato                            | Juke box |
| SMRL 6219          | 1978          | Andrea Mingardi Supercircus                | Zabajone |
| SMRL 6220          | 1978          | Franco Battiato                            | L'Egitto prima delle sabbie                                                                                     |
| SMRL 6221          | 1978          | Fabrizio De André                          | Rimini |
| SMRL 6223          | 1978          | Federico Troiani                           | Strade |
| SMRL 6224          | 1978          | Napoli Centrale                            | Qualcosa ca nun more                                                                                            |
| SMRL 6225          | 1978          | Alunni del Sole                            | Liù |
| SMRL 6226          | 1978          | Banco del Mutuo Soccorso                   | ...di terra |
| SMRL 6228          | 1978          | Orchestra Spettacolo Raoul Casadei         | Amico Sole |
| SMRL 6229          | 1978          | Fabrizio De André                          | Tutti morimmo a stento (ristampa)                                                                               |
| SMRL 6230          | 1978          | Fabrizio De André                          | La buona novella (ristampa)                                                                                     |
| SMRL 6231          | 1978          | Fabrizio De André                          | Non al denaro, non all'amore né al cielo (ristampa)                                                             |
| SMRL 6232          | 1978          | Fabrizio De André                          | Storia di un impiegato (ristampa)                                                                               |
| SMRL 6233          | 1978          | Fabrizio De André                          | Canzoni (ristampa)                                                                                              |
| SMRL 6234          | 1978          | Orchestra Spettacolo Casadei               | La mazurka di periferia                                                                                         |
| SMRL 6235          | 1978          | Orchestra Spettacolo Casadei               | Simpatia |
| SMRL 6236          | 1978          | Fabrizio De André                          | Vol. 1º (ristampa)                                                                                              |
| SMRL 6237          | 1978          | Fabrizio De André                          | Volume 3º (ristampa)                                                                                            |
| SMRL 6238          | 1978          | Fabrizio De André                          | Vol. 8 (ristampa)                                                                                               |
| SMRL 6240          | 1978          | Flavio Giurato                             | Per futili motivi                                                                                               |
| SMRL 6241          | 1978          | Franco Califano                            | Ti perdo... |
| SMRL 6243          | 1978          | Collage                                    | Concerto d'amore                                                                                                |
| SMRL 6244          | 1979          | Fabrizio De André                          | Fabrizio De André in concerto - Arrangiamenti PFM                                                               |
| SMRL 6245          | 1979          | Gianni Mocchetti                           | Andare |
| SMRL 6246          | 2 aprile 1979 | Artisti vari                               | Cantautori s.r.l. (speranze - rabbie - libertà)                                                                 |
| SMRL 6247          | 1979          | Banco del Mutuo Soccorso                   | Canto di primavera                                                                                              |
| SMRL 6248          | 1979          | Alunni del Sole                            | Tarantè |
| SMRL 6249          | 1979          | Milva                                      | La mia età |
| SMRL 6250          | 1979          | Piergiorgio Farina                         | Trasloco |
| SMRL 6251          | 1979          | Laura Luca                                 | Se mai ti stancassi di me...                                                                                    |
| SMRL 6254          | 1979          | Gianna Nannini                             | California |
| SMRL 6255          | 1979          | Milk and Coffee                            | Indianapolis (in vinile colorato)                                                                               |
| SMRL 6256          | 1979          | Federico Troiani                           | Federico Troiani                                                                                                |
| SMRL 6258          | 1979          | Mal                                        | Uomo Squalo e altre storie                                                                                      |
| SMRL 6260          | 1979          | Banco del Mutuo Soccorso                   | Capolinea |

#### Anni '80
| Numero di catalogo | Anno           | Interprete                | Titoli |
| ------------------ | -------------- | ------------------------- | --- |
| SMRL 6261          | 1980           | Franco Califano           | ...tuo Califano                                                                                             |
| SMRL 6263          | 1980           | Alunni del Sole           | Cantilena                                                                                                   |
| SMRL 6265          | 1980           | Milva                     | La Rossa |
| SMRL 6266          | maggio 1980    | Enzo Jannacci             | Ci vuole orecchio                                                                                           |
| SMRL 6267          | 1980           | Artisti vari              | Grand'amore                                                                                                 |
| SMRL 6268          | 1980           | Collage                   | Donna Musica                                                                                                |
| SMRL 6269          | 1980           | Edoardo Bennato           | Uffà! Uffà!                                                                                                 |
| SMRL 6271          | 1980           | Roberta D'Angelo          | Casablanca                                                                                                  |
| SMRL 6272          | 1980           | Fred Bongusto             | Fantozzi contro tutti                                                                                       |
| SMRL 6273          | 1980           | Massimo Boldi             | Scatolette                                                                                                  |
| SMRL 6274          | 1981           | Eduardo De Crescenzo      | Ancora |
| SMRL 6275          | 1981           | Gianna Nannini            | G.N. |
| SMRL 6277          | 1981           | Franco Califano           | La mia libertà                                                                                              |
| SMRL 6278          | 1981           | Fred Bongusto             | Fortunatamente ancora l'amore                                                                               |
| SMRL 6279          | 1980           | Edoardo Bennato           | Sono solo canzonette                                                                                        |
| SMRL 6281          | 1981           | Fabrizio De André         | Fabrizio De André                                                                                           |
| SMRL 6282          | 22 luglio 1981 | Enzo Jannacci             | E allora...Concerto                                                                                         |
| SMRL 6284          | 1981           | Renzo Arbore              | Ora o mai più ovvero Cantautore da grande                                                                   |
| AMRL 46285         | 1982           | Fabrizio De André         | Fabrizio De André (Box contenente gli LP Vol. 1, Vol. 3, Vol. 8 e Rimini)                                   |
| SMRL 6286          | 1982           | Milva                     | Milva e dintorni                                                                                            |
| SMRL 6288          | 1982           | Gruppo Italiano           | Maccherock                                                                                                  |
| SMRL 6290          | 1982           | Fred Bongusto             | Freddissimo                                                                                                 |
| SMRL 6292          | 1982           | Eduardo De Crescenzo      | Amico che voli                                                                                              |
| SMRL 6293          | 1982           | Daiano                    | I ragazzi di città                                                                                          |
| SMRL 6294          | 1982           | Artisti vari              | Big Compilation                                                                                             |
| SMRL 6295          | 1982           | Franco Serafini           | Serafini |
| SMRL 6296          | 1982           | Faust'o                   | Faust'o |
| SMRL 6297          | 1982           | Gianna Nannini            | Latin Lover                                                                                                 |
| SMRL 6298          | 1982           | Artisti vari              | Fortuna |
| SMRL 6300          | 1983           | Fred Bongusto             | Belle bugie                                                                                                 |
| SMRL 6301          | 1983           | Eduardo De Crescenzo      | De Crescenzo                                                                                                |
| SMRL 6302          | 1983           | Enzo Jannacci             | Discogreve                                                                                                  |
| SMRL 6303          | 1983           | Classe 2a B               | Saluti da... Classe 2a B                                                                                    |
| SMRL 6304          | 1983           | Squallor                  | Arrapaho |
| SMRL 6306          | 1983           | Artisti vari              | Cantar d'autore                                                                                             |
| SMRL 6307          | 1983           | Milva                     | Identikit                                                                                                   |
| EB 5509            | 1983           | Edoardo Bennato           | È arrivato un bastimento                                                                                    |
| SMRL 6308          | 1984           | Fabrizio De André         | Creuza de mä                                                                                                |
| SMRL 6309          | 1984           | Gianna Nannini            | Puzzle |
| SMRL 6310          | 1984           | Gruppo Italiano           | Tapioca manioca                                                                                             |
| EB 5519            | 1984           | Edoardo Bennato           | Live! È goal!                                                                                               |
| SMRL 6311          | 1984           | Artisti vari              | Dancemania                                                                                                  |
| SMRL 6312          | 1984           | Franco Serafini           | Più bella di lei                                                                                            |
| SMRL 6313          | 1984           | Fred Bongusto             | Appuntamento con la luna                                                                                    |
| SMRL 6314          | 1984           | Squallor                  | Uccelli d'Italia                                                                                            |
| CDMRL 6315         | 1984           | Lucio Battisti            | Il meglio di Lucio Battisti (Prodotto direttamente su CD e destinato in origine al solo mercato giapponese) |
| TSMRL 6316         | 1984           | Artisti vari              | Canzoni per l'estate 84 - Tre                                                                               |
| SMRL 6317          | 1984           | Romano Battaglia          | Romano Battaglia - Le più belle poesie                                                                      |
| TSMRL 6319         | 1984           | Pippo Franco              | Pippo Mix                                                                                                   |
| TSMRL 6322         | 1984           | Artisti vari              | Canzoni per l'inverno - 2                                                                                   |
| TSMRL 6323         | 1984           | Artisti vari              | Premiatissima 84 - I Cantautori                                                                             |
| AGN 26324          | 1985           | Gianna Nannini            | Tutto live                                                                                                  |
| SMRL 6325          | 1985           | Eduardo De Crescenzo      | Dove c'è il mare                                                                                            |
| TSMRL 6326         | 1985           | Lucio Battisti            | Lucio Battisti - (Antologia blu)                                                                            |
| SMRL 6327          | 1985           | Fred Bongusto             | ...Dillo tu                                                                                                 |
| EB 79              | 1985           | Edoardo Bennato           | Kaiwanna |
| SMRL 6330          | 1985           | Milva                     | Corpo a corpo                                                                                               |
| SMRL 6332          | 1985           | Milva e Astor Piazzolla   | Live at the Bouffes du Nord                                                                                 |
| TSMRL 6333         | 1985           | Artisti vari              | Canzoni per l'estate                                                                                        |
| TSMRL 6334         | 1985           | Artisti vari              | Feelin' Black                                                                                               |
| TSMRL 6335         | 1985           | Adriano Celentano / Mina  | Celentano - Mina                                                                                            |
| SMRL 6336          | 1985           | Andrea Mingardi           | Eccitanti conflitti confusi                                                                                 |
| TSMRL 6337         | 1985           | Squallor                  | Tocca l'albicocca                                                                                           |
| STVL 6338          | 1985           | Artisti vari              | Super Festivalbar 1985                                                                                      |
| CDMRL 6341         | 1986           | Mina                      | Gli anni d'oro Vol. 2                                                                                       |
| STVL 6342          | 1985           | Fred Bongusto             | Fred Bongusto 25                                                                                            |
| SMRL 6343          | 1985           | Gruppo Italiano           | Surf in Italy                                                                                               |
| CDMRL 6344         | 1985           | Fred Bongusto             | Il meglio di Fred Bongusto                                                                                  |
| STVL 6345          | 1986           | Squallor                  | Canta Squallor                                                                                              |
| CDMRL 6346         | 1988           | Artisti vari              | Il meglio dell'Equipe 84                                                                                    |
| CDMRL 6348         | 1989           | Artisti vari              | Buon natale                                                                                                 |
| STVL 6350          | 1986           | Renzo Arbore              | Prima che sia troppo tardi (con marchio Fonit Cetra)                                                        |
| STVL 6351          | 1986           | Fabrizio De André         | Fabrizio De André - (Antologia blu)                                                                         |
| STVL 6352          | 1986           | Cincinnati                | Cincinnati                                                                                                  |
| SMRL 6353          | 1986           | Franco Califano           | ...Ma cambierà                                                                                              |
| SMRL 6354          | 1986           | Fred Bongusto             | Guancia a guancia                                                                                           |
| STVL 6356          | 1986           | Artisti vari              | Canzoni per l'estate 1986                                                                                   |
| STVL 6357          | 1986           | Squallor                  | Manzo |
| SMRL 6359          | 1986           | Gianna Nannini            | Profumo |
| STVL 6360          | 1986           | Artisti vari              | Spot TV |
| SMRL 6361          | 1986           | Anna Identici             | Maria Bonita                                                                                                |
| SMRL 6362          | 1986           | Milva                     | Tra due sogni                                                                                               |
| SMRL 6363          | 1986           | Nino D'Angelo             | Fotografando l'amore                                                                                        |
| SMRL 6364          | 1987           | Eduardo De Crescenzo      | Nudi |
| SMRL 6365          | 1987           | Dori Ghezzi               | Velluti e carte vetrate                                                                                     |
| SMRL 6366          | 1987           | Il Guardiano del Faro     | Federico Monti Arduini Il Guardiano del Faro                                                                |
| SMRL 6367          | 1987           | Serena Grandi             | Le foto di Gioia - (picture disc)                                                                           |
| SMRL 6368          | 1987           | Riz Ortolani              | Capriccio (di Tinto Brass) - (colonna sonora)                                                               |
| SMRL 6369          | 1987           | Aida                      | Scossa |
| SMRL 6370          | 1987           | Franco Califano           | Il bello della vita                                                                                         |
| SMRL 6371          | 1987           | Fred Bongusto             | Cioccolata                                                                                                  |
| TGN 9              | 1987           | Gianna Nannini            | Maschi e altri                                                                                              |
| SMRL 6372          | 1987           | Premiata Forneria Marconi | Miss Baker                                                                                                  |
| SMRL 6373          | 1987           | Umberto Marcato           | Quanti momenti                                                                                              |
| SMRL 6374          | 1987           | Nino D'Angelo             | Cose di cuore                                                                                               |
| SMRL 6376          | 1987           | Cristiano De André        | Cristiano De André                                                                                          |
| SMRL 6377          | 1988           | Gianluigi Di Franco       | Gianluigi Di Franco                                                                                         |
| STVL 6378          | 1988           | Franco Califano           | Io |
| SMRL 6379          | 1988           | Aida                      | Vinti e vincitori                                                                                           |
| SMRL 6380          | 1988           | Marcella Bella            | '88 |
| SMRL 6381          | 1988           | Artisti vari              | Kamikazen - (Colonna sonora)                                                                                |
| TSMRL 6382         | 1988           | Artisti vari              | Hot 14 (1988)                                                                                               |
| SMRL 6383          | 1988           | Milva                     | Milva |
| SMRL 6384          | 1988           | New Trolls                | Amici |
| STVL 6385          | 1988           | Squallor                  | Cielo duro                                                                                                  |
| TSMRL 6386         | 1988           | Nino D'Angelo             | Le canzoni che cantava mammà                                                                                |
| SMRL 6387          | 1988           | Christian                 | Guardando il cielo                                                                                          |
| SMRL 6388          | 1988           | Rodolfo Santandrea        | Aiutatemi, amo i delfini                                                                                    |
| SMRL 6389          | 1988           | Tazenda                   | Tazenda |
| SMRL 6390          | 1988           | Moncada                   | Moncada |
| SMRL 6391          | 1988           | Ludovico Einaudi          | Time Out |
| SMRL 6392          | 1988           | Nino D'Angelo             | Il cammino dell'amore                                                                                       |
| TGN 10             | 1988           | Gianna Nannini            | Malafemmina                                                                                                 |
| SMRL 6393          | 1988           | Operating System          | Running out                                                                                                 |
| SMRL 6394          | 1988           | Barron                    | Barron |
| SMRL 6395          | 1988           | Gino Paoli                | L'ufficio delle cose perdute                                                                                |
| SMRL 6396          | 1989           | Artisti vari              | Concorso Internazionale "Colonna sonora '88"                                                                |
| TSMRL 6397         | 1989           | Artisti vari              | Hot 14 (1989)                                                                                               |
| SMRL 6399          | 1989           | Giovanni Nuti             | Al parco dei silenzi                                                                                        |
| SMRL 6400          | 11 aprile 1989 | Massimo Bubola            | Vita, morte e miracoli                                                                                      |
| SMRL 6401          | 1989           | Aida                      | Aida |
| STVL 6402          | 1989           | Eduardo De Crescenzo      | C'è il sole                                                                                                 |
| SMRL 6403          | 1989           | Franco Califano           | Coppia dove vai                                                                                             |
| SMRL 6404          | 1989           | Lena Biolcati             | La luna nel cortile                                                                                         |
| SMRL 6405          | 1989           | Superquattro              | Superquattro                                                                                                |
| SMRL 6406          | 1989           | Stefania La Fauci         | Corsi d'acqua                                                                                               |
| SMRL 6407          | 1989           | Umberto Marcato           | Rose |
| SMRL 6408          | 1989           | Nino D'Angelo             | Inseparabili                                                                                                |
| SMRL 6409          | 1989           | Milva                     | Svegliando l'amante che dorme                                                                               |
| SMRL 6411          | 1989           | Pupo                      | Quello che sono                                                                                             |

#### Anni '90
| Numero di catalogo | Anno             | Interprete           | Titoli                                                  |
| ------------------ | ---------------- | -------------------- | ------------------------------------------------------- |
| SMRL 6412          | 1990             | Marcella Bella       | Verso l'ignoto...                                       |
| SMRL 6413          | 1990             | Lena Biolcati        | 1990 giorni dopo...                                     |
| SMRL 6414          | 1990             | Franco Califano      | Califano                                                |
| SMRL 6415          | 1990             | Cristiano Malgioglio | Quasi...autobiografico                                  |
| SMRL 6416          | 1990             | Marco Masini         | Marco Masini                                            |
| SMRL 6417          | 1990             | Diaframma            | In perfetta solitudine                                  |
| SMRL 6418          | 1990             | Peppino Di Capri     | I ragazzi di ieri                                       |
| SMRL 6419          | 1990             | Miki Porru           | Nuclei disarmati annoiati                               |
| SMRL 6420          | 1990             | Nino D'Angelo        | Amo l'estate                                            |
| SMRL 6421          | 1990             | Artisti vari         | Vinci campione!                                         |
| SMRL 6422          | 1990             | Stefania La Fauci    | Stefania La Fauci                                       |
| SMRL 6423          | 1990             | Artisti vari         | Summer Hits Wanted                                      |
| SMRL 6424          | 1990             | Cristiano De André   | L'albero della cuccagna                                 |
| STVL 6425          | 1990             | Gianna Nannini       | Scandalo                                                |
| SMRL 6426          | 10 ottobre 1990  | Pierangelo Bertoli   | Oracoli                                                 |
| SMRL 6427          | 1990             | Giancarlo Bigazzi    | Ragazzi fuori - Colonna sonora del film                 |
| SMRL 6428          | 1990             | Robert & Cara        | Robert & Cara                                           |
| SMRL 6429          | 1991             | Diaframma            | Da Siberia al prossimo week-end                         |
| STVL 6430          | 1991             | Eduardo De Crescenzo | Cante jondo                                             |
| CDMRL 6431         | 1991             | Gino Paoli           | Gino Paoli '89 dal vivo (ristampa)                      |
| SMRL 6432          | 1991             | Cristiano Malgioglio | Amiche                                                  |
| STVL 6433          | 1991             | Marco Masini         | Malinconoia                                             |
| SMRL 6434          | 1991             | Stefania La Fauci    | Caramba                                                 |
| SMRL 6435          | 1991             | Marco Ferradini      | È bello avere un amico                                  |
| SMRL 6436          | 1991             | Marcella Bella       | Sotto il vulcano                                        |
| SMRL 6437          | 1991             | Gigliola Cinquetti   | Tuttintorno                                             |
| SMRL 6438          | 1991             | Peppino Di Capri     | Comme è ddoce 'o mare. Napoli oggi - Napoli ieri        |
| SMRL 6439          | 1991             | Artisti vari         | Disco Italia 91 - Solo musica italiana                  |
| SMRL 6440          | 1991             | Nino D'Angelo        | ...e la vita continua (album)                           |
| SMRL 6441          | 1991             | Stefano Pieroni      | ...Di buona giornata                                    |
| TGN 6442           | 1991             | Gianna Nannini       | Giannissima                                             |
| SMRL 6443          | 8 ottobre 1991   | Franco Califano      | Se il teatro è pieno                                    |
| STVL 6444          | 1992             | Fabrizio De André    | Le nuvole (ristampa)                                    |
| STVL 6445          | 1992             | Fiorella Mannoia     | Come si cambia '77-'87                                  |
| STVL 6446          | 23 febbraio 1992 | Pierangelo Bertoli   | Italia d'oro                                            |
| SMRL 6447          | 1992             | Peppino Di Capri     | ...E cerchi il mare                                     |
| SMRL 6448          | 1992             | Aleandro Baldi       | Il sole                                                 |
| SMRL 6450          | 1992             | Francesca Alotta     | Francesca Alotta                                        |
| STVL 6451          | 1992             | Edoardo Bennato      | Capitan Uncino                                          |
| SMRL 6452          | 1992             | Stefano Pieroni      | Dagli il tuo cuore                                      |
| SMRL 6453          | 1992             | Milva                | Mon amour ...sono canzoni d'amore                       |
| CDMRL 6454         | 1992             | Artisti vari         | Disco Italia '92                                        |
| STVL 6455          | 1992             | Artisti vari         | Mix-Re-Mix - Discoteca italiana                         |
| SMRL 6456          | 1992             | Nino D'Angelo        | Bravo ragazzo                                           |
| SMRL 6457          | 1992             | Marco Ferradini      | Ricomincio da Teorema                                   |
| SMRL 6458          | 1992             | Artisti vari         | Concorso Internazionale di Composizione "Trento Cinema" |
| STVL 6459          | 1993             | Marco Masini         | T'innamorerai                                           |
| SMRL 6460          | 1993             | Fausto Leali         | Saremo promossi                                         |
| SMRL 6461          | 1993             | Milva                | Uomini addosso                                          |
| SMRL 6462          | 1993             | Peppino Gagliardi    | Il viaggio                                              |
| TGN 6463           | 1993             | Gianna Nannini       | X forza e x amore                                       |
| CDMRL 6464         | 1993             | Los Muntos           | Ciapa la büsta                                          |
| CDNDA 6465         | 1993             | Nino D'Angelo        | Tiempo                                                  |
| STVL 6466          | 1993             | Pierangelo Bertoli   | Gli anni miei                                           |
| CDVIT 6467         | 1993             | Milly Carlucci       | E la morale è                                           |
| STVL 6468          | 1993             | Viola Valentino      | Esisto                                                  |
| SMRL 6469          | 1993             | Giorgio Conte        | Giorgio Conte                                           |
| TCDMRL 6470        | 1994             | Francesca Alotta     | Io e te                                                 |
| TCDMRL 6471        | 1994             | Aleandro Baldi       | Ti chiedo onestà                                        |
| TCDFA 6472         | 1994             | Squallor             | Cambiamento                                             |
| CDMRL 6474         | 1994             | Daniele Silvestri    | Daniele Silvestri                                       |
| CDMRL 6475         | 1994             | Artisti vari         | Mix-re-mix 2: Discoteca Italiana                        |
| CDMRL 6476         | 1994             | Fausto Leali         | Anima nuda                                              |
| CDNDA 6477         | 1994             | Nino D'Angelo        | Musicammore                                             |
| TCDMRL 6479        | 1994             | Sal Da Vinci         | Sal Da Vinci                                            |
| TCDMRL 6481        | 1995             | Marco Masini         | Il cielo della vergine                                  |
| CDMRL 6482         | 1995             | Lucio Battisti       | Lucio Battisti                                          |
| CDMRL 6483         | 1995             | Lucio Battisti       | Amore e non amore                                       |
| CDMRL 6484         | 1995             | Lucio Battisti       | Vol. 4                                                  |
| CDMRL 6485         | 1995             | Lucio Battisti       | Emozioni                                                |
| CDMRL 6486         | 1995             | Edoardo Bennato      | Burattino senza fili                                    |
| CDMRL 6487         | 1995             | Edoardo Bennato      | Sono solo canzonette                                    |
| CDMRL 6488         | 1995             | Fabrizio De André    | Fabrizio De André                                       |
| CDMRL 6489         | 1995             | Fabrizio De André    | In concerto (Arrangiamenti PFM) Vol. 1                  |
| CDMRL 6490         | 1995             | Fabrizio De André    | In concerto (Arrangiamenti PFM) Vol. 2                  |
| CDMRL 6491         | 1995             | Fabrizio De André    | Canzoni                                                 |
| CDMRL 6492         | 1995             | Fabrizio De André    | Rimini                                                  |
| CDMRL 6493         | 1995             | Fabrizio De André    | Vol. 1                                                  |
| CDMRL 6494         | 1995             | Fabrizio De André    | Vol. 3                                                  |
| CDMRL 6495         | 1995             | Fabrizio De André    | Vol. 8                                                  |
| CDMRL 6496         | 1995             | Fabrizio De André    | Tutti morimmo a stento                                  |
| CDMRL 6497         | 1995             | Fabrizio De André    | Storia di un impiegato                                  |
| CDMRL 6498         | 1995             | Fabrizio De André    | La buona novella                                        |
| CDMRL 6499         | 1995             | Fabrizio De André    | Non al denaro non all'amore né al cielo                 |
| CDMRL 6500         | 1995             | Eduardo De Crescenzo | Ancora                                                  |
| CDMRL 6501         | 1995             | Gianna Nannini       | California                                              |
| CDMRL 6502         | 1995             | Vasco Rossi          | Colpa d'Alfredo                                         |
| CDMRL 6503         | 1995             | Vasco Rossi          | Albachiara - Non siamo mica gli americani               |
| CDMRL 6504         | 1995             | Vasco Rossi          | Ma cosa vuoi che sia una canzone                        |
| CDMRL 6505         | 1995             | Vasco Rossi          | Le canzoni d'amore di Vasco Rossi                       |
| CDMRL 6507         | 1995             | Vasco Rossi          | Siamo solo noi                                          |
| CDMRL 6508         | 1995             | Daniele Silvestri    | Prima di essere un uomo                                 |
| CDMRL 6509         | 1995             | Artisti vari         | Canti randagi                                           |

### 33 giri in edizione economica
La Dischi Ricordi fu una delle prime case discografiche a pubblicare dischi a prezzo speciale; negli anni '60 essi erano caratterizzati dalle lettere di catalogazione MRP al posto di MRL (e in seguito, con l'avvento dei dischi stereofonici, SMRP), spesso si trattava di ristampe di vecchi album (ad esempio il primo di Giorgio Gaber) o di raccolte di 45 giri.
Negli anni '70 invece venne creata dapprima una sottoetichetta, la "Family", ed in seguito, a metà del decennio, una serie apposita, chiamata Orizzonte (catalogazione ORL) che, in pochi casi (Fabrizio De André in concerto - Arrangiamenti PFM Vol. 2º o l'omonimo album di Enzo Jannacci noto come "Nuove registrazioni"), pubblicò anche dischi nuovi, sempre a prezzo speciale.

#### Anni '60 (serie MRP e SMRP)
| Numero di catalogo  | Anno         | Interprete                        | Titoli                                                        |
| ------------------- | ------------ | --------------------------------- | ------------------------------------------------------------- |
| MRP 9001            | 1961         | Angel "Pocho" Gatti               | Angel "Pocho" Gatti - I successi del '61                      |
| MRP 9002            | 1962         | L.Giudici                         | Sanremo - Le 32 canzoni del Festival 1962                     |
| MRP 9009            | 1964         | Artisti vari                      | Canzoni d'amore di Bindi, Endrigo, Paoli, Tenco               |
| MRP 9011            | 1964         | Coro A.N.A. di Milano             | Canti degli Alpini vol.1                                      |
| MRP 9012            | 1964         | Giorgio Gaber                     | Questo & quello                                               |
| MRP 9013            | 1964         | Artisti vari                      | Milano all'Intra's Derby Club                                 |
| MRP 9014            | 1965         | Coro A.N.A. di Milano             | Canti degli Alpini vol.2                                      |
| MRP 9016            | 1965         | Giorgio Gaber                     | Giorgio Gaber (ristampa)                                      |
| MRP 9019            | 1965         | Maria Monti                       | Canzoni popolari italiane                                     |
| MRP 9021            | 10-1965      | Wilma Goich                       | La voce di Wilma Goich                                        |
| MRP 9023            | 1966         | Gino Paoli                        | Gino Paoli (ristampa)                                         |
| MRP 9024            | 1966         | Ornella Vanoni                    | Ornella Vanoni (ristampa)                                     |
| MRP 9026            | 1966         | Coro A.N.A. di Milano             | Canti degli Alpini vol.3 - "Nun sem alpin"                    |
| MRP 9027            | 1967         | Bobby Solo                        | Tutti i successi di Bobby Solo                                |
| MRP 9028            | 1967         | Giorgio Gaber                     | Tutti i successi di Giorgio Gaber vol. 1                      |
| MRP 9029            | 1967         | Giorgio Gaber                     | Tutti i successi di Giorgio Gaber vol. 2                      |
| MRP 9031            | 1967         | Luigi Tenco                       | Ti ricorderai di me...                                        |
| MRP 9032            | 1967         | Artisti vari                      | Vale un milione                                               |
| MRP 9033            | 1967         | Luigi Tenco                       | Se stasera sono qui                                           |
| MRP 9034            | 1967         | Lando Fiorini                     | Roma mia                                                      |
| MRP 9035            | 1967         | Dik Dik                           | Dik Dik                                                       |
| MRP 9036            | 1968         | Artisti vari                      | Cafè Concerto                                                 |
| MRP 9037            | 1967         | Bobby Solo                        | San Francisco                                                 |
| MRP 9038            | 1967         | Gino Paoli                        | Le cose dell'amore (ristampa)                                 |
| MRP 9039            | 1967         | Quartetto Cetra                   | Le canzoni di Walt Disney e altri successi                    |
| SMRP 9043           | 1967         | Alberto Rabagliati                | Quando canta Rabagliati                                       |
| MRP 9045            | 1968         | Ornella Vanoni                    | Le canzoni di Ornella Vanoni (ristampa)                       |
| MRP 9046            | 1968         | Artisti vari                      | Vale un miliardo                                              |
| SMRP 9047           | 1968         | Coro Rosalpina                    | Canti della Grande Guerra                                     |
| MRP 9048            | 1968         | Ornella Vanoni                    | Caldo (ristampa)                                              |
| MRP 9049            | 1968         | Artisti vari                      | Sull'onda del successo                                        |
| MRP 9050            | 1968         | Enzo Jannacci                     | Le canzoni di Enzo Jannacci                                   |
| SMRP 9051           | 1968         | Ricky Gianco                      | Ricky Gianco Special                                          |
| SMRP 9052           | ottobre 1968 | I Ribelli                         | I Ribelli                                                     |
| SMRP 9053           | Luglio 1969  | Quelli                            | Quelli                                                        |
| MRP 9054            | 1969         | Artisti vari                      | Week-end in musica                                            |
| SMRP 9055           | 1969         | Dik Dik                           | Il primo giorno di primavera                                  |
| SMRP 9057           | 1969         | Quartetto Stella Alpina           | Canti Popolari Friulani                                       |
| SMRP 9060           | 1969         | Artisti vari                      | Parata di successi N° 2                                       |
| SMRP 9061           | 1969         | Bobby Solo                        | Le canzoni del West (ristampa)                                |
| SMRP 9062           | 1969         | Artisti vari                      | Parata di successi N° 3                                       |
| SMRP 9063           | 1969         | Maria Monti                       | Canzoni Popolari Italiane                                     |
| SMRP 9064           | 1969         | Bobby Solo                        | Il meglio di Bobby Solo                                       |
| MRP 9065            | 1969         | Luigi Tenco                       | Pensaci un po'                                                |
| SMRP 9067           | 1970         | Artisti vari                      | Le canzoni d'amore di Bindi, Endrigo, Paoli, Tenco (ristampa) |
| SMRP 9070           | 1970         | Dik Dik                           | L'isola di Wight                                              |
| SMRP 9071           | 1970         | Artisti vari                      | Parata di successi N° 5                                       |
| SMRP 9072           | 1970         | Edmonda Aldini                    | Canzoni in esilio                                             |
| SMRP 9077           | 1971         | Alex Devezoglu                    | Alex                                                          |
| SMRP 9079           | 1971         | Benito Merlino                    | Gli amori di carta                                            |
| SMRP 9080           | 1971         | Mario Buffa Moncalvo e Luigi Nono | San Vittore 1969                                              |
| SMRP 9082/9083/9084 | 1972         | Artisti vari                      | I cantautori - (cofanetto 3 LP)                               |
| SMRP 9087           | 1972 ?       | Lando Fiorini                     | Bella quanno te fece mamma tua (ristampa)                     |
| SMRP 9090           | 1974         | Artisti vari                      | L'Atlante di Topino                                           |

#### Anni '70 (Family Records)
| Numero di catalogo | Anno | Interprete                    | Titoli                        |
| ------------------ | ---- | ----------------------------- | ----------------------------- |
| SFR-RI 620         | 1972 | Dario Fo                      | Il teatrino di Dario Fo       |
| SFR-RI 621         | 1972 | Bobby Solo                    | I successi di Bobby Solo      |
| SFR-RI 629         | 1972 | Giorgio Gaber e Enzo Jannacci | Giorgio Gaber e Enzo Jannacci |
| SFR-KA 635         | 1972 | Luciano Virgili               | Recital                       |
| SFR-RI 651         | 1972 | Artisti vari                  | Folk Italiano                 |
| SFR-RI 661         | 1972 | Giorgio Gaber                 | Tutti i successi vol. 2       |
| SFR-RI 667         | 1973 | Iller Pattacini               | Ballando all'italiana         |
| SFR-RI 736         | 1973 | Benny Carter                  | I maestri del jazz            |
| SFR 744            | 1973 | Guido Manusardi Trio          | Make Someone Happy            |

### EP

#### Anni '50
Nota: I primi EP pubblicati dalla Ricordi avevano la numerazione di catalogo che seguiva quella dei 45 giri (con la sola lettera iniziale E al posto della S), per cui sono stati inseriti in quella sezione; l'elenco di questa parte comprende invece solo gli EP con la catalogazione autonoma.
| Numero di catalogo | Anno | Interprete                | Titoli                                                         |
| ------------------ | ---- | ------------------------- | -------------------------------------------------------------- |
| ERL 121            | 1959 | Nuccia Bongiovanni        | Nuccia                                                         |
| ERL 122            | 1959 | Giorgio Gaber             | Nairobi                                                        |
| ERL 123            | 1959 | Bruno Aragosti            | Gelosia                                                        |
| ERL 124            | 1959 | Emilio Pericoli           | Emilio Pericoli - Festival di Sanremo 1959                     |
| ERL 125            | 1959 | Nuccia Bongiovanni        | Nuccia Bongiovanni - Festival di Sanremo 1959                  |
| ERL 126            | 1959 | Umberto Bindi             | Umberto Bindi, la sua voce, il suo pianoforte e le sue canzoni |
| ERL 127            | 1959 | I Cavalieri               | I Cavalieri vol. 1                                             |
| ERL 128            | 1959 | Umberto Bindi             | Girotondo per i grandi                                         |
| ERL 129            | 1959 | Giorgio Gaber             | Priscilla                                                      |
| ERL 130            | 1959 | Bruno Mari                | Bruno Mari canta per voi                                       |
| ERL 131            | 1959 | Antobal's Cuban All Stars | Que calor!                                                     |
| ERL 132            | 1959 | Antobal's Cuban All Stars | Cubana Olè                                                     |
| ERL 133            | 1959 | Antobal's Cuban All Stars | Ay caramba                                                     |
| ERL 134            | 1959 | Bruno Aragosti            | Bruno Aragosti e il suo doppio quartetto 4+4                   |
| ERL 135            | 1959 | Gigi Mai                  | Sophisticated rock                                             |
| ERL 136            | 1959 | Quartetto Cetra           | Come si usa in USA                                             |
| ERL 137            | 1959 | The King's men            | The King's men - Vol.1                                         |
| ERL 138            | 1959 | Quartetto Cetra           | Concertino                                                     |
| ERL 139            | 1959 | Lorenza Lory              | Frankie, my darling                                            |
| ERL 140            | 1959 | Brunetta                  | The explosive Brunetta                                         |
| ERL 141            | 1959 | Giorgio Gaber             | Genevieve                                                      |
| ERL 142            | 1959 | Emilio Pericoli           | Ti prego amore                                                 |
| ERL 143            | 1959 | Ornella Vanoni            | Le canzoni della malavita - Vol. 2                             |
| ERL 144            | 1959 | Gino Paoli                | La tua mano                                                    |
| ERL 145            | 1959 | Paola Orlandi             | Paola Orlandi - Vol. 1                                         |
| ERL 146            | 1959 | Mago Zurlì                | Il Mago Zurlì presenta il Festival dello Zecchino d'Oro        |
| ERL 147            | 1959 | Brunetta                  | Precipito precipito precipito                                  |
| ERL 148            | 1959 | Winny Weeks               | Cu-cu-rru-cu-cu paloma                                         |
| ERL 149            | 1959 | I Robby's                 | Somebody loves me                                              |
| ERL 150            | 1959 | Lorenza Lory              | Sleep walk                                                     |
| ERL 151            | 1960 | Umberto Bindi             | Un giorno, un mese, un anno                                    |
| ERL 152            | 1960 | Emilio Pericoli           | Ciao, baby, ciao                                               |

#### Anni '60
| Numero di catalogo | Anno | Interprete                                         | Titoli                                                          |
| ------------------ | ---- | -------------------------------------------------- | --------------------------------------------------------------- |
| ERL 153            | 1960 | Quartetto Cetra                                    | Cocktail per quattro                                            |
| ERL 154            | 1960 | Quartetto Cetra                                    | Le favole del Juke box                                          |
| ERL 155            | 1960 | Lucia Mannucci                                     | Lucia sola                                                      |
| ERL 156            | 1960 | Brunetta                                           | Ciclone Brunetta                                                |
| ERL 157            | 1960 | Don Attilio                                        | L'irresistibile Don Attilio                                     |
| ERL 158            | 1960 | I Due Corsari                                      | I Due Corsari                                                   |
| ERL 159            | 1960 | Eddie Carter                                       | Cow-boy's songs                                                 |
| ERL 160            | 1960 | Don Powell                                         | Don Powell                                                      |
| ERL 161            | 1960 | Irene D'Areni                                      | Splende il sole                                                 |
| ERL 162            | 1960 | Elena Reda                                         | Stringimi e baciami                                             |
| ERL 163            | 1960 | Gino Paoli                                         | Io vivo nella luna                                              |
| ERL 164            | 1960 | Raoul Magrini                                      | Raoul Magrini e il suo complesso                                |
| ERL 165            | 1960 | Antobal's Cuban All Stars                          | Improvisando cha cha                                            |
| ERL 166            | 1960 | Quartetto Cetra                                    | Geppyna                                                         |
| ERL 167            | 1960 | I Robby's                                          | Cha cha cha                                                     |
| ERL 168            | 1960 | The Mack Quay Brothers                             | The Mack Quay Brothers                                          |
| ERL 169            | 1960 | Umberto Bindi                                      | Il nostro concerto                                              |
| ERL 170            | 1960 | Umberto Bindi, Giorgio Gaber, Gino Paoli           | Se ci sei/Non arrossire/Grazie/Una fetta di limone              |
| ERL 171            | 1960 | Quartetto 2 + 2                                    | Moderato swing                                                  |
| ERL 172            | 1960 | Joe Sentieri                                       | Maria Mari'/I' te vurria vasa'/Santa Lucia/Serenata a Surriento |
| ERL 173            | 1961 | Gino Paoli                                         | Gino Paoli - Il cielo in una stanza                             |
| ERL 174            | 1961 | Giorgio Gaber                                      | Giorgio Gaber - Non arrossire                                   |
| ERL 176            | 1961 | Luigi Tenco                                        | Luigi Tenco - Quando                                            |
| ERL 177            | 1961 | Ornella Vanoni / Joe Sentieri                      | Ornella Vanoni & Joe Sentieri a Canzonissima                    |
| ERL 178            | 1961 | Quartetto Cetra                                    | Quartetto Cetra - Il testamento del toro                        |
| ERL 179            | 1961 | Quartetto Cetra                                    | Il Quartetto Cetra canta le canzoni di Walt Disney              |
| ERL 180            | 1961 | Marisa Del Frate                                   | Marisa Del Frate - Sembra facile                                |
| ERL 181            | 1962 | Nuccia Bongiovanni /Emilio Pericoli/Ornella Vanoni | Le canzoni dai film                                             |
| ERL 182            | 1962 | Joe Sentieri                                       | Joe Sentieri - Le canzoni di Sanremo 1962                       |
| ERL 183            | 1962 | Quartetto Cetra                                    | Le avventure di Pallina                                         |
| ERL 184            | 1961 | Dario Fo                                           | Le canzoni di Fo Vol. 1                                         |
| ERL 185            | 1962 | Emilio Pericoli                                    | Emilio Pericoli - Quando, quando, quando                        |
| ERL 186            | 1962 | Os Brasileiros                                     | Os Brasileiros                                                  |
| ERL 187            | 1962 | Quartetto Cetra                                    | Il Quartetto Cetra canta le canzoni di Walt Disney - Vol.2      |
| ERL 188            | 1962 | Armando Romeo                                      | Armando Romeo - Malatia                                         |
| ERL 189            | 1962 | Dario Fo                                           | Le canzoni di Fo Vol. 2                                         |
| ERL 190            | 1962 | Emilio Pericoli                                    | Amori d'altri tempi vol. 1                                      |
| ERL 191            | 1962 | Emilio Pericoli                                    | Amori d'altri tempi vol. 2                                      |
| ERL 192            | 1962 | Emilio Pericoli                                    | Amori d'altri tempi vol. 3                                      |
| ERL 193            | 1962 | Emilio Pericoli                                    | Amori d'altri tempi vol. 4                                      |
| ERL 194            | 1962 | Bruno Canfora                                      | Monaco Concerto                                                 |
| ERL 195            | 1962 | Riverside Jazz Band                                | Riverside Jazz Band - Mezzanotte a Mosca                        |
| ERL 196            | 1963 | Maria Monti                                        | Maria Monti canta quattro canzoni della Resistenza spagnola     |
| ERL 197            | 1962 | Giorgio Gaber                                      | Giorgio Gaber - Trani a gogò                                    |
| ERL 198            | 1964 | Maria Monti                                        | La Balilla e tre canzoni popolari italiane                      |
| ERL 199            | 1963 | Ornella Vanoni                                     | Ornella Vanoni - C'eri anche tu                                 |
| ERL 200            | 1964 | Giorgio Gaber                                      | Giorgio Gaber - Porta Romana                                    |
| ERL 206            | 1964 | Giampiero Boneschi                                 | Orchestra Giampiero Boneschi                                    |
| ERL 209            | 1964 | Ornella Vanoni                                     | Rugantino                                                       |
| ERL 210            | 1964 | Catherine Spaak                                    | Catherine Spaak                                                 |
| ERL 211            | 1964 | Bobby Solo                                         | Una lacrima sul viso/Ora che sei/Blu è blu/Valeria              |
| ERL 212            | 1965 | Bobby Solo                                         | 4 canzoni e 4 chiacchiere con Bobby Solo                        |
| ERL 214            | 1965 | Ornella Vanoni                                     | 4 canzoni e 4 chiacchiere con Ornella Vanoni                    |
| ERL 215            | 1965 | Ornella Vanoni                                     | Ornella Vanoni - Abbracciami forte                              |
| ERL 216            | 1965 | Bobby Solo                                         | Se piangi, se ridi                                              |
| ERL 218            | 1965 | Bobby Solo                                         | Bobby Solo - La nostra vallata                                  |
| ERL 221            | 1966 | Ornella Vanoni                                     | Ornella Vanoni - Io ti darò di più                              |
| ERL 222            | 1966 | Bobby Solo                                         | Bobby Solo - Per far piangere un uomo                           |

### EP - Serie Folklore nel mondo
| Numero di catalogo | Anno             | Interprete       | Titoli                        |
| ------------------ | ---------------- | ---------------- | ----------------------------- |
| DRF 1              | 19 novembre 1963 | Fausto Amodei    | Il barone e la pastora        |
| DRF 2              | 1963             | Sandra Mantovani | Il testamento dell'avvelenato |

### EP 30
Si tratta di dischi 33 giri pubblicati all'inizio degli anni '80, ed incisi solo da un lato; l'etichetta era di colore verde, il disco era racchiuso in una busta trasparente con il disegno di un quadrifoglio, ed il lato non inciso riportava un disegno o una foto dell'artista.
| Numero di catalogo | Anno          | Interprete       | Titoli           |
| ------------------ | ------------- | ---------------- | ---------------- |
| EPL 5001           | Febbraio 1981 | Ettore Sciorilli | Ettore Sciorilli |
| EPL 5002           | Febbraio 1981 | Sergio Caputo    | Sergio Caputo    |
| EPL 5003           | Marzo 1981    | Divieto di sosta | Divieto di sosta |
| EPL 5004           | Marzo 1981    | I Piloti         | I Piloti         |

### 45 giri

#### Anni '50
Nota: abbiamo inserito in questa sezione anche alcuni 45 giri Extended play, perché per essi la Dischi Ricordi seguiva, in un primo momento, la stessa numerazione, sostituendo però la lettera iniziale S con la E. In una sezione ulteriore sono inseriti gli EP pubblicati successivamente, sempre con codice alfabetico ERL ma con numerazione diversa.
| Numero di catalogo | Anno           | Interprete                   | Titoli                                                                                    |
| ------------------ | -------------- | ---------------------------- | ----------------------------------------------------------------------------------------- |
| ERL 10.001         | 1958           | Ornella Vanoni               | Le canzoni della malavita                                                                 |
| SRL 10.002         | 1958           | Tom Nicholas                 | Tequila/With all my heart                                                                 |
| SRL 10.008         | 1958           | Ornella Vanoni               | Sentii come la vosa la sirena/Canto di carcerati calabresi (stesse canzoni su ERL 10.001) |
| ERL 10.009         | 1958           | Giorgio Gaber                | Ciao ti dirò                                                                              |
| SRL 10.010         | 1958           | Giorgio Gaber                | Ciao ti dirò/Da te era bello restar (stesse canzoni su ERL 10.009)                        |
| SRL 10.011         | 1958           | Giorgio Gaber                | Be bop a lula/Love me forever (stesse canzoni su ERL 10.009)                              |
| ERL 10.012         | 1959           | Bruno Aragosti               | Tony - (EP)                                                                               |
| SRL 10.013         | 1959           | Bruno Aragosti               | Mon oncle/Tony                                                                            |
| SRL 10.014         | 1959           | Bruno Aragosti               | La cumparsita/Rodríguez Pena                                                              |
| ERL 10.015         | 1959           | Giorgio Gaber                | Hula Hoop                                                                                 |
| SRL 10.016         | 1959           | Giorgio Gaber                | The Hula Hoop Song/When (stesse canzoni su ERL 10.015)                                    |
| SRL 10.017         | 1959           | Giorgio Gaber                | Oh bella bambina/Un po' di luna (stesse canzoni su ERL 10.015)                            |
| ERL 10.018         | 1959           | Patrizia Della Rovere        | Simpatica - (EP)                                                                          |
| SRL 10.019         | 1959           | Patrizia Della Rovere        | Simpatica/Femminilità                                                                     |
| SRL 10.020         | 1959           | Patrizia Della Rovere        | My funny Valentine/Wild is the wind                                                       |
| SRL 10.021         | 1959           | Nuccia Bongiovanni           | Raggio di sole/Donna                                                                      |
| SRL 10.022         | 1959           | Nuccia Bongiovanni           | Non partir/Da te era bello restar                                                         |
| SRL 10.023         | 1959           | Giorgio Gaber                | Nairobi/Buonanotte tesoro                                                                 |
| SRL 10.024         | 1959           | Giorgio Gaber                | Non dimenticar le mie parole/Dimmi chi sei                                                |
| SRL 10.025         | 1959           | Bruno Aragosti               | Jalousie/Malombra                                                                         |
| SRL 10.026         | 1959           | Nuccia Bongiovanni           | Piove/Una marcia in fa                                                                    |
| SRL 10.027         | 1959           | Emilio Pericoli              | Tua/Nessuno                                                                               |
| SRL 10.028         | 1959           | Emilio Pericoli              | Vedo te...sogno te.../Ti prego amore                                                      |
| SRL 10.029         | 1959           | Umberto Bindi                | Arrivederci/Odio                                                                          |
| SRL 10.030         | 1959           | Umberto Bindi                | Amare te/Nuvola per due                                                                   |
| SRL 10.031         | 24 marzo 1959  | I Cavalieri                  | Mai/Giurami tu                                                                            |
| SRL 10.032         | 24 marzo 1959  | I Cavalieri                  | Mi chiedi solo amore/Senza parole (Too close to me)                                       |
| SRL 10.033         | 1959           | Umberto Bindi                | Girotondo per i grandi/Basta una volta                                                    |
| SRL 10.034         | 1959           | I Due Corsari                | 24 ore/Ehi! Stella                                                                        |
| SRL 10.035         | 1959           | Eddie Carter                 | With the wind and the rain in your hair/Bing! Bang! Bong!                                 |
| SRL 10.036         | 1959           | Giorgio Gaber                | Priscilla/Rhum e juke box                                                                 |
| SRL 10.037         | 1959           | Giorgio Gaber                | Venus/Dream big                                                                           |
| SRL 10.038         | 1959           | Bruno Mari                   | Tomboy/Non lasciarmi                                                                      |
| SRL 10.039         | 1959           | Bruno Mari                   | Mister Tempo/Io devo!                                                                     |
| SRL 10.040         | 29 aprile 1959 | Giorgio Gaber                | Sea Cruise/Save My Soul                                                                   |
| SRL 10.041         | 1959           | Eddie Carter                 | For a penny/I'm never gonna tell                                                          |
| SRL 10.042         | 1959           | Nuccia Bongiovanni           | A tu per tu/Tu m'insegnasti a credere                                                     |
| SRL 10.043         | 1959           | Nuccia Bongiovanni           | Tanto da morire/Son tutta un fremito                                                      |
| SRL 10.044         | 17 giugno 1959 | Gigi Mai                     | Amore/Non so ancora                                                                       |
| SRL 10.045         | 17 giugno 1959 | Gigi Mai                     | Vorrei sapere perché/Ieri                                                                 |
| SRL 10.046         | 1959           | Giorgio Gaber                | Canta/Bambolina                                                                           |
| SRL 10.047         | 1959           | Gino Paoli                   | La tua mano/Chiudi                                                                        |
| SRL 10.048         | 1959           | Gino Paoli                   | Dormi/Non occupatemi il telefono                                                          |
| SRL 10.049         | 1959           | Eddie Calvert                | A teenager in love/Zambesi                                                                |
| SRL 10.050         | 1959           | Emilio Pericoli              | Romanzo d'amore/Ho pregato per te                                                         |
| SRL 10.051         | 1959           | Emilio Pericoli              | La ragazza dai blue jeans/Pagine di sogno                                                 |
| SRL 10.052         | 1959           | Umberto Bindi                | Tu/Non so                                                                                 |
| SRL 10.053         | 1959           | Quartetto Cetra              | Sei come un flipper/Saint Louis Blues Train                                               |
| SRL 10.054         | 1959           | Quartetto Cetra              | Blue Moon/Colombo Rock                                                                    |
| SRL 10.055         | 1959           | I Due Corsari                | Birra/Perché non con me                                                                   |
| SRL 10.056         | 1959           | The King's Men               | Se tu mi lascerai/Never Forget Me                                                         |
| SRL 10.057         | 1959           | Emilio Pericoli              | Dentro di me/Quando dicesti sì                                                            |
| SRL 10.058         | 1959           | Quartetto Cetra              | Concertino/Cubano                                                                         |
| SRL 10.059         | 1959           | Quartetto Cetra              | Baciami all'italiana/Mai più                                                              |
| SRL 10.060         | 1959           | Lorenza Lory con I Trovatori | Frankie/Alone                                                                             |
| SRL 10.061         | 1959           | Lorenza Lory                 | Cow boy/Bird dog                                                                          |
| SRL 10.062         | 1959           | Lorenza Lory                 | Lasciati baciare/Tarantola (?) d'amore                                                    |
| SRL 10.063         | 1959           | Brunetta                     | Baby rock/Mai                                                                             |
| SRL 10.064         | 1959           | Brunetta                     | Wendy Wendy/Be-be bella signorina                                                         |
| SRL 10.065         | 1959           | Giorgio Gaber                | Rock della solitudine/Vorrei sapere cos'hai cara                                          |
| SRL 10.066         | 1959           | Giorgio Gaber                | Geneviève/Desidero te                                                                     |
| SRL 10.067         | 1959           | Eddie Carter                 | La mia isola/Lei soltanto lei                                                             |
| SRL 10.068         | 1959           | Eddie Carter                 | Rio Bravo/L'amore più grande                                                              |
| SRL 10.069         | 1959           | I Due Corsari                | Corsari scozzesi/Una fiaba                                                                |
| SRL 10.070         | 1959           | Quartetto Cetra              | Il codice dell'amore/Triana morena                                                        |
| SRL 10.071         | 1959           | Emilio Pericoli              | Notte di sogni/Good bye Maria                                                             |
| SRL 10.072         | 1959           | Ornella Vanoni               | Hanno ammazzato il Mario/La zolfara                                                       |
| SRL 10.073         | 1959           | Ornella Vanoni               | Ma mi/Le Mantellate                                                                       |
| SRL 10.074         | 1959           | Gino Paoli                   | La notte/Per te                                                                           |
| SRL 10.075         | 1959           | Gino Paoli                   | Dedicato a te/Senza parole                                                                |
| SRL 10.076         | 1959           | Brunetta                     | Tutti frutti/Precipito                                                                    |
| SRL 10.077         | 1959           | Brunetta                     | Teddy rock/Se qualcuno ti dirà                                                            |
| SRL 10.078         | 1959           | Winny Weeks                  | Cu-cu-rru-cu-cu paloma/He's gone away                                                     |
| SRL 10.079         | 1959           | Winny Weeks                  | Fan me solja man/Linstead market                                                          |
| SRL 10.080         | 1959           | I Robby's                    | Somebody Loves Me/Ritroviamoci                                                            |
| SRL 10.081         | 1959           | I Robby's                    | Tu che ti senti divina/Los pintores                                                       |
| SRL 10.082         | 1959           | Lorenza Lory                 | Male d'amore/Grido                                                                        |
| SRL 10.083         | 1959           | Lorenza Lory                 | Tu vuoi così/Gidget                                                                       |
| SRL 10.084         | 1959           | Umberto Bindi                | Un giorno, un mese, un anno/Lasciatemi sognare                                            |
| SRL 10.085         | 1959           | Umberto Bindi                | Appuntamento a Madrid/Il confine                                                          |
| SRL 10.086         | 1959           | Emilio Pericoli              | Non posso vivere/Atene                                                                    |
| SRL 10.087         | 1959           | Emilio Pericoli              | Ciao baby ciao/L'air de Paris                                                             |
| SRL 10.088         | 1959           | Don Attilio                  | Johnny la nuit/L'irresistibile Boom-Boom                                                  |
| SRL 10.089         | 1959           | Quartetto Cetra              | Cantando con Ivette/Canzoncella italiana                                                  |
| SRL 10.090         | 1959           | Quartetto Cetra              | Sei piccolo per i blue-jeans/Che centrattacco!!!                                          |
| SRL 10.091         | 1959           | Quartetto Cetra              | Papà Walt Disney/Un cavallo senza cow boy                                                 |
| SRL 10.092         | 1959           | Giorgio Gaber                | La tua storia/L'alfabeto del cielo                                                        |
| SRL 10.093         | 1959           | I Due Corsari                | Tintarella di luna/Zitto prego                                                            |
| SRL 10.094         | 1959           | Lucia Mannucci               | Le sveglie sono fatte per suonare/Ma non per me                                           |
| SRL 10.095         | 1959           | Lucia Mannucci               | Nostalgia di Bahia/Un pezzettino di cielo                                                 |
| SRL 10.096         | 1959           | Brunetta                     | Darling, iù (You send me)/L'amore                                                         |
| SRL 10.097         | 1959           | Brunetta                     | Il ciclone Brunetta/Va bene                                                               |
| SRL 10.098         | 1959           | Mack Quay Brothers           | Tappu dappu de/B'dada daaa...                                                             |
| SRL 10.099         | 1959           | Winny Weeks                  | When I fall in love/Yo sé                                                                 |
| SRL 10.100         | 1959           | Don Attilio                  | L'appuntamento/Guai (a chi dice di no)                                                    |
| SRL 10.404         | 1965           | Lando Fiorini                | Roma Matta / Buonanotte amore mio                                                         |

#### Anni '60
| Numero di catalogo | Anno    | Interprete                                            | Titoli                                                                 |
| ------------------ | ------- | ----------------------------------------------------- | ---------------------------------------------------------------------- |
| SRL 10.101         | 1960    | Alberto Pizzigoni                                     | Les gitans/Tintarella di luna                                          |
| SRL 10.102         | 1960    | Umberto Bindi                                         | È vero/Luna nuova sul Fuji-Yama                                        |
| SRL 10.103         | 1960    | Luciano Maysse                                        | Nun è peccato/Nun me guarda accussì                                    |
| SRL 10.104         | 1960    | Irene D'Areni                                         | Splende il sole/Invoco te                                              |
| SRL 10.105         | 1960    | Eddie Carter                                          | My rifle, my pony, and me/I leaned on a man                            |
| SRL 10.106         | 1960    | Eddie Carter                                          | Song of the cow boy/Riders in the sky                                  |
| SRL 10.107         | 1960    | Elena Reda                                            | Stringimi e baciami/Love in Portofino                                  |
| SRL 10.108         | 1960    | Elena Reda                                            | Non mi tradire/Ancora fra le tue braccia                               |
| SRL 10.109         | 1960    | Mack Quay Brothers                                    | Stompin' at the Savoy/Lullaby of Birdland                              |
| SRL 10.110         | 02-1960 | I Due Corsari                                         | Teddy girl/Dormi piccino                                               |
| SRL 10.111         | 1960    | Don Powell                                            | Never forget me/Lacrime                                                |
| SRL 10.112         | 1960    | Don Powell                                            | Please non lasciarmi/Chi lo sa                                         |
| SRL 10.113         | 1960    | Emilio Pericoli                                       | Les amants/L'estate tornerà con te                                     |
| SRL 10.114         | 1960    | Gino Paoli                                            | La gatta/Io vivo nella luna                                            |
| SRL 10.115         | 1960    | Gino Paoli                                            | Maschere/Co-eds                                                        |
| SRL 10.116         | 1960    | Gino Paoli                                            | Il cielo in una stanza/Però ti voglia bene                             |
| SRL 10.117         | 1960    | Giampiero Boneschi                                    | È vero/Non so                                                          |
| SRL 10.118         | 1960    | Lorenza Lory                                          | Amore facile/Sogni in naftalina                                        |
| SRL 10.119         | 1960    | Nuccia Bongiovanni                                    | La mano calda/La buonanotte ti darò                                    |
| SRL 10.120         | 1960    | Irene D'Areni                                         | Amore a Napoli/Tutto                                                   |
| SRL 10.121         | 1960    | Alberto Pizzigoni                                     | The millionaire/Quando vien la sera                                    |
| SRL 10.122         | 1960    | Dick Ventuno                                          | Quando/Sempre la stessa storia                                         |
| SRL 10.123         | 1960    | Quartetto Cetra                                       | Romantica/Libero                                                       |
| SRL 10.124         | 1960    | Quartetto Cetra                                       | Noi/Quando vien la sera                                                |
| SRL 10.125         | 1960    | Quartetto Cetra                                       | Il testamento del toro/Quello è un italiano                            |
| SRL 10.126         | 1960    | Raoul Magrini                                         | Thé, chocolate o cafè/Tango cubano                                     |
| SRL 10.127         | 1960    | Raoul Magrini                                         | Abbracciami/Le rideau rouge                                            |
| SRL 10.128         | 1960    | Emilio Pericoli                                       | Mi ha baciato/Amandoti così                                            |
| SRL 10.129         | 1960    | Brunetta                                              | Tutte storie/Ho sete                                                   |
| SRL 10.130         | 1960    | Gino Paoli                                            | Grazie/Volevo averti per me                                            |
| SRL 10.131         | 1960    | Paola Orlandi                                         | My funny Valentine/Plenilunio                                          |
| SRL 10.132         | 1960    | Paola Orlandi                                         | Voglio l'amore/Arcobaleno                                              |
| SRL 10.133         | 1960    | Paola Orlandi                                         | Ho bisogno di te/È l'alba                                              |
| SRL 10.134         | 1960    | Giorgio Gaber                                         | Non arrossire/La ninfetta                                              |
| SRL 10.135         | 05-1960 | I Due Corsari                                         | Una fetta di limone/Il cane e la stella                                |
| SRL 10.136         | 1960    | Ornella Vanoni                                        | Ballata di Chessman/Ma mi                                              |
| SRL 10.137         | 1960    | Umberto Bindi                                         | Il nostro concerto/Tu                                                  |
| SRL 10.138         | 1960    | Nuccia Bongiovanni                                    | Solo te/Dove sei                                                       |
| SRL 10.139         | 1960    | Antobal's Cuban All Stars                             | Improvisando cha-cha/Mama, yo quiero cha-cha                           |
| SRL 10.140         | 1960    | Antobal's Cuban All Stars                             | Un cha-cha/That cuban cha cha cha                                      |
| SRL 10.141         | 1960    | Umberto Bindi                                         | Il nostro concerto/Un giorno, un mese, un anno                         |
| SRL 10.142         | 1960    | Quartetto Cetra                                       | Le signore/Porque tu me acostumbraste                                  |
| SRL 10.143         | 1960    | Quartetto Cetra                                       | Geppyna/Vorrei                                                         |
| SRL 10.144         | 1960    | Irene D'Areni                                         | Ogni giorno/Clases de cha-cha                                          |
| SRL 10.145         | 1960    | Lorenza Lory                                          | Io non ho occhi che per piangere/Sei come me                           |
| SRL 10.146         | 1960    | Paola Orlandi                                         | Il mandorlo a Tojama/Prumietteme                                       |
| SRL 10.147         | 1960    | Emilio Pericoli                                       | 77 Sunset Strip/Prego                                                  |
| SRL 10.148         | 03-1960 | Luigi Tenco                                           | Il mio regno/I miei giorni perduti                                     |
| SRL 10.149         | 1960    | Don Powell                                            | Serata di pioggia/Cinina                                               |
| SRL 10.150         | 1960    | I Robby's                                             | Please remember/Un cha cha cha per Mulligan                            |
| SRL 10.151         | 1960    | I Robby's                                             | Le princesse de juillet/Personne au monde                              |
| SRL 10.152         | 06-1960 | I Robby's                                             | 10.000 cieli blu/Chou-Chou                                             |
| SRL 10.153         | 1960    | I Robby's                                             | Canalla!/Bonbon                                                        |
| SRL 10.154         | 1960    | Giampiero Boneschi                                    | Il nostro concerto/Plenilunio                                          |
| SRL 10.155         | 1960    | Umberto Bindi                                         | Se ci sei/Chiedimi l'impossibile                                       |
| SRL 10.156         | 1960    | Paola Orlandi                                         | Arrivederci/Dopo                                                       |
| SRL 10.157         | 1960    | Eddie Carter                                          | Bambola/Piccolina                                                      |
| SRL 10.160         | 1960    | Umberto Bindi                                         | Marie Claire/Un paradiso da vendere                                    |
| SRL 10.161         | 1960    | Gino Paoli                                            | Sassi/Maschere                                                         |
| SRL 10.162         | 1960    | Quartetto Cetra                                       | Cha cha cha romano/Caccia al marito                                    |
| SRL 10.163         | 1960    | Quartetto Cetra                                       | Bianco e nero/Lettera a Pinocchio                                      |
| SRL 10.164         | 1960    | Giorgio Gaber                                         | Bella/T'amo così                                                       |
| SRL 10.165         | 1960    | Brunetta                                              | Baci e ceci/Non portare tuo cugino                                     |
| SRL 10.167         | 1960    | Joe Sentieri                                          | Prima di te/Oggi ho rivisto te                                         |
| SRL 10.168         | 1960/61 | Lucia Mannucci                                        | Vetrine/Prima di andarmene                                             |
| SRL 10.169         | 1961    | Ornella Vanoni                                        | Me in tutto il mondo/Però ti voglio bene                               |
| SRL 10.172         | 1961    | Quartetto 2 + 2                                       | Blue skies/Lady be good                                                |
| SRL 10.174         | 1961    | Giorgio Gaber                                         | La ballata del Cerutti/Suono di corda spezzata                         |
| SRL 10.175         | 1961    | Joe Sentieri                                          | Maria Mari'/I' te vurria vasa'                                         |
| SRL 10.176         | 1960    | Joe Sentieri                                          | Santa Lucia/Serenata a Surriento                                       |
| SRL 10.177         | 1961    | Gino Paoli                                            | Un uomo vivo/In un caffè                                               |
| SRL 10.178         | 1961    | Giorgio Gaber                                         | Benzina e cerini/La conchiglia                                         |
| SRL 10.179         | 1961    | Umberto Bindi                                         | Non mi dire chi sei/Amare te                                           |
| SRL 10.180         | 1961    | Joe Sentieri                                          | Libellule/Lei                                                          |
| SRL 10.181         | 1961    | Quartetto Cetra                                       | Cherokee/Allegramente                                                  |
| SRL 10-182         | 03-1961 | Luigi Tenco                                           | Quando/Triste sera                                                     |
| SRL 10-183         | 03-1961 | Elena Reda                                            | Un bacio nel taxi/Tanto da morire                                      |
| SRL 10.184         | 1961    | Ornella Vanoni                                        | Un jour tu verras/Per te                                               |
| SRL 10-185         | 1961    | Joe Sentieri                                          | Presto/Il mio amore per te                                             |
| SRL 10.186         | 1961    | Ornella Vanoni                                        | Senza fine/Se qualcuno ti dirà                                         |
| SRL 10.187         | 05-1961 | Luigi Tenco                                           | Una vita inutile/Ti ricorderai                                         |
| SRL 10.189         | 05-1961 | Emilio Pericoli                                       | Linda/Tres Chic                                                        |
| SRL 10.190         | 1961    | Joe Sentieri                                          | Mon Dieu/Exodus Song                                                   |
| SRL 10.191         | 1961    | Quartetto 2 + 2                                       | La baia di Napoli/Noi due sconosciuti                                  |
| SRL 10.192         | 1961    | Quartetto 2 + 2                                       | Roslyn/I magnifici sette                                               |
| SRL 10.193         | 1961    | Emilio Pericoli                                       | Solai/Come due anelli                                                  |
| SRL 10.194         | 1961    | Quartetto Cetra                                       | Ciao mama/Kiss Cha Cha                                                 |
| SRL 10.195         | 1961    | Quartetto Cetra                                       | I'm on my way/Bianco e nero                                            |
| SRL 10.196         | 1961    | Don Diego                                             | Yo tengo una muneca/Guarachero                                         |
| SRL 10.197         | 1961    | Gino Paoli                                            | Gli innamorati sono sempre soli/Senza fine                             |
| SRL 10.198         | 1961    | Umberto Bindi                                         | Riviera/Vento di mare                                                  |
| SRL 10.199         | 1961    | Paola Orlandi                                         | Dint'o scuro/'E mmane 'e luna                                          |
| SRL 10.200         | 1961    | Emilio Pericoli                                       | Non pensiamoci/Enrico VIII                                             |
| SRL 10.202         | 1961    | Armando Romeo                                         | Un filo/Polvere di niente                                              |
| SRL 10.203         | 1961    | Joe Sentieri                                          | 'Na musica/'O lione                                                    |
| SRL 10.204         | 1961    | Quartetto Cetra                                       | Napule dinto e fora/'O fidanzato mio                                   |
| SRL 10.205         | 07-1961 | Giorgio Gaber                                         | Le strade di notte/Buonanotte tesoro                                   |
| SRL 10.208         | 1961    | Gino Paoli                                            | Me in tutto il mondo/Un delitto perfetto d'amore                       |
| SRL 10.209         | 1961    | Gino Paoli                                            | Tu prima o poi/Un vecchio bambino                                      |
| SRL 10.210         | 1961    | Armando Romeo                                         | Marechiare/Piscatore 'e Pusilleco                                      |
| SRL 10.211         | 07-1961 | Luigi Tenco                                           | Ti ricorderai/Quando                                                   |
| SRL 10.213         | 1961    | Don Pedro Urbina                                      | Pepito/La Pachanga                                                     |
| SRL 10.214         | 10-1961 | Luigi Tenco                                           | Ti ricorderai/Se qualcuno ti dirà                                      |
| SRL 10.215         | 1961    | Giorgio Gaber                                         | Quei capelli spettinati/Il borsellino e la valigia                     |
| SRL 10.216         | 1961    | Umberto Bindi                                         | Noi due/Appuntamento a Madrid                                          |
| SRL 10.217         | 1961    | Ornella Vanoni                                        | Cercami/Un grido                                                       |
| SRL 10.218         | 1961    | Joe Sentieri                                          | Uno dei tanti/Cara cara                                                |
| SRL 10.219         | 1961    | Ornella Vanoni/Iller Pattacini                        | Quando dormirai/Quando dormirai (strumentale)                          |
| SRL 10.220         | 1961    | Umberto Bindi                                         | Ninna nanna di Natale/Girotondo per i grandi                           |
| SRL 10.221         | 1961    | Luigi Tenco                                           | In qualche parte del mondo/Senza parole                                |
| SRL 10.222         | 12-1961 | Enzo Jannacci                                         | Il cane con i capelli/Gheru Gheru                                      |
| SRL 10.223         | 1961    | Quartetto Cetra                                       | I ricordi della sera/A media luz                                       |
| SRL 10.224         | 1961    | Quartetto Cetra                                       | I tigrotti della giungla/John Brown's Baby ?                           |
| SRL 10.225         | 1961    | Don Lurio                                             | Da-da-un-pa/The Astaire Beat                                           |
| SRL 10.226         | 1961    | Joe Sentieri                                          | Come serenata/Oltre l'amor                                             |
| SRL 10.227         | 1961    | Ricky e Nuccia con i Twisters                         | Italian twist/The twist                                                |
| SRL 10.228         | 1962    | Nuccia Bongiovanni                                    | Piccola estate/Yassu                                                   |
| SRL 10.230         | 01-1962 | Luigi Tenco                                           | La mia geisha/Come le altre                                            |
| SRL 10.232         | 1962    | Antobal                                               | Un clasico cha cha cha/Puchunga! Pachanga!                             |
| SRL 10.233         | 1962    | Ornella Vanoni                                        | Me in tutto il mondo/Un jour tu verras                                 |
| SRL 10.234         | 1962    | Quartetto Cetra                                       | La ballata di Lazy Boy/Se vai tu ci vengo anch'io                      |
| SRL 10.235         | 1962    | Nuccia Bongiovanni                                    | Valzer di mezzanotte/Poquito por me (ay, ay, ay)                       |
| SRL 10.236         | 1962    | Emilio Pericoli                                       | Quando, quando, quando/Sedici anni                                     |
| SRL 10.237         | 1962    | Emilio Pericoli e i Delicados                         | Moon River/Moon River cha cha                                          |
| SRL 10.238         | 1962    | Joe Sentieri                                          | Tobia/Cipria di sole                                                   |
| SRL 10.239         | 1962    | Joe Sentieri                                          | Addio... addio/Gondolì gondolà                                         |
| SRL 10.240         | 1962    | Carlo Pes                                             | Gina, Gina/Ricordi                                                     |
| SRL 10.242         | 1962    | Joe Sentieri                                          | Erzegovina/Non tentarmi                                                |
| SRL 10.243         | 1962    | Emilio Pericoli                                       | Per piaseir/Zeirchen un'altra                                          |
| SRL 10.244         | 1962    | Maria Monti                                           | Piazza Missori/Al Sant Ambroeus                                        |
| SRL 10-245         | 1962    | Joe Sentieri                                          | Poderoso senõr/Mia madre                                               |
| SRL 10.246         | 1962    | Don Pedro Urbina                                      | Notte di luna/Maria Bonita                                             |
| SRL 10-247         | 1962    | Cristiano Metz                                        | Le notti di un'estate/Come Adamo ed Eva                                |
| SRL 10.248         | 1962    | Iller Pattacini                                       | Afrikaan beat/Ioani                                                    |
| SRL 10.249         | 1962    | Umberto Bindi                                         | Jane/Carnevale a Rio                                                   |
| SRL 10-250         | 1962    | Riverside Jazz Band                                   | Rosa d'Atene/Mezzanotte a Mosca                                        |
| SRL 10.251         | 1962    | Emilio Pericoli / Lia Scutari                         | Rosso o nero?/La rosa sulla laguna                                     |
| SRL 10.252         | 1962    | Giorgio Gaber                                         | Trani a gogò/Una stazione in riva al mare                              |
| SRL 10.253         | 1962    | Quartetto Cetra                                       | Non è colpa della spyder/Lambret twist                                 |
| SRL 10.254         | 1962    | Emilio Pericoli                                       | Abat jour/Vipera                                                       |
| SRL 10.255         | 1962    | Emilio Pericoli                                       | Come pioveva/Fili d'oro                                                |
| SRL 10-256         | 04-1962 | Gino Paoli                                            | Le cose dell'amore/Due poveri amanti                                   |
| SRL 10.258         | 1962    | Giorgio Gaber                                         | Gli amici/Povera gente                                                 |
| SRL 10.259         | 1962    | Os brasileiros                                        | Napoleon/Chin Chin                                                     |
| SRL 10-260         | 06-1962 | Gino Paoli                                            | Devi sapere/Non andare via                                             |
| SRL 10.261         | 1962    | Enzo Jannacci                                         | Bambino Boma/L'artista                                                 |
| SRL 10-262         | 1962    | Alberto Testa                                         | Chiaro di luna a Paullo/Due                                            |
| SRL 10.263         | 1962    | Quartetto Cetra                                       | Il twist delle 21/Misteriosa                                           |
| SRL 10.264         | 1962    | Lando Fiorini                                         | Ad un palmo dal cielo/Fino all'ultimo                                  |
| SRL 10.265         | 1962    | Cristina Amadei                                       | Pioggia a settembre/Sopra un vetro appannato                           |
| SRL 10.266         | 1962    | Armando Romeo                                         | Tutto l'oro del mondo/La nostra Ave Maria                              |
| SRL 10.267         | 1962    | Joe Sentieri                                          | Rosa Charlentwist/Io lo so                                             |
| SRL 10.268         | 1962    | Roman New Orleans Jazz Band                           | Pop goes the weasel/Careless love                                      |
| SRL 10.269         | 1962    | Armando Romeo                                         | Gli anni felici/Serenata caprese                                       |
| SRL 10.270         | 1962    | Carlo Pes                                             | Anna Maria/Il mio cuore in Messico                                     |
| SRL 10-271         | 09-1962 | Luigi Tenco                                           | Quello che conta/La ballata dell'eroe/Tra tanta gente                  |
| SRL 10-272         | 1962    | Iller Pattacini                                       | Mandolino italiano/Mandolino, mandolino                                |
| SRL 10-273         | 1962    | Bruno Canfora                                         | Monaco concerto/Montecarlo                                             |
| SRL 10-274         | 1962    | Giampiero Boneschi                                    | Autostrada del Sole/Sulla carrozzella                                  |
| SRL 10-275         | 1962    | P.Perrein                                             | Un claire de lune a Maubeuge/Je suis fou... tu                         |
| SRL 10-276         | 1962    | Emilio Pericoli                                       | Al di là/Never forget me                                               |
| SRL 10-277         | 1962    | Riverside Jazz Band                                   | Lodovico/Sulle onde                                                    |
| SRL 10-280         | 1962    | Catherine Spaak                                       | Perdono / Tu e io                                                      |
| SRL 10-281         | 1962    | Bruno Canfora                                         | Riviera/Love in Portofino                                              |
| SRL 10-282         | 1962    | Roberto Yalta                                         | Marianna/Te sola nel mondo                                             |
| SRL 10-284         | 1962    | Ornella Vanoni                                        | Anche se / Attento a te                                                |
| SRL 10-285         | 1962    | Emilio Pericoli                                       | Un'ora sola ti vorrei/Fiorin fiorello                                  |
| SRL 10.286         | 1962    | Roman New Orleans Jazz Band                           | Impariamo il Madison/When You're Smiling                               |
| SRL 10.287         | 1962    | Cristiano Metz                                        | Lolita per tre/Guardarti negli occhi                                   |
| SRL 10.288         | 1962    | The Illers                                            | Elephant twist/Just for tonight                                        |
| SRL 10-289         | 1962    | Cristiano Metz                                        | Ragazzo di vita/Solo un sogno sarà                                     |
| SRL 10.290         | 11-1962 | Luigi Tenco                                           | Mi sono innamorato di te/Angela                                        |
| SRL 10-291         | 10-1962 | Gino Paoli                                            | Una di quelle / Anche se                                               |
| SRL 10.292         | 11-1962 | Luigi Tenco                                           | Quando/Il mio regno                                                    |
| SRL 10.293         | 1962    | Stelvia Ciani                                         | Solo un'ora/Estrellita                                                 |
| SRL 10.294         | 1962    | Emilio Pericoli                                       | Com'è stato non lo so/Mariolina                                        |
| SRL 10.295         | 1962    | Joe Sentieri                                          | Tempo di Natale/Nenia di Natale                                        |
| SRL 10.296         | 1962    | Emilio Pericoli                                       | Mariolina/Return to me                                                 |
| SRL 10.297         | 1962    | Maria Monti                                           | Formica e teak/Me disen madison                                        |
| SRL 10.298         | 1962    | Joe Sentieri                                          | Chariot/Rivivere                                                       |
| SRL 10.301         | 1963    | Emilio Pericoli                                       | Mary Rose/Tornerò al Cairo                                             |
| SRL 10.302         | 1963    | Carlo Pes                                             | Samba di una nota/Maracangalha                                         |
| SRL 10.303         | 1963    | Roberto Yalta                                         | Hatari/                                                                |
| SRL 10.305         | 1962    | Dario Fo                                              | Il foruncolo/La brutta città                                           |
| SRL 10.306         | 12-1962 | Franca Rame                                           | 'Nteressa a me/La cotonata                                             |
| SRL 10.307         | 12-1962 | Dario Fo                                              | Su cantiam/Stringimi forte i polsi                                     |
| SRL 10.309         | 1963    | Emilio Pericoli                                       | Appriesso a nu suonno/Mandulinata blu                                  |
| SRL 10.310         | 1963    | Emilio Pericoli                                       | Uno per tutte/Sull'acqua                                               |
| SRL 10.311         | 1963    | Joe Sentieri                                          | Quando ci si vuol bene... (come noi)/Fermate il mondo                  |
| SRL 10.312         | 1963    | Ornella Vanoni                                        | C'eri anche tu/Ricorda                                                 |
| SRL 10.313         | 1963    | Maria Luisa Carpentieri                               | Estasi/Peggio per te                                                   |
| SRL 10.314         | 1963    | Lando Fiorini                                         | Roma nun fa' la stupida stasera/Ciumachella de Trastevere/Tirollallero |
| SRL 10.315         | 1963    | Giorgio Gaber                                         | Goganga/La ballata del pedone                                          |
| SRL 10.316         | 1963    | Giorgio Gaber                                         | Porta Romana/Una ragazzina                                             |
| SRL 10.317         | 1963    | Paola Orlandi                                         | Bum bum sci bum/L'incanto di una notte                                 |
| SRL 10.319         | 09-1963 | Luigi Tenco                                           | Io sì/Una brava ragazza                                                |
| SRL 10.320         | 1963    | Gino Paoli                                            | Solo te/La storia di un ricordo                                        |
| SRL 10.321         | 1963    | Stelvia Ciani e gli Alligatori                        | Stessa spiaggia, stesso mare/Quel fiore rosso                          |
| SRL 10.322         | 1963    | Cristiano Metz                                        | Io non so (cosa sia accaduto in te)/Se io morissi                      |
| SRL 10.323         | 1963    | Catherine Spaak                                       | Quelli della mia età/Ho scherzato con il cuore                         |
| SRL 10.324         | 1963    | Alberto Rabagliati                                    | C'è una casetta piccina/Ma l'amore no                                  |
| SRL 10.325         | 1963    | Ornella Vanoni                                        | Mario/Coccodrillo                                                      |
| SRL 10.327         | 1963    | Giorgio Gaber                                         | Le nostre serate/Gli imbroglioni                                       |
| SRL 10.328         | 1963    | Catherine Spaak                                       | Prima di te dopo di te/Noi due                                         |
| SRL 10.329         | 1963    | Lando Fiorini                                         | La tua bocca stasera/Ho scherzato con te                               |
| SRL 10.330         | 1963    | Bobby Solo                                            | Ora che sei già una donna/Valeria                                      |
| SRL 10.331         | 1963    | Ornella Vanoni                                        | Roma nun fa' la stupida stasera/È l'omo mio                            |
| SRL 10.332         | 1963    | Cristiano Metz                                        | La mia festa/Ragazzo di vita                                           |
| SRL 10.333         | 1963    | Giorgio Gaber                                         | Così felice/Noi due stupidi                                            |
| SRL 10.334         | 10-1963 | Ornella Vanoni                                        | Che cosa c'è/La fidanzata del bersagliere                              |
| SRL 10.335         | 1963    | Catherine Spaak                                       | Tu ridi di me/Mes amis, mes copains                                    |
| SRL 10.336         | 1963    | Bobby Solo                                            | Blu è blu/Marrone                                                      |
| SRL 10.337         | 1964    | Emilio Pericoli                                       | Piccolo piccolo/Un po' di più                                          |
| SRL 10.338         | 1964    | Bobby Solo                                            | Una lacrima sul viso/Non ne posso più                                  |
| SRL 10.339         | 1964    | Ornella Vanoni                                        | Siamo pagliacci/Domani ti sposi                                        |
| SRL 10.340         | 1964    | Catherine Spaak                                       | Questi vent'anni miei / Penso a te                                     |
| SRL 10.341         | 1964    | Don Powell                                            | Com'è grande questa casa senza te/Mani fredde                          |
| SRL 10.342         | 1964    | Bobby Solo e Wilma Goich/Pattacini E La Sua Orchestra | I proverbi/Una strada a Budapest                                       |
| SRL 10.343         | 1964    | Catherine Spaak                                       | Non è niente/I Giorni azzurri                                          |
| SRL 10.344         | 1964    | Emilio Pericoli                                       | Gente allegra/La signora Juve                                          |
| SRL 10.345         | 1964    | Ornella Vanoni                                        | Poco sole/I giorni dell'amore                                          |
| SRL 10.346         | 1964    | Catherine Spaak                                       | L'esercito del surf/Mi fai paura                                       |
| SRL 10.347         | 1964    | Roberto Rangone                                       | Una volta in più/Alla fine                                             |
| SRL 10.348         | 1964    | Wilma Goich                                           | Dopo il sole pioverà/C'era il temporale                                |
| SRL 10.349         | 1964    | Lando e Luca                                          | Io l'amo più di te/Ti fai tanto desiderare                             |
| SRL 10.350         | 1964    | Bobby Solo                                            | Credi a me/Le cose che non ho                                          |
| SRL 10.351         | 1964    | Giorgio Gaber                                         | Grazie tante/C'è una cosa che non sai                                  |
| SRL 10.352         | 1964    | Emilio Pericoli                                       | Vicini d'ombrellone/Mi voglio bene                                     |
| SRL 10.354         | 1964    | Alba Betti                                            | Non è vero che mi sono innamorata/È inutile                            |
| SRL 10.355         | 1964    | Giorgio Gaber                                         | La maglietta/E giro, giro                                              |
| SRL 10.357         | 1964    | Ornella Vanoni                                        | Tu si 'na cosa grande/Ammore mio                                       |
| SRL 10.358         | 1964    | Bobby Solo                                            | Cristina/In vita mia                                                   |
| SRL 10.360         | 1964    | Wilma Goich                                           | Ho capito che ti amo/Quando piangi/Era troppo bello                    |
| SRL 10.361         | 1964    | Ornella Vanoni                                        | Non dirmi niente/Se non avessi incontrato te                           |
| SRL 10.362         | 1964    | Don Powell                                            | Ciao baby/Io vorrei le ali                                             |
| SRL 10.363         | 1964    | Maria Monti                                           | La balilla (con Giorgio Gaber)/Un bicchiere di dalmato                 |
| SRL 10.364         | 1964    | Giorgio Gaber                                         | Il sospetto/Domani ci vediamo                                          |
| SRL 10.365         | 1964    | Ornella Vanoni                                        | Abbracciami forte/Non voglio più                                       |
| SRL 10.366         | 01-1965 | Bobby Solo                                            | Se piangi, se ridi/Sarò un illuso                                      |
| SRL 10.367         | 1965    | Wilma Goich                                           | Le colline sono in fiore/Io non ci sarò                                |
| SRL 10.368         | 01-1965 | Walter Valdi                                          | La busa noeva/Pot Pot - Gut Gut - Pot Pot                              |
| SRL 10.370         | 1965    | Umberto Bindi                                         | Il nostro concerto/Arrivederci                                         |
| SRL 10.371         | 1965    | Giorgio Gaber                                         | Non arrossire/Genevieve                                                |
| SRL 10.372         | 1965    | Giorgio Gaber                                         | La ballata del Cerutti/Le strade di notte                              |
| SRL 10.373         | 1965    | Gino Paoli                                            | Sassi/Grazie                                                           |
| SRL 10.374         | 1965    | Gino Paoli                                            | La gatta/Il cielo in una stanza                                        |
| SRL 10.375         | 1965    | Enzo Jannacci                                         | L'ombrello di suo fratello/Passaggio a livello                         |
| SRL 10.376         | 1965    | Sergio Endrigo                                        | I tuoi vent'anni/La brava gente                                        |
| SRL 10.377         | 1965    | Luigi Tenco                                           | Quando/Mi sono innamorato di te                                        |
| SRL 10.378         | 1965    | Luigi Tenco                                           | Ti ricorderai/Angela                                                   |
| SRL 10.380         | 1965    | Don Powell                                            | Gambling man/Una bella grinta                                          |
| SRL 10.381         | 1965    | Catherine Spaak                                       | Se mi vuoi mi vuoi/La nostra primavera                                 |
| SRL 10.383         | 1965    | Bobby Solo                                            | Quello sbagliato/Lascio fare a te                                      |
| SRL 10.384         | 1965    | Ornella Vanoni                                        | Caldo/Giochiamo a stare al mondo                                       |
| SRL 10.385         | 1965    | Wilma Goich                                           | Un bacio sulle dita/L'amore al mare                                    |
| SRL 10.387         | 1965    | Gino                                                  | Pensa un poco a me/Oggi o mai                                          |
| SRL 10.388         | 1965    | Paolo Mosca                                           | Io ritorno a casa mia/Perché sei legata a me                           |
| SRL 10.390         | 1965    | Dik Dik                                               | 1-2-3/Se rimani con me                                                 |
| SRL 10.391         | 1965    | Gianni Di Cristina                                    | Sono qui e sono solo/Abbi pietà                                        |
| SRL 10.392         | 1965    | Giannetto e gli Etruschi                              | Quando eri una ragazza di campagna/Avere o non avere?                  |
| SRL 10.393         | 1965    | I Faraoni                                             | Lupo mannaro/Solo sarò                                                 |
| SRL 10.394         | 1965    | Giobatta                                              | Vorrei vedere il mare/Sono povero                                      |
| SRL 10.395         | 1965    | Mary Di Pietro                                        | Evviva la felicità/Un giorno o l'altro tu piangerai                    |
| SRL 10.397         | 1965    | Ennio Morricone                                       | Slalom/Sestriere (dal film Slalom)                                     |
| SRL 10.398         | 1965    | Wilma Goich                                           | Ascolta la voce/Il diritto d'amare                                     |
| SRL 10.399         | 1965    | Ornella Vanoni                                        | Tu mi hai baciato l'altra sera/Apro gli occhi per non vederti          |
| SRL 10.400         | 1965    | Bobby Solo                                            | La casa del Signore/Ringo dove vai?                                    |
| SRL 10.401         | 1965    | Teocoli                                               | Una mossa sbagliata/Mi son svegliato                                   |
| SRL 10.402         | 10-1965 | Marina                                                | Insegnami ad amare/Bastian contrario                                   |
| SRL 10.403         | 1965    | Mario D'Alba                                          | Capri mon Capri/Se vorrai                                              |
| SRL 10.405         | 1965    | Ornella Vanoni                                        | Non dimenticar/Fra tanta gente                                         |
| SRL 10.407         | 1966    | Catherine Spaak                                       | Ieri/Vent'anni o poco più                                              |
| SRL 10.409         | 1966    | Quelli                                                | Via con il vento/Ora piangi                                            |
| SRL 10.410         | 1966    | The Illers                                            | I ragazzi del sirtaki/Athenis                                          |
| SRL 10.413         | 1966    | Bobby Solo                                            | Questa volta/In un mattino senza sole                                  |
| SRL 10.415         | 1966    | Wilma Goich                                           | In un fiore/Una rosa rossa, una foglia gialla                          |
| SRL 10.416         | 1966    | Ornella Vanoni                                        | Io ti darò di più/Splendore nell'erba                                  |
| SRL 10.417         | 1966    | Ornella Vanoni                                        | Questo è il momento/Tutta la gente del mondo                           |
| SRL 10.418         | 1966    | Equipe 84                                             | Io ho in mente te/Resta                                                |
| SRL 10.419         | 1966    | Marcello Rosa e la sua Tred Band                      | In un fiore/Sixtine                                                    |
| SRL 10.420         | 1966    | Pop Seven                                             | Barbara Ann/Se rimani con noi                                          |
| SRL 10.420         | 1966    | Pop Seven                                             | Barbara Ann/Lasciate qualcosa per noi                                  |
| SRL 10.421         | 1966    | Wilma Goich                                           | Attenti all'amore/L'uomo di ieri                                       |
| SRL 10.422         | 1966    | Ricky Gianco                                          | Oggi/Credi che                                                         |
| SRL 10.423         | 1966    | Alberto Minardi                                       | Quei momenti felici/Dici che ti piaccio                                |
| SRL 10.424         | 1966    | Ornella Vanoni                                        | Gente/Finalmente libera                                                |
| SRL 10.425         | 1966    | Dik Dik                                               | Sognando la California/Dolce di giorno                                 |
| SRL 10.426         | 1966    | Daisy Lumini                                          | Un uomo e una donna/Femmene e tammorre                                 |
| SRL 10.427         | 1966    | Lorena Quilici                                        | La lunga estate/A te posso anche dirlo                                 |
| SRL 10.428         | 1966    | Patrizia Borgatti                                     | Non ci sai proprio fare/Quando cambierai                               |
| SRL 10.429         | 1966    | I Satelliti                                           | Perché non scegli me/La vita è come un giorno                          |
| SRL 10.430         | 1966    | Lucio Battisti                                        | Dolce di giorno/Per una lira                                           |
| SRL 10.431         | 1966    | Milva                                                 | Voi non sapete/Perché io?                                              |
| SRL 10.432         | 1966    | Pino Catini                                           | La ragazza su misura/Ora siamo pari                                    |
| SRL 10.433         | 1966    | Bobby Solo                                            | Per far piangere un uomo/Luna del lunedì                               |
| SRL 10.434         | 1966    | Rosy                                                  | Il tuo amore mi salverà/Da oggi ho deciso te                           |
| SRL 10.435         | 1966    | Bobby Solo                                            | Nevada Smith/Lady Chaplin                                              |
| SRL 10.436         | 1966    | Wilma Goich                                           | Pe' strade 'e Napule/Occhi innamorati                                  |
| SRL 10.437         | 1966    | Michele Juliano                                       | Tu saie 'a verità/Lido azzurro                                         |
| SRL 10.438         | 1966    | Equipe 84                                             | Bang bang/Auschwitz                                                    |
| SRL 10.439         | 1966    | Ornella Vanoni                                        | Per chi non lo sa/Solamente noi                                        |
| SRL 10.440         | 1966    | Bobby Solo                                            | Non c'è più niente da fare/Serenella                                   |
| SRL 10.441         | 1966    | Mino Reitano                                          | La fine di tutto/Il nostro tempo                                       |
| SRL 10.442         | 1966    | I Satelliti                                           | Barababa-ba/Quando sei con me                                          |
| SRL 10.443         | 1966    | Quelli                                                | Una bambolina che fa no no no/Non ci sarò                              |
| SRL 10.444         | 1966    | Dik Dik                                               | Il mondo è con noi/Se io fossi un falegname                            |
| SRL 10.445         | 1966    | Amedeo Minghi                                         | Alla fine/Ma per fortuna                                               |
| SRL 10.446         | 1967    | Milva                                                 | Little man/Parigi sorride                                              |
| SRL 10.447         | 1967    | Wilma Goich                                           | Per vedere quanto è grande il mondo/Il profumo dell'erba               |
| SRL 10.448         | 1967    | Mino Reitano                                          | Non prego per me/Io farò la mia parte                                  |
| SRL 10.449         | 1967    | Milva                                                 | Uno come noi/Tamburino, ciao...                                        |
| SRL 10.450         | 1967    | Bobby Solo                                            | Canta ragazzina/Verde                                                  |
| SRL 10.451         | 1967    | I Ribelli                                             | Pugni chiusi/La follia                                                 |
| SRL 10.452         | 1967    | Equipe 84                                             | 29 settembre/È dall'amore che nasce l'uomo                             |
| SRL 10.453         | 1967    | Ricky Gianco                                          | Un altro paese/Come una donna                                          |
| SRL 10.454         | 1967    | Wilma Goich                                           | Se stasera sono qui/L'ora dell'uscita                                  |
| SRL 10.455         | 1967    | I Satelliti                                           | Mondo mio/Che ore sono                                                 |
| SRL 10.456         | 04-1967 | Lorena Quilici                                        | Oh, no, no/Dei giorni così                                             |
| SRL 10.457         | 1967    | Mino Reitano                                          | Quando cerco una donna/Hai già sofferto tanto                          |
| SRL 10.458         | 1967    | Cristina Gajoni e I Grilli                            | L'ultimo re/È la storia di uno che                                     |
| SRL 10.459         | 1967    | Quelli                                                | Per vivere insieme/La ragazza ta ta ta                                 |
| SRL 10.460         | 1967    | Lucio Battisti                                        | Luisa Rossi/Era                                                        |
| SRL 10.461         | 1967    | La Ragazza 77                                         | Il beat cos'è?/la strada è lunga                                       |
| SRL 10.462         | 1967    | Milva                                                 | Dipingi un mondo per me/Io non so cos'è                                |
| SRL 10.463         | 1967    | Angela Bi                                             | Io voglio te/Il tempo è più forte di noi                               |
| SRL 10.464         | 1967    | Dik Dik                                               | Senza luce/Guardo te e vedo mio figlio                                 |
| SRL 10.466         | 1967    | Bobby Solo                                            | Peek a boo/Rosa Rosa                                                   |
| SRL 10.467         | 1967    | Bobby Solo                                            | San Francisco/Peek a boo                                               |
| SRL 10.468         | 1967    | Wilma Goich                                           | Se stasera sono qui/La domenica                                        |
| SRL 10.469         | 1967    | Bobby Solo                                            | Come sempre/Quando avevo sedici anni                                   |
| SRL 10.470         | 1967    | I Ribelli                                             | Chi mi aiuterà/Un giorno se ne va                                      |
| SRL 10.471         | 1967    | Wilma Goich                                           | Dolcemente/Se c'è una stella                                           |
| SRL 10.472         | 1967    | Catherine Spaak                                       | La notte è fatta per rubare/Sogni e niente più                         |
| SRL 10.473         | 1967    | Patrizia Bonaveri                                     | Da che mondo è mondo/A piedi nudi nel parco                            |
| SRL 10.474         | 1967    | Ricky Gianco                                          | L'ora dell'amore/i fiori nella valle                                   |
| SRL 10.475         | 1967    | Equipe 84                                             | Nel cuore nell'anima/Ladro                                             |
| SRL 10.476         | 1967    | Angela Bi                                             | Tu non sai/Quando la notte                                             |
| SRL 10.477         | 1967    | Luigi Tenco                                           | Se stasera sono qui/Cara maestra                                       |
| SRL 10.479         | 1967    | Quelli                                                | Tornare bambino/Questa città senza te                                  |
| SRL 10.480         | 1967    | Rita Pavone                                           | Pippo non lo sa/Un, due, tre (se marci insieme a me)                   |
| SRL 10.481         | 1967    | Furio Queirazza                                       | Son del '46/Pagina 2000                                                |
| SRL 10.482         | 1967    | I Soliti Ignoti                                       | Un piccolo aiuto dagli amici/Cerchi solo amore                         |
| SRL 10.483         | 1967    | Mino Reitano                                          | A devil was an angel/L'alba di quel giorno                             |
| SRL 10.484         | 1967    | Dik Dik                                               | Inno/Windy                                                             |
| SRL 10.485         | 1968    | Gian Pieretti                                         | In un campo di fiori/Mao Mao                                           |
| SRL 10.486         | 1967    | Rita Pavone                                           | Tu cuore mio/Tanto tempo fa (mai pubblicato?)                          |
| SRL 10.487         | 1968    | Bobby Solo                                            | Siesta/A presto, ciao... ti amo                                        |
| SRL 10.488         | 1968    | El Supremo Brass Band                                 | Un bacio alla volta/La mosca                                           |
| SRL 10.489         | 1968    | Milva                                                 | Se ritornerai/Come ci vedono gli altri                                 |
| SRL 10.490         | 1968    | Milva                                                 | Canzone/La luna                                                        |
| SRL 10.491         | 1968    | Wilma Goich                                           | Gli occhi miei/La tua città                                            |
| SRL 10.493         | 1968    | Gian Pieretti                                         | Felicità felicità/Bla bla bla                                          |
| SRL 10.494         | 1968    | Luigi Tenco                                           | Pensaci un po'/Il tempo dei limoni                                     |
| SRL 10.495         | 1968    | Lucio Battisti                                        | Prigioniero del mondo/Balla Linda                                      |
| SRL 10.496         | 1968    | La Ragazza 77                                         | Il paradiso della vita/Un giorno, mille anni                           |
| SRL 10.497         | 1968    | Wilma Goich                                           | Finalmente/Come un anno fa                                             |
| SRL 10.498         | 1968    | Rita Pavone                                           | Il mondo nelle mani/Il ballo dell'orso                                 |
| SRL 10.499         | 1968    | Dik Dik                                               | Il vento/L'eschimese                                                   |
| SRL 10.500         | 1968    | Equipe 84                                             | Un anno/Nel ristorante di Alice                                        |
| SRL 10.501         | 1968    | Milva                                                 | Cuando sali de Cuba/M'ama non m'ama                                    |
| SRL 10.502         | 1968    | Quelli                                                | Mi sentivo strano/Dettato al capello                                   |
| SRL 10.503         | 1968    | Blue Tramways Controllers                             | Finestra su Praga/Mississippi                                          |
| SRL 10.504         | 1968    | Mani pesanti                                          | Un dio al neon/A proposito dell'amore                                  |
| SRL 10.505         | 1968    | Bobby Solo                                            | Una granita di limone/Vaya con Dios                                    |
| SRL 10.506         | 1968    | I Ribelli                                             | Come sempre/Nel sole, nel vento, nel sorriso e nel pianto              |
| SRL 10.507         | 1968    | El Supremo Brass Band                                 | Delilah/Oh capitan (c'è un uomo in mezzo al mare)                      |
| SRL 10.508         | 1968    | Tony Del Monaco                                       | Vola vola/Se c'è un peccato                                            |
| SRL 10.509         | 1968    | Nessuno e I Soliti Ignoti                             | Come una caramella/Johnson                                             |
| SRL 10.510         | 1968    | Equipe 84                                             | Un angelo blu/Nella terra dei sogni                                    |
| SRL 10.511         | 1968    | Antonella                                             | Davvero davvero/Fantolina                                              |
| SRL 10.512         | 1968    | Ricky Gianco                                          | I miei pensieri/Un aquilone                                            |
| SRL 10.513         | 1968    | Lucio Battisti                                        | La mia canzone per Maria/Io vivrò (senza te)                           |
| SRL 10.514         | 1968    | I Ribelli                                             | Yummy yummy yummy/Un posto al sole                                     |
| SRL 10.515         | 1968    | Dik Dik                                               | Dimenticherai/Eleonora credi                                           |
| SRL 10.516         | 1968    | Gian Pieretti                                         | Lei/Canta ragazzo, canta                                               |
| SRL 10.517         | 1968    | Franco Ceccarelli                                     | Christ/Tema da Tenderly                                                |
| SRL 10.518         | 1968    | Wilma Goich                                           | Tu cuore mio/Le formiche                                               |
| SRL 10.519         | 1968    | Franco Say                                            | L'amore verde/Non cambia niente                                        |
| SRL 10.520         | 1969    | Rosalba Archilletti                                   | Un passo dopo l'altro/Sole di mezzanotte                               |
| SRL 10.521         | 02-1969 | Milva                                                 | Un sorriso/Amore tenero                                                |
| SRL 10.522         | 1969    | I Ribelli                                             | Obladì obladà/Lei m'ama                                                |
| SRL 10.523         | 1969    | Rita Pavone                                           | Nella mia stanza/Il grammofono                                         |
| SRL 10.524         | 02-1969 | Bobby Solo                                            | Amore mi manchi/La stessa serenata                                     |
| SRL 10.525         | 1969    | Quelli                                                | Lacrime e pioggia/Nuvole gialle                                        |
| SRL 10.526         | 1969    | Giorgio Gaber                                         | La balilla/Goganga                                                     |
| SRL 10.527         | 02-1969 | Bobby Solo                                            | Zingara/Piccola ragazza triste                                         |
| SRL 10.528         | 02-1969 | Rita Pavone                                           | Zucchero/Nostalgia                                                     |
| SRL 10.529         | 02-1969 | Lucio Battisti                                        | Un'avventura/Non è Francesca                                           |
| SRL 10.530         | 02-1969 | Wilma Goich                                           | Baci baci baci/Una volta nella vita                                    |
| SRL 10.531         | 1969    | Dik Dik                                               | Zucchero/Piccola arancia                                               |
| SRL 10.532         | 1969    | Tony Del Monaco                                       | Un'ora fa/Se c'è un peccato                                            |
| SRL 10.533         | 03-1969 | I Punti Cardinali                                     | Lia/Tienimi                                                            |
| SRL 10.534         | 03-1969 | Equipe 84                                             | Tutta mia la città/Cominciava così                                     |
| SRL 10.535         | 03-1969 | Franco Say                                            | C'è questo sole che.../Il ricco e il povero                            |
| SRL 10.536         | 03-1969 | Mino e Sergio                                         | Il cinema/Le stagioni del nostro amore                                 |
| SRL 10.537         | 03-1969 | Gian Pieretti                                         | Celeste/Hei tu, arrangiati un po'                                      |
| SRL 10.538         | 04-1969 | Lucio Battisti                                        | Acqua azzurra, acqua chiara/Dieci ragazze                              |
| SRL 10.539 (1)     | 1969    | Milva                                                 | La donna del buono a nulla/All'osteria                                 |
| SRL 10.539 (2)     | 1969    | Milva                                                 | El choclo/Duello criollo                                               |
| SRL 10.540         | 04-1969 | Dik Dik                                               | Il primo giorno di primavera/Nuvola bianca                             |
| SRL 10.541         | 1969    | Milva                                                 | Primo amore/Quella rosa                                                |
| SRL 10.542         | 1969    | Tony Del Monaco                                       | Una spina e una rosa/Peccato                                           |
| SRL 10.543         | 1969    | Ricky Gianco                                          | Un cavallo bianco/Luisa                                                |
| SRL 10.544         | 1969    | Quelli                                                | Dici/Marilù                                                            |
| SRL 10.545         | 1969    | Bobby Solo                                            | Domenica d'agosto/Una donna che passò                                  |
| SRL 10.546         | 1969    | Pascal                                                | Amore siciliano/Se fossi un angelo                                     |
| SRL 10.547         | 1969    | Maurizio Vandelli                                     | Perdona bambina/Amo lei                                                |
| SRL 10.548         | 1969    | Wilma Goich                                           | Casatschok/Carosello                                                   |
| SRL 10.549         | 1969    | I Ribelli                                             | Goodbye/Josephine                                                      |
| SRL 10.550         | 1969    | Rosalba Archilletti                                   | Voglio sentire la tua voce/È primavera                                 |
| SRL 10.551         | 1969    | Oscar                                                 | La vecchia casa/Cioccolata                                             |
| SRL 10.552         | 06-1969 | Ambra Borelli                                         | Mela acerba/La mosca bianca                                            |
| SRL 10.553         | 1969    | Arturo Corso                                          | Vero no? Chiaro sì/Giorno per giorno                                   |
| SRL 10.554         | 1969    | Milva                                                 | Diego Cao/Nel buio/Juana (disco tris)                                  |
| SRL 10.555         | 1969    | Equipe 84                                             | Pomeriggio ore sei/E poi                                               |
| SRL 10.556         | 1969    | Noi quattro                                           | Non si torna mai indietro/Tu mi aspetti ogni sera                      |
| SRL 10.557         | 1969    | Pippo Franco                                          | La licantropia/Qualsiasi cosa faccio                                   |
| SRL 10.558         | 1969    | Rosalba Archilletti                                   | L'albero/Prima di tutto te                                             |
| SRL 10.559         | 1969    | El Supremo Brass Band                                 | Isadora/Canzone d'amore                                                |
| SRL 10.561         | 1969    | Franco Say                                            | Sayonara/Verranno i giorni                                             |
| SRL 10.562         | 1969    | Milva                                                 | Se piangere dovrò/Aveva un cuore grande                                |
| SRL 10.564         | 1969    | Roberto Soffici                                       | Una parola/Possibile                                                   |
| SRL 10.565         | 11-1969 | Dik Dik                                               | Primavera primavera/Sogni proibiti                                     |
| SRL 10.566         | 1969    | Rita Pavone                                           | Per tutta la vita/Balla balla con noi                                  |
| SRL 10.567         | 11-1969 | Lucio Battisti                                        | Mi ritorni in mente/7 e 40                                             |
| SRL 10.569         | 1969    | Rita Pavone                                           | Quelli belli come noi/Dimmi ciao bambino                               |
| SRL 10.570         | 1969    | Mino e Sergio                                         | Zero anno d'amore/Il valore della vita                                 |

#### Anni '70
| Numero di catalogo | Anno              | Interprete                        | Titoli                                                                      |
| ------------------ | ----------------- | --------------------------------- | --------------------------------------------------------------------------- |
| SRL 10.571         | 1970              | Milva                             | Iptissam/Io lo farei                                                        |
| SRL 10.572         | 1970              | Milva                             | Qualcosa di mio/È amore quando                                              |
| SRL 10.573         | 1970              | I Krel                            | Finché le braccia diventino ali/E il mondo cade giù                         |
| SRL 10.574         | 1970              | Maurizio Vandelli                 | Era lei/Un giorno in più                                                    |
| SRL 10.575         | 1970              | Bobby Solo                        | Argento e blu/Jean                                                          |
| SRL 10.577         | 1970              | Il Supergruppo                    | Ehi ehi cosa non farei/Bocca dolce                                          |
| SRL 10.578         | 1970              | I Punti Cardinali                 | La borsetta verde/Non ti dirò mai più di sì                                 |
| SRL 10.579         | 1970              | I Ribelli                         | Oh Darling/Il vento non sa leggere                                          |
| SRL 10.580         | 1970              | Bobby Solo                        | Romantico blues/Cosa farei se andasse via                                   |
| SRL 10.581         | 1970              | Tony Del Monaco                   | Serenata/Per te, per te, per te                                             |
| SRL 10.582         | 1970              | Il Supergruppo                    | Accidenti/Salviamo e balsamiamo                                             |
| SRL 10.583         | 1970              | Pascal                            | Lei dorme/Se anche un anno                                                  |
| SRL 10.584         | 1970              | Donatello                         | Io mi fermo qui/Sempre, è così                                              |
| SRL 10.585         | 1970              | Umberto Balsamo                   | Piangerei/Non sei dolce non sei bella                                       |
| SRL 10.586         | 1970              | Equipe 84                         | Il sapone, la pistola, la chitarra e altre meraviglie/Devo andare           |
| SRL 10.587         | 1970              | Dik Dik                           | Io mi fermo qui/Restare bambino                                             |
| SRL 10.588         | 1970              | Il Supergruppo                    | Un caso di coscienza/Un caso di coscienza                                   |
| SRL 10.589         | 1970              | Gian Pieretti                     | Viola d'amore/Una                                                           |
| SRL 10.590         | 1970              | I Quelli                          | Dietro al sole/Quattro pazzi                                                |
| SRL 10.591         | 1970              | Franco Say                        | Il portone/Due rose                                                         |
| SRL 10.592         | 1970              | Bobby Solo                        | Occhi di fuoco/Scale di velluto                                             |
| SRL 10.593         | 1970              | Lucio Battisti                    | Fiori rosa fiori di pesco/Il tempo di morire                                |
| SRL 10.594         | 1970              | Roberto Soffici                   | Il caldo tocco dell'amore/Mille gocce d'acqua                               |
| SRL 10.595         | 1970              | Rita Pavone                       | Notte nera/È solo un'impressione                                            |
| SRL 10.596         | 1970              | Marcello Marrocchi                | Cadevano le foglie/Con gli occhi dell'amore                                 |
| SRL 10.597         | 1970              | Il Supergruppo                    | Star con te è morir/Vieni con noi                                           |
| SRL 10.598         | 1970              | Donatello                         | 100 volte lei/Quaggiù in città                                              |
| SRL 10.599         | 1970              | Dik Dik                           | L'isola di Wight/Innamorato                                                 |
| SRL 10.600         | 1970              | Fiammetta                         | Tranquillità/Grand hotel                                                    |
| SRL 10.601         | 1970              | Maurizio Vandelli                 | Cavaliere/Un giorno della vita                                              |
| SRL 10.602         | 1970              | Silvano Pantesco                  | Cantico dei cantici/Un fiume amaro                                          |
| SRL 10.603         | 1970              | Tony Del Monaco                   | Cuore di bambola/Io non ci penso più                                        |
| SRL 10.604         | 1970              | Bobby Solo                        | Addio Angelina/La fiera del perdono                                         |
| SRL 10.605         | 1970              | Giulio Sangermano                 | Che pasticcio nel mio cuore/Cento chitarre                                  |
| SRL 10.606         | 1970              | Simona Faggio                     | Peccato perderti/Pericolo                                                   |
| SRL 10.607         | 1970              | Pascal                            | Con le ragazze/I giorni dell'allegria                                       |
| SRL 10.608         | 1970              | Elisabetta                        | Due occhi come un cielo blu/Tema di Borsalino                               |
| SRL 10.609         | 1970              | Donatello                         | Malattia d'amore/Storia di un fiore                                         |
| SRL 10.610         | 1970              | Dik Dik                           | Vivo per te/Quattro bicchieri di vino                                       |
| SRL 10.611         | 1970              | Bobby Solo                        | Ieri sì/Ed ora occa a me                                                    |
| SRL 10.612         | 1970              | I Leoni                           | Ogni notte/Le bottiglie                                                     |
| SRL 10.613         | 1970              | Dik Dik                           | Vivo per te/Dove vai                                                        |
| SRL 10.614         | Dicembre 1970     | Lucio Battisti                    | Emozioni/Anna                                                               |
| SRL 10.615         | 1970              | Bebo                              | Gigolò/Il sultano                                                           |
| SRL 10.616         | 1970              | Ricky Gianco                      | Occhi pieni di vento/Al monte degli ulivi                                   |
| SRL 10.617         | Dicembre 1970     | Milva                             | Sola/Surabaya Johnny                                                        |
| SRL 10.618         | 1971              | Gian Pieretti                     | Sempre.../Milano                                                            |
| SRL 10.619         | Dicembre 1970     | Roberto Soffici                   | Malinconia/Dormirò dormirò                                                  |
| SRL 10.620         | 1971              | Nuova Equipe 84                   | Casa mia/Buffa                                                              |
| SRL 10.621         | Dicembre 1970     | Fholks                            | Mi scorri nelle vene/Cerchi                                                 |
| SRL 10.622         | 1971              | Lucio Battisti                    | Pensieri e parole/Insieme a te sto bene                                     |
| SRL 10.623         | 1971              | Sandro Giacobbe                   | Per tre minuti e poi.../Giorni d'amore, io e te                             |
| SRL 10.624         | 1971              | Ugolino                           | La vita è bella bella/Senza amore non posso stare                           |
| SRL 10.625         | 1971              | Gianni Dall'Aglio                 | Notte d'inverno/Chiudi gli occhi Eva                                        |
| SRL 10.626         | 1971              | Tony Del Monaco                   | Pioggia e pianto su di me/Metropoli                                         |
| SRL 10.627         | 1971              | Pino Presti                       | Karin/No sabe                                                               |
| SRL 10.628         | 1971              | Dina Luce                         | Ti chiedo scusa/Ti chiedo scusa (orchestrale)                               |
| SRL 10.629         | 1971              | Ottavia Piccolo e Rodolfo Baldini | Due ali bianche/Per noi                                                     |
| SRL 10.630         | 1971              | Dik Dik                           | Ninna nanna (cuore mio)/Incantesimo                                         |
| SRL 10.631         | 1971              | Geo Malaspina                     | Blu allodola/Stupido                                                        |
| SRL 10.632         | 1971              | Donatello                         | Com'è dolce la sera/La vuoi?                                                |
| SRL 10.633         | 1971              | I Protagonisti                    | Andata e ritorno/Primavera tornerà                                          |
| SRL 10.634         | 1971              | Lorenza Visconti                  | L'ora giusta/Pioggia                                                        |
| SRL 10.635         | 1971              | Nuova Equipe 84                   | 4 marzo 1943/Padre e figlio                                                 |
| SRL 10.636         | 1971              | I Leoni                           | Baciare baciare/Il rinoceronte                                              |
| SRL 10.637         | 1971              | Lucio Battisti                    | Dio mio no/Era                                                              |
| SRL 10.638         | 1971              | Dik Dik                           | Vendo casa/Paura                                                            |
| SRL 10.639         | 1971              | Bobby Solo                        | Un anno intero senza te/Rosa rosa                                           |
| SRL 10.640         | 1971              | Manuela Pontecorvo                | Amore se.../Il ragazzo del cuore                                            |
| SRL 10.641         | 1971              | Milva                             | La pianura/La nostra storia d'amore                                         |
| SRL 10.642         | 1971              | Tony Del Monaco                   | Lacrime di clown/La guerra del cuore                                        |
| SRL 10.643         | 1971              | Gian Pieretti                     | Io sono un re/Non dimenticare                                               |
| SRL 10.644         | 1971              | Franco Rosi                       | Serenata disperata/Bobo no, Laura no                                        |
| SRL 10.645         | 1971              | Pascal                            | All'ombra/Ciao bambina                                                      |
| SRL 10.646         | 1971              | Fabrizia Vannucci                 | Una conquista facile/Voglio stare con te                                    |
| SRL 10.647         | 1971              | Hunka Munka                       | Fino a non poterne più/E' pura fantasia                                     |
| SRL 10.648         | 1971              | Ugolino                           | I soldi non son tutto/Il 2000                                               |
| SRL 10.649         | 1971              | Donatello                         | Alice è cambiata/Principio e fine                                           |
| SRL 10.650         | 1971              | Lorenza Visconti                  | Io non so vivere/Col cuore                                                  |
| SRL 10.651         | 1971              | Milva                             | La filanda/Un uomo in meno                                                  |
| SRL 10.652         | 09-1971           | Donatello                         | Anima mia/Occhi di foglia                                                   |
| SRL 10.653         | 1971              | Ivana Spagna                      | Mamy Blue/È finita la primavera                                             |
| SRL 10.654         | 1971              | I Protagonisti                    | 4.000.000 di anni fa/Che cosa c'è                                           |
| SRL 10.655         | 1971              | Nuova Equipe 84                   | Una giornata al mare/Quel giorno                                            |
| SRL 10.656         | 1971              | Pane volpe e succo d'aquila       | Le cipolle, ovverosia piangendo tutti insieme appassionatamente/Wassa wassa |
| SRL 10.657         | 1971              | Lucio Battisti                    | Le tre verità/Supermarket                                                   |
| SRL 10.658         | 1971              | Bobby Solo                        | The village/Since you walked out from me                                    |
| SRL 10659          | 12-1971           | Roberto Soffici                   | Foglie gialle/Poliziotto                                                    |
| SRL 10.660         | 1972              | Milva                             | Mediterraneo/Se puoi parlare                                                |
| SRL 10.662         | 02-1972           | Donatello                         | Ti voglio/Prova tu                                                          |
| SRL 10.664         | 1972              | Dik Dik                           | Viaggio di un poeta/Oggi no                                                 |
| SRL 10.665         | 1972              | Bobby Solo                        | Rimpianto/Strega d'aprile                                                   |
| SRL 10.666         | 1972              | Lucio Battisti                    | Elena no/Una                                                                |
| SRL 10.667         | 1972              | Nuova Equipe 84                   | Pullman/Non si può                                                          |
| SRL 10.668         | 1972              | Rosanna Fratello                  | L'amore è un marinaio/Prigioniero                                           |
| SRL 10.669         | 1972              | Mia Martini                       | Piccolo uomo/Madre                                                          |
| SRL 10.670         | 1972              | Milva                             | È per colpa tua/Va bene, ballerò                                            |
| SRL 10.671         | 1972              | Il Guardiano del Faro             | Il gabbiano infelice/Oceano                                                 |
| SRL 10.672         | 1972              | Silver                            | Bella mia/L’erba bianca                                                     |
| SRL 10.673         | 1972              | Fabrizia Vannucci                 | Mi spezzi il cuore/Fiori blu                                                |
| SRL 10.674         | 1972              | Donatello                         | Gira gira sole/On the road                                                  |
| SRL 10.675         | 1972              | Hunka Munka                       | Io canterò per te/Cattedrali di bambù                                       |
| SRL 10.676         | 1972              | James Jotti                       | Mezzo agosto/Ritagli di luce                                                |
| SRL 10.678         | 1972              | Ivana Spagna                      | Ari ari/Dio mai                                                             |
| SRL 10.679         | 1972              | Rosanna Fratello                  | Amore di gioventù/Via del mercato                                           |
| SRL 10.680         | 1972              | Christian De Sica                 | Non so perché mi sto innamorando/Abitudine                                  |
| SRL 10.681         | 1972              | Mia Martini                       | Donna sola/Questo amore vero                                                |
| SRL 10.682         | 1972              | Nanni Rauco                       | Una città nell'eternità/Spazio per due                                      |
| SRL 10.683         | 1972              | Dik Dik                           | Il cavallo, l'aratro e l'uomo/Senza luce (live)                             |
| SRL 10.684         | 1972              | Extra                             | Galinaceus vulgaris/Sciarada                                                |
| SRL 10.686         | 1972              | Rosanna Fratello                  | Figlio dell'amore/Stasera tu ed io                                          |
| SRL 10.687         | 1973              | Milva                             | Da troppo tempo/I tetti rossi di casa mia                                   |
| SRL 10.688         | 1972              | Drupi                             | Vado via/Segui me                                                           |
| SRL 10.689         | 1973              | Christian De Sica                 | Mondo mio/Un uomo se ne va                                                  |
| SRL 10.690         | 1973              | Donatello                         | Tu giovane amore mio/Com'è grande la mia casa                               |
| SRL 10.691         | 1973              | Rosanna Fratello                  | Calavrisella/Ciuri ciuri                                                    |
| SRL 10.692         | 1973              | Dik Dik                           | Storia di periferia/Libero                                                  |
| SRL 10.693         | 1973              | Rosanna Fratello                  | Nuvole bianche/Amore vecchio stile                                          |
| SRL 10.694         | 1973              | Mia Martini                       | Minuetto/Tu sei così                                                        |
| SRL 10.696         | 1973              | I Grimm                           | Amare mai, capire mai/Regina e re                                           |
| SRL 10.697         | 1973              | Maurizio Piccoli                  | Sì dimmi di sì/Guerriero                                                    |
| SRL 10.698         | 1973              | Fratelli La Bionda                | Chi (è più solo di così)/Fragole e nostalgia                                |
| SRL 10.699         | 1973              | Il Guardiano del Faro             | He/L'elefante e il bambino                                                  |
| SRL 10.700         | 1973              | Renato Brioschi                   | Giochi senza età/Io credo                                                   |
| SRL 10.701         | 1973              | Edoardo Bennato                   | Detto tra noi/Non farti cadere le braccia                                   |
| SRL 10.703         | 1973              | Gian Pieretti                     | Come il volo di un'allodola/Il lavoro                                       |
| SRL 10.705         | 1973              | Patroclo                          | Patroclooo!!! (Parte 1ª)/Patroclooo!!! (Parte 2ª)                           |
| SRL 10.706         | 1973              | Anna Melato                       | Punto d'incontro/La notte fu                                                |
| SRL 10.707         | 1973              | Berto Pisano                      | A blue shadow/Tema di Silvia                                                |
| SRL 10.708         | 1973              | Christian De Sica                 | Una breve vacanza/Una breve vacanza (strumentale)                           |
| SRL 10.709         | 1973              | Anna Melato                       | Dormitorio pubblico/Punto d'incontro                                        |
| SRL 10.710         | 1973              | Dik Dik                           | Il confine/Ma perché                                                        |
| SRL 10.712         | 1973              | Drupi                             | Rimani/Ma poi...                                                            |
| SRL 10.713         | 1973              | Banco del Mutuo Soccorso          | Non mi rompete/La città sottile                                             |
| SRL 10.714         | 1974              | Edoardo Bennato                   | Salviamo il salvabile/Ma che bella città                                    |
| SRL 10.715         | 1974              | Kambiz                            | Canta con me/Un uomo no                                                     |
| SRL 10.716         | 1974              | Rosanna Fratello                  | Un po' di coraggio/Piano piano piano                                        |
| SRL 10.717         | 1974              | Milva                             | Monica delle bambole/Domenica domenica                                      |
| SRL 10718          | 02-1974           | Anna Melato                       | Sta piovendo dolcemente/Faccia di pietra                                    |
| SRL 10.719         | 1974              | Maurizio Piccoli                  | Pace/Metamauco                                                              |
| SRL 10.721         | 1974              | Drupi                             | Piccola e fragile/...Che estate                                             |
| SRL 10.722         | 1974              | Donatello                         | Irenè/Come un Rollin Stom                                                   |
| SRL 10.723         | 1974              | Anna Melato                       | Vola/Madame Marilou                                                         |
| SRL 10.725         | 1974              | Sergio Endrigo                    | Una casa al sole/Perché le ragazze hanno gli occhi così grandi              |
| SRL 10.726         | 1974              | Dik Dik                           | Help me7Sono nato                                                           |
| SRL 10.727         | 1974              | Simon Luca                        | Un'età/Pazzia                                                               |
| SRL 10.728         | 1974              | Biancaneve                        | Libertà libertà/Questa volta no                                             |
| SRL 10.730         | 1974              | Mia Martini                       | Inno/...e stelle stan piovendo                                              |
| SRL 10.732         | 05-1974           | Marc 4                            | Tema di Nino/Romanza popolare                                               |
| SRL 10.733         | 1974              | Milva                             | L'uomo questo mascalzone/Senza te                                           |
| SRL 10.734         | 1974              | Berto Pisano                      | Idee/Ballad for Oscar                                                       |
| SRL 10.735         | 1974              | The Tender Light Orchestra        | Tenderness/Will you never come                                              |
| SRL 10.736         | 1974              | Gino Paoli                        | Sassi/La gatta                                                              |
| SRL 10.737         | 1974              | Sergio Endrigo                    | Ci vuole un fiore/Mi ha fatto la mia mamma                                  |
| SRL10.739          | 1974              | Armando Lo Previte                | Amore mio/L'appiglio                                                        |
| SRL 10.740         | 1974              | Gloria e Denise Calore            | Il carro e gli zingari/Il sogno degli uomini                                |
| SRL 10.741         | 1974              | Drupi                             | Sereno è/Mille lire                                                         |
| SRL 10.743         | 1974              | Massimo Catalano                  | School's Holiday/4 clock on the beach                                       |
| SRL 10.745         | 11-1974           | Edoardo Bennato                   | Meno male che adesso non c'è Nerone/Parli di preghiere                      |
| SRL 10.746         | 12-1974           | Acqua Fragile                     | Bar gazing/Opening act                                                      |
| SRL 10.747         | 1975              | Mia Martini                       | Al mondo/Principessa di turno                                               |
| SRL 10.748         | 1975              | Dik Dik                           | Piccola mia/Uno strano sentimento                                           |
| SRL 10.750         | 1975              | Mal                               | Parlami d'amore Mariù/Oh piccolina                                          |
| SRL 10.751         | 1975              | Bloody Mary                       | Serenata (czardas)/Più di una volta                                         |
| SRL 10.752         | 1975              | Rosanna Fratello                  | Va speranza va/Qualcosa di te                                               |
| SRL 10.753         | 1975              | Tombstones                        | Angie baby/I'm sorry for you                                                |
| SRL 10.754         | 1975              | Sergio Endrigo                    | Napoleone/Ho visto un prato                                                 |
| SRL 10.755         | 1975              | Antonio Maria                     | Donna rubata/Mentre lei, bella lei                                          |
| SRL 10.756         | 1975              | Napoli Centrale                   | Campagna/Vico Primo Parise n° 8                                             |
| SRL 10.757         | 1975              | Marc 4                            | Prima visione/Dova va l'America                                             |
| SRL 10.760         | 04-1975           | Drupi                             | Due/Bagno a mezzanotte                                                      |
| SRL 10.761         | 04-1975           | Maurizio Piccoli                  | A braccia aperte/Atmosfere                                                  |
| SRL 10.762         | 1975              | Simon Luca                        | Per favore basta/Spezzerò                                                   |
| SRL 10.763         | 1975              | Mia Martini                       | Donna con te/Tutti uguali                                                   |
| SRL 10.765         | 1975              | El Tigre                          | Baby/Happiness is                                                           |
| SRL 10.766         | 1975              | Morales                           | Mezzogiorno mezzanotte/Sono nato a Santiago                                 |
| SRL 10.767         | 1975              | Nuova Compagnia di Canto Popolare | La rumba degli scugnizzi/Li 'ffigliole                                      |
| SRL 10.768         | 1975              | Salvatore Trimarchi               | Siciliano/Vai                                                               |
| SRL 10.770         | 1975              | Anna Melato                       | Comunque sia/La mia pelle in libertà                                        |
| SRL 10.771         | 1975              | Tavernese                         | Magica Maria/Un mondo a metà                                                |
| SRL 10.772         | 1975              | Mal                               | Dolcemente tu (Bambina)/Non arrossire                                       |
| SRL 10.774         | 1975              | Gabriel Combo                     | Arrivederci/La strada                                                       |
| SRL 10.775         | 1975              | Gianluca                          | Idea/Blue clown                                                             |
| SRL 10.776         | 1975              | Milva                             | La cucaracha/Simon Bolivar                                                  |
| SRL 10.777         | 1975              | Franco Altissimi - Toni D'Angelo  | Dribbling - Er core biancazzurro                                            |
| SRL 10.780         | 1975              | Fiorenzo Carpi                    | Tema di Margherita/On the morning after                                     |
| SRL 10.782         | 1976              | Les Grillons                      | The end/Town without pity                                                   |
| SRL 10.784         | 1976              | Laura Belli                       | Solo tre note/Per...                                                        |
| SRL 10.785         | 1976              | Nuova Compagnia di Canto Popolare | Lacrime 'e cundannate/Tarantella del Gargano                                |
| SRL 10.787         | 1976              | Virna Lisi e Anthony Quinn        | Finisce qui/Finisce qui parte II                                            |
| SRL 10.788         | 1976              | Edoardo Bennato                   | Feste di piazza/Io per te Margherita                                        |
| SRL 10.789         | 1976              | Weyman Corporation                | Le chat/Kumbayero                                                           |
| SRL 10.790         | 1976              | Sergio Endrigo                    | El merlo/Nina nana bobò                                                     |
| SRL 10.792         | 02-1976           | Drupi                             | Sambariò/Aiutami...                                                         |
| SRL 10.793         | 1976              | Sergio Endrigo                    | Quando c'era il mare/A Barbara                                              |
| SRL 10.794         | 1976              | Silvano Vittorio                  | Vieni/Perdonami ora                                                         |
| SRL 10.795         | 1976              | Hugh                              | I'm your man/Marshall                                                       |
| SRL 10.796         | 1976              | El Tigre                          | Op eh op/Life is easy                                                       |
| SRL 10.797         | 1976              | Mia Martini                       | L'amor è il mio orizzonte/Sabato                                            |
| SRL 10.798         | 1976              | Il Guardiano del Faro             | Il primo appuntamento/Stardust                                              |
| SRL 10.800         | 1976              | Simon Luca                        | Bang bang (my baby shot me down)/All'improvviso nell'aria                   |
| SRL 10.801         | 1976              | Erika Grassi                      | Valzer della toppa/Lo scippo                                                |
| SRL 10.802         | 1976              | La Prima Fase                     | Innamorati noi/Desideri, sentimenti                                         |
| SRL 10.804         | 1976              | 49 %                              | Cascada/Some Day Soon                                                       |
| SRL 10.807         | 1976              | Tavernese                         | Le calze velate/E c'è sempre da imparare                                    |
| SRL 10.809         | 1976              | Enzo Jannace                      | Malafemmena/Te voglio bene assaie                                           |
| SRL 10.810         | 1976              | Mal                               | Se devo vivere/Una malattia                                                 |
| SRL 10.811         | 1976              | Damiano                           | E c'eri tu/Mi basti così                                                    |
| SRL 10.812         | 1976              | Andrea Mingardi                   | Intanto nel mondo/Io mi sento tradito                                       |
| SRL 10.813         | 1976              | Gianna Nannini                    | Ti avevo chiesto solo di toccarmi/Fantasia                                  |
| SRL 10.815         | 1976              | Rinaldo's Band                    | Campasino/Campasino (strumentale)                                           |
| SRL 10.818         | 1976              | Fiorella Mannoia                  | Piccolo/Che sete che ho                                                     |
| SRL 10.819         | 1976              | Memmo Foresi                      | Saremo di più/Camminando                                                    |
| SRL 10.820         | 1976              | Dario Farina                      | Ancora un minuto/La piramide azzurra                                        |
| SRL 10.821         | 1976              | Renato Carosone                   | Il barbiere di Siviglia (Una voce poco fa)/Triki-trak                       |
| SRL 10.822         | 1976              | Edoardo Bennato                   | Cantautore/Venderò (Promozionale)                                           |
| SRL 10.823         | 09-1976           | Drupi                             | Bella bellissima/Non sei più tu                                             |
| SRL 10.824         | 1976              | Andrea Mingardi                   | Datemi della musica/Il pagliaccio                                           |
| SRL 10.825         | 1976              | Patty Pravo                       | Grand hotel/Innamorata io                                                   |
| SRL 10826          | 11-1976           | Sergio Endrigo                    | Scende la notte / E così sia                                                |
| SRL 10827          | 11-1976           | Ennio Morricone                   | Scende la notte (strumentale) / E così sia (strumentale)                    |
| SRL 10.828         | 1976              | Edoardo Bennato                   | Franz è il mio nome/Viva la guerra                                          |
| SRL 10.829         | 1977              | Genova e Steffan                  | Cosa farai di me?/Quei giorni vanno via                                     |
| SRL 10.833         | 1976              | Mal/Guido e Maurizio De Angelis   | Furia/Furia (strumentale)                                                   |
| SRL 10.834         | 1977              | Milva                             | Non piangere più Argentina/Un'altra stagione                                |
| SRL 10.836         | 1977              | El Tigre                          | Figure/Woman                                                                |
| SRL 10.837         | 1977              | Mal                               | Gelosia/Come stai                                                           |
| SRL 10.838         | 1977              | Mal                               | Furia soldato/Furia e la bella Marilù                                       |
| SRL 10.839         | 1977              | Andrea Mingardi                   | Funky, funky/Sfighè                                                         |
| SRL 10.840         | 1977              | Mal                               | Penne colorate/La banda dei bucanieri                                       |
| SRL 10.841         | 1977              | Drupi                             | Come va.../Tutto bene                                                       |
| SRL 10.842         | 1977              | Fiorella Mannoia                  | Tu amore mio/Viva                                                           |
| SRL 10.843         | 1977              | I Ribelli                         | Illusione/Calore                                                            |
| SRL 10.844         | 1977              | Mal                               | Makintosh/Piccole cose                                                      |
| SRL 10.845         | 1977              | La Fabbrica di Stelle             | Quando un amore/Un attimo per noi                                           |
| SRL 10.846         | 1977              | Alighiero Noschese                | Mumfie/Oronzo l'astronauta                                                  |
| SRL 10.847         | 1977              | Patty Pravo                       | Tutto il mondo è casa mia/Da soli noi                                       |
| SRL 10.848         | 1977              | Collage                           | Piano piano mi innamorai di te/Io                                           |
| SRL 10.849         | 1977              | Corrado Castellari                | Presidente/Quinto set                                                       |
| SRL 10.852         | 28 settembre 1977 | Sammy Barbot                      | Non legarti a me/Disco slam                                                 |
| SRL 10.854         | 1977              | Gianna Nannini                    | Dialogo/Siamo vivi                                                          |
| SRL 10.855         | 1977              | Rocky Cavallo                     | Star wars/Esorcista II                                                      |
| SRL 10.857         | 1978              | Laura Luca                        | Domani domani/Solo un'emozione                                              |
| SRL 10.858         | 1977              | Alberto Varano                    | Loden/Serena                                                                |
| SRL 10.859         | 1978              | Franco Califano                   | Io non piango/Tac                                                           |
| SRL 10.860         | 1978              | Andrea Mingardi                   | Pus/Tarantola                                                               |
| SRL 10.861         | 1978              | Leopoldo Mastelloni               | Donna/Il mio slip fa pam pam                                                |
| SRL 10.863         | 1978              | Fabrizio De André                 | Andrea/Volta la carta (Promozionale)                                        |
| SRL 10.864         | 1978              | Fabrizio De André                 | Rimini/Coda di lupo (Promozionale)                                          |
| SRL 10.865         | 1978              | Wizard                            | America a change is coming/Fading away                                      |
| SRL 10.866         | 1978              | Fabrizio De André                 | Avventura a Durango/Sally (Promozionale)                                    |
| SRL 10.867         | 1978              | Magnum                            | Miscuglio Magico - Tutti i successi di Lucio Battisti                       |
| SRL 10.868         | 1978              | Collage                           | Sole rosso/Dicci come ti chiami                                             |
| SRL 10.869         | 1978              | Le Camomilla                      | Discamomilla/Discamomilla (strumentale)                                     |
| SRL 10.870         | 1978              | Alunni del Sole                   | Liù/Se hai peccato                                                          |
| SRL 10.871         | 1978              | Mario Flores                      | Fotografie/Mi assomigli un po'                                              |
| SRL 10.874         | 1978              | Fabrizio De André                 | Il pescatore/Carlo Martello ritorna dalla battaglia di Poitiers             |
| SRL 10.879         | 1978              | Eduardo De Crescenzo              | La solitudine/Senza parole                                                  |
| SRL 10.880         | 1978              | Federico Troiani                  | Non ne posso più/Maria                                                      |
| SRL 10.881         | 1978              | Fiorella Mannoia                  | Scaldami/Cover girl                                                         |
| SRL 10.882         | 1978              | Laura Luca                        | Inutilmente tu/Mezza mela                                                   |
| SRL 10.885         | 1978              | Mila Giordani                     | Mi manchi/Io ti avrò                                                        |
| SRL 10.886         | 1978              | Lollipop                          | L'orsetto/La banda dei ranocchi                                             |
| SRL 10.889         | 1978              | Marina Marfoglia                  | Show show show/Ping pong                                                    |
| SRL 10.890         | 1979              | Gianni Mocchetti                  | Talismano nero/Bianco                                                       |
| SRL 10.891         | 1979              | Collage                           | La gente parla/Voli anche tu                                                |
| SRL 10.894         | 1979              | Flavio Giurato                    | Per futili motivi/Due voci                                                  |
| SRL 10.895         | 1979              | Mal                               | Male d'anima/Pensiero d'amore                                               |
| SRL 10.896         | 1979              | Banco del Mutuo Soccorso          | Canto di primavera/Circobanda                                               |
| SRL 10.897         | 1979              | Pierrots                          | Voglio l'America/Dimmi no                                                   |
| SRL 10.898         | 1979              | Alunni del Sole                   | Tarantè/Giocattolo                                                          |
| SRL 10.899         | 1979              | Magnum                            | Anch'io vivrò/Compravendita                                                 |
| SRL 10.901         | 1979              | Fabrizio De André                 | Il pescatore/Bocca di rosa (dal vivo, arrangiamenti PFM) (Promozionale)     |
| SRL 10.903         | 1979              | Collage                           | Un'altra estate/Mania                                                       |
| SRL 10.904         | 1979              | Laura Luca                        | Ragazzo fragile/La tenerezza                                                |
| SRL 10.905         | 1979              | Andrea Mingardi                   | Jenny/Zero attimi                                                           |
| SRL 10.906         | 1979              | Gianna Nannini                    | America/California                                                          |
| SRL 10.907         | 1979              | Milk and Coffee                   | Sweet melody/Cinderella                                                     |
| SRL 10.908         | 1979              | Banco del Mutuo Soccorso          | Niente/Sono la bestia                                                       |
| SRL 10.909         | 1979              | Collage                           | S.O.S./Zingara nel cuore                                                    |

#### Anni '80
| Numero di catalogo | Anno | Interprete                | Titoli                                                                |
| ------------------ | ---- | ------------------------- | --------------------------------------------------------------------- |
| SRL 10.910         | 1980 | Mal                       | Uomo squalo/Sul dirigibile                                            |
| SRL 10.912         | 1980 | Federico Troiani          | Fuori dal tempo/Cerco lei                                             |
| SRL 10.913         | 1980 | Laura Luca                | Eri come me/Amarsi qui                                                |
| SRL 10.914         | 1980 | Magnum                    | Stazione musica/Rock frenesia                                         |
| SRL 10.915         | 1980 | Banco del Mutuo Soccorso  | Il ragno/Capolinea                                                    |
| SRL 10.916         | 1980 | Gianni Mocchetti          | Cane da città/Un amore in garage                                      |
| SRL 10.917         | 1980 | Ettore Sciorilli          | Farfalla/Non si può                                                   |
| SRL 10.918         | 1980 | Sammy Barbot              | California/California (strumentale)                                   |
| SRL 10.919         | 1980 | Nikki Billings            | Hot hot hot/Little boy                                                |
| SRL 10.920         | 1980 | Alunni del Sole           | Cantilena/Non è vero                                                  |
| SRL 10.921         | 1980 | Collage                   | Donna musica/Stasera tu                                               |
| SRL 10.922         | 1980 | Milva                     | La rossa/Quando il sipario                                            |
| SRL 10.923         | 1980 | Enzo Jannacci             | Ci vuole orecchio/Silvano                                             |
| SRL 10.924         | 1980 | Anna Melato               | Voglio fare l'ospite/Uan tu tri                                       |
| SRL 10.925         | 1980 | Step Lang                 | Airborn/Easy love                                                     |
| SRL 10.926         | 1980 | Fabrizio De André         | Una storia sbagliata/Titti                                            |
| SRL 10.927         | 1980 | Moons                     | Standard planet/Blue hole tour                                        |
| SRL 10.928         | 1980 | Roberta D'Angelo          | Casablanca/Nuovo astro cine                                           |
| SRL 10.929         | 1980 | Fred Bongusto             | Fantozzo/Banda Fantozzi                                               |
| SRL 10.930         | 1980 | Laura Luca                | Baci, baci/Zitto                                                      |
| SRL 10.932         | 1980 | Massimo Boldi             | Scatolette/Ohi Mari'                                                  |
| SRL 10.933         | 1981 | Eduardo De Crescenzo      | Ancora/Il treno                                                       |
| SRL 10.934         | 1981 | Gianni Mocchetti          | Fatti i fatti tuoi/Gioco mentale                                      |
| SRL 10.935         | 1981 | Franco Califano           | La mia libertà/Non so fare di più                                     |
| SRL 10.936         | 1981 | Luca e i Collies          | Sei forte Lassie/Lassie del West                                      |
| SRL 10.938         | 1981 | Rino Martinez             | Caramella/Pane e miele                                                |
| SRL 10.939         | 1981 | Edoardo Bennato           | E invece no/Canta appress'a nuje                                      |
| SRL 10.940         | 1981 | Puka                      | Io per te/Sei donna                                                   |
| SRL 10.941         | 1981 | Fred Bongusto             | Dica 33/Poco                                                          |
| SRL 10.942         | 1981 | Giusy Ciano               | Non fare il fanatico/La ballata del caso e del destino                |
| SRL 10.943         | 1981 | Gianni Nazzaro            | Sì/Allora stop                                                        |
| SRL 10.944         | 1981 | Annie Pascal              | Non uccidere la luna/Fiore rosso carnale                              |
| SRL 10.945         | 1981 | Eleonora Giorgi           | Quale appuntamento/Messaggio personale                                |
| SRL 10.946         | 1982 | Riccardo Del Turco        | Non voglio ali/Noi due                                                |
| SRL 10.947         | 1981 | Giorgio Bettinelli        | Il miglior amico mio/Che bestia                                       |
| SRL 10.948         | 1981 | Nadia Biondini            | Donna o bambina/Canzone americana                                     |
| SRL 10.949         | 1981 | Cugini di Campagna        | Uomo mio/Elastico                                                     |
| SRL 10.950         | 1981 | D.J. Band                 | Stereo heart/Blue bar                                                 |
| SRL 10.951         | 1981 | Roberto Cacciapaglia      | Acufene/Cactus                                                        |
| SRL 10.952         | 1982 | Franco Dani               | Dove vai/Stai con me                                                  |
| SRL 10.953         | 1981 | Franco Rosi               | Supertelegattone/Supertelegattone (strumentale)                       |
| SRL 10.954         | 1982 | Rino Martinez             | Biancaneve/Sicilia                                                    |
| SRL 10.955         | 1982 | Diana Est                 | Tenax                                                                 |
| SRL 10.958         | 1982 | Alberto Solfrini          | Roma non ha paura del lupo/Musicanti                                  |
| SRL 10.959         | 1982 | Apo                       | Più bastardo che di razza/Fumo                                        |
| SRL 10.960         | 1982 | Daiano                    | Ti faccio volare/La strada                                            |
| SRL 10.961         | 1982 | Jimmi Onano               | Stella bianca/Rosaspina                                               |
| SRL 10.962         | 1982 | Fred Bongusto             | Comm'aggia fa'/Stretti                                                |
| SRL 10.963         | 1982 | Massimo Boldi             | Scemo/Scemo (strumentale)                                             |
| SRL 10.964         | 1982 | Roberta D'Angelo          | Lulù/Orologio digitale                                                |
| SRL 10.965         | 1982 | Leonard Washington        | Walking in the park/Walking                                           |
| SRL 10.966         | 1982 | Edoardo Bennato           | Nisida/A freva a quaranta (Copertina completamente apribile a poster) |
| SRL 10.967         | 1982 | Giulia Del Buono          | Fumo/Figlio dei tempi                                                 |
| SRL 10.969         | 1982 | Nadia Cassini             | Quando (mi sto innamorando)/A chi la do stasera                       |
| SRL 10.970         | 1982 | Nadia Cassini             | Tu sei l'unico amore/Tempi di poesia                                  |
| SRL 10.971         | 1982 | Paolo Ormi                | Illusione/Se penso a te                                               |
| SRL 10.972         | 1983 | Gianna Nannini            | Primadonna/Ragazzo dell'Europa                                        |
| SRL 10.973         | 1982 | Faust'o                   | Ch'an cha cha/Ogni fuoco                                              |
| SRL 10.974         | 1983 | Manuele Pepe              | Solo con te/Ti telefono o no?                                         |
| SRL 10.975         | 1983 | Donatella Milani          | Volevo dirti/Perché mi sento sola                                     |
| SRL 10.976         | 1983 | Barbara Boncompagni       | Notte e giorno/Sono matta                                             |
| SRL 10.977         | 1983 | Raffaella Carrà           | Soli sulla luna/Ahi                                                   |
| SRL 10.978         | 1983 | Milva                     | Cantare e vai/Poggibonsi                                              |
| SRL 10.979         | 1983 | Fred Bongusto             | Attento Disc Jockey/Mon amour                                         |
| SRL 10.980         | 1983 | Leonard Washington        | Agua/The indian                                                       |
| SRL 10.981         | 1983 | Franco Dani               | Manchi solo tu/Domani sì, domani no                                   |
| SRL 10.982         | 1983 | Gruppo Italiano           | Tropicana/Noi cannibali                                               |
| SRL 10.983         | 1983 | Nadia Biondini            | Aspetterò/So che non dovrei                                           |
| SRL 10.984         | 1983 | R. Bais                   | Living in New York/When I close my eyes                               |
| SRL 10.985         | 1983 | Diana Est                 | Le Louvre                                                             |
| SRL 10.986         | 1983 | Studio 105                | Vacanze/Vacanze (strumentale)                                         |
| SRL 10.987         | 1983 | Donatella Milani          | Lontani noi/Corri ragazzo                                             |
| SRL 10.988         | 1983 | Donna Laser               | Alpha Synthauri/I.N.E.S. (Donna Laser Theme)                          |
| SRL 10.990         | 1983 | Paolo Grassi              | Olivia/Valentino                                                      |
| SRL 10.991         | 1983 | Archibald and Thim Family | B.B.Lotti/Gelato                                                      |
| SRL 10.992         | 1983 | Anna Rusticano            | Strano/Basta                                                          |
| SRL 10.993         | 1983 | Franco Dani               | Mi piaci/Qui                                                          |
| SRL 10.994         | 1984 | Dobrilla                  | Rose rosse/Sarò a casa mia                                            |
| SRL 10.995         | 1983 | Fred Bongusto             | Quello che ti porta a Rio/Mon amour                                   |
| SRL 10.996         | 1984 | Rodolfo Banchelli         | Madame/Invece no                                                      |
| SRL 10.997         | 1984 | Donatella Milani          | Libera/Quando ti perderò                                              |
| SRL 10.998         | 1984 | Gruppo Italiano           | Anni ruggenti/Dammi un sabato nite                                    |
| SRL 10.999         | 1984 | Gianna Nannini            | Fotoromanza/Venerdì notte                                             |
| SRL 11.000         | 1984 | Pippo Franco              | Pinocchio chiò/La pantofola                                           |
| SRL 11.001         | 1984 | Franco Serafini           | Se fossi in California/Più bella di lei                               |
| SRL 11.002         | 1984 | Paolo Mosca               | L'età/Respiro ancora                                                  |
| SRL 11.003         | 1984 | Manuele Pepe              | Volerei/Azzurro amore                                                 |
| SRL 11.004         | 1984 | R. Bais                   | Mexico/Mexico (strumentale)                                           |
| SRL 11.005         | 1984 | Diana Est                 | Diamanti/Pekino                                                       |
| SRL 11.006         | 1984 | Fred Bongusto             | Vivi la tua musica/Quello che ti porta a Rio                          |
| SRL 11.007         | 1984 | Gatsby                    | Love sign/Love sign (strumentale)                                     |
| SRL 11.008         | 1984 | Under Final               | Tell me now/Tell me now (strumentale)                                 |
| SRL 11.010         | 1984 | Rodolfo Banchelli         | Un uomo per te/Non mi fermerò                                         |
| SRL 11.011         | 1984 | Too Too Toy               | Don't wake up/Wake up                                                 |
| SRL 11.012         | 1984 | Nancy Costa               | New York Times/New York Times (strumentale)                           |
| SRL 11.013         | 1984 | Erika More                | Automation/Automation (strumentale)                                   |
| SRL 11.014         | 1984 | Gianna Nannini            | Bla-bla/Fiesta                                                        |
| SRL 11.015         | 1985 | Eduardo De Crescenzo      | Via con me/Da lontano                                                 |
| SRL 11.016         | 1985 | Rodolfo Banchelli         | Bella gioventù/People Out Of Place                                    |
| SRL 11.018         | 1985 | Cristiano De André        | Bella più di me/Believe in me                                         |
| SRLS 11.019        | 1985 | Aida Cooper               | I'll go crazy/I've been loving you too long - (disco Mix)             |
| SRL 11.021         | 1985 | Strappo                   | E allora dai/Specchio                                                 |
| SRL 11.022         | 1985 | Ben Bruce                 | Eye to eye7Eye to eye (strumentale)                                   |
| SRL 11.023         | 1985 | Gruppo Italiano           | Sole d'agosto/Innamorarsi                                             |
| SRL 11.024         | 1985 | Gli XX                    | Ma dove!?!/Ma dove dove                                               |
| SRL 11.025         | 1985 | Louana                    | Get back/Get back (strumentale)                                       |
| SRL 11.026         | 1985 | Laura Bitto               | Figli dell'immagine/Figli dell'immagine (strumentale)                 |
| SRL 11.028         | 1985 | Donatella Milani          | Vorrei farti capire/Prendi me                                         |
| SRL 11.029         | 1985 | Tony Cicco                | Lo specchio/Erotica sapienza                                          |
| SRL 11.031         | 1985 | Elizabeth Granec          | Christmas time all the time/(strumentale)                             |
| SRL 11.032         | 1986 | Savage                    | Celebrate/Celebrate (strumentale)                                     |
| SRL 11.033         | 1986 | Press Agency              | Hymne/Hymne (club version)                                            |
| SRL 11.034         | 1986 | Fred Bongusto             | Cantare/Frida                                                         |
| SRL 11.035         | 1986 | Moscow                    | Come back/Come back (strumentale)                                     |
| SRL 11.036         | 1986 | Donatella Rettore         | Amore stella/Dea                                                      |
| SRL 11.037         | 1986 | Black Tie                 | Take you for a ride / Take you for a ride (strumentale)               |
| SRL 11.038         | 1986 | Pepe                      | Shadilay/Shadilay (in inglese)                                        |
| SRL 11.039         | 1986 | Dori Ghezzi               | Nessuno mai più/Spezzacuori                                           |
| SRL 11.040         | 1986 | Andrea Mingardi           | Ti troverò/Non trovo le parole                                        |
| SRL 11.041         | 1986 | McFarland                 | Red beer/I'm lost                                                     |
| SRL 11.042         | 1986 | Cristiano De André        | Elettrica/Electrica                                                   |
| SRL 11.043         | 1986 | Press Agency              | Air de dance/Go machakuda                                             |
| SRL 11.044         | 1986 | Wish-key                  | Last summer/Last summer (go go version)                               |
| SRL 11.045         | 1986 | Rudy Marra                | Telefonami/Prima o poi me la paghi                                    |
| SRL 11.047         | 1986 | Gianna Nannini            | Bello e impossibile/Vampiro canzone                                   |
| SRL 10.048         | 1987 | I Nuovi Angeli            | Voi del '96/Cuori antipatici                                          |
| SRL 10.049         | 1987 | Eduardo De Crescenzo      | L'odore del mare/La qualità                                           |
| SRL 11.050         | 1987 | Dori Ghezzi               | E non si finisce mai/Cosa voglio da te                                |
| SRL 11.051         | 1987 | Ricky Palazzolo           | In volo nel futuro/Di certo è così                                    |
| SRL 11.054         | 1987 | Fred Bongusto             | Che serata/Italian dream                                              |
| SRL 11.055         | 1987 | Cristiano De André        | Dimenticandoti/L'ultimo dei rischi                                    |
| SRL 11.056         | 1987 | Donatella Milani          | Nel segno del leone/Per quelli come noi                               |
| SRL 11.057         | 1987 | Giovanni Nuti             | Non si può/Un dolore in fondo a tutti i pensieri                      |
| SRL 11.058         | 1987 | Nadia Erbolini            | Momenti/E resto sola                                                  |
| SRL 11.064         | 1987 | Umberto Smaila            | Soldati/Donne così                                                    |
| SRL 11.066         | 1987 | Gianna Nannini            | I maschi/I maschi (versione "mini maxi")                              |
| SRL 11.067         | 1987 | Chriss                    | Tide in the night/Tide in the night (strumentale)                     |
| SRL 11.068         | 1988 | Renzo Arbore              | Sì, la vita è tutt'un quiz/Vengo dopo il tiggì                        |
| SRL 11.069         | 1988 | Ice                       | Mama/Mere manna                                                       |
| SRL 11.070         | 1988 | Marcella Bella            | Dopo la tempesta/Per gioco, per complicità                            |
| SRL 11.071         | 1988 | Franco Califano           | Io (per le strade di quartiere)/Non puoi dire A                       |
| SRL 11.072         | 1988 | Aida                      | Mia Mamma/Ronnie                                                      |
| SRL 11.073         | 1988 | New Trolls                | Cielo chiaro/Sebastiano                                               |
| SRL 11.074         | 1988 | Tazenda                   | A sa zente/S'urtima luche                                             |
| SRL 11.075         | 1988 | Butterfly                 | Until You Smiled/Woman                                                |
| SRL 11.076         | 1988 | Angela Fabiani            | Fammi venire con te/Non sarà                                          |
| SRL 11.077         | 1988 | Comancero                 | Africa/I don't wanna let you down                                     |
| SRL 11.078         | 1988 | Jean Rich                 | Orizzonti/Everybody wants to love                                     |
| SRL 11.079         | 1988 | Brando                    | Caffè,caffè/Tempi moderni                                             |
| SRL 11.082         | 1988 | Gianna Nannini            | Hey bionda/Hey bionda (Tarantella mix)                                |
| SRL 11.083         | 1988 | Christian                 | Rimini/Rimini (strumentale)                                           |
| SRL 11.085         | 1988 | Paio                      | Bamboleo/                                                             |
| SRL 11.086         | 1988 | Furlo                     | Bioenergetic music dance/L'amore bioenergetico                        |
| SRL 11.087         | 1989 | Via Verdi                 | Love is a dream/Far away                                              |
| SRL 11.088         | 1989 | Aida                      | Questa pappa/Questa pappa(strumentale)                                |
| SRL 11.090         | 1989 | Eduardo De Crescenzo      | Come mi vuoi/Vola                                                     |
| SRL 11.092         | 1989 | Gianna Nannini            | Voglio fare l'amore/Voglio fare l'amore (Mex-mix)                     |
| SRL 11.093         | 1989 | Fiorella Pierobon         | Navigherò/Se non ci sei tu                                            |
| SRL 11.094         | 1989 | Christian                 | Bikini/E vola via l'età                                               |
| SRL 11.095         | 1989 | Tequila Bum Bum           | Siediti sul missili/Tu ce l'hai con me                                |
| SRL 11.096         | 1989 | Sylvie Vartan             | È fatale/C'est fatal                                                  |

#### Anni '90
| Numero di catalogo | Anno | Interprete                              | Titoli                                                |
| ------------------ | ---- | --------------------------------------- | ----------------------------------------------------- |
| SRL 11.098         | 1990 | Massimo Boldi                           | 63626... Scemo/63626... Scemo (strumentale)           |
| SRL 11.100         | 1990 | Marcella Bella                          | Verso l'ignoto/Pianeti                                |
| SRL 11.101         | 1990 | Marco Masini                            | Disperato/Meglio solo                                 |
| SRL 11.103         | 1990 | Peppino Di Capri                        | Evviva Maria/Evviva Maria (strumentale)               |
| SRL 11.104         | 1990 | Rosè Crisci                             | Favolando/Favolando (strumentale)                     |
| SRL 11.107         | 1990 | Pierangelo Bertoli                      | Canto di vittoria/Song of victory                     |
| SRL 11.108         | 1990 | Indiana                                 | Una scossa al cuore/Il migliore                       |
| SRL 11.112         | 1990 | Gianna Nannini                          | Scandalo/Fiori del veleno                             |
| SRL 11.113         | 1990 | Gianna Nannini                          | Due ragazze in me/Un desiderio                        |
| SRL 11.114         | 1991 | Marco Masini                            | Perché lo fai/Il giorno dei perdenti                  |
| SRL 11.115         | 1991 | Eduardo De Crescenzo                    | E la musica va/Cerca quella chiave                    |
| SRL 11.116         | 1991 | Pierangelo Bertoli e Tazenda            | Spunta la luna dal monte/Sabato                       |
| SRL 11.117         | 1991 | Stefania La Fauci                       | Caramba/Brivido                                       |
| SRL 11.118         | 1991 | Francesca Alotta                        | Chiamata urgente/Senza confini                        |
| SRL 11.119         | 1991 | Ubaldo Roy                              | Bisogno d'amore/Gina                                  |
| SRL 11.120         | 1991 | Peppino Di Capri                        | Comme è ddoce 'o mare/'O sole                         |
| SRL 11.121         | 1991 | Patrizia Pellegrino                     | Sophia/Sophia (version)                               |
| SRL 11.122         | 1991 | Stefano Pieroni                         | Senza fiato/Questo grande imbroglio                   |
| SRL 11.123         | 1992 | Pierangelo Bertoli                      | Italia d'oro/Se potesse bastare                       |
| SRL 11.124         | 1992 | Aleandro Baldi                          | Non amarmi/Non amarmi (strumentale)                   |
| SRL 11.125         | 1992 | Peppino Di Capri                        | Favola blues/Favola blues (strumentale)               |
| SRL 11.126         | 1992 | Lena Biolcati                           | Cantilena/Ma quando imparerò                          |
| SRL 11.127         | 1992 | Gianni Mazza                            | Voglio Maria/Divina                                   |
| SRL 11.128         | 1993 | Milva                                   | Uomini addosso/E ti amo veramente                     |
| SRL 11.129         | 1993 | Camaleonti, Dik Dik e Maurizio Vandelli | Come passa il tempo/Come passa il tempo (strumentale) |
| SRL 11.130         | 1993 | Francesca Alotta                        | Un anno di noi/Sentimenti                             |
| SRL 11.131         | 1993 | Gianna Nannini                          | Radio Baccano/Radio Baccano (versione radio)          |

### 45 giri - SRP
La Dischi Ricordi stampò anche alcuni 45 giri ad un prezzo ridotto, con il numero di catalogo con il prefisso SRP (Serie Ricordi Price) e l'etichetta azzurra nella parte superiore (invece che arancione).
| Numero di catalogo | Anno | Interprete            | Titoli                                                |
| ------------------ | ---- | --------------------- | ----------------------------------------------------- |
| SRP 200 001        | 1960 | Paul Aramis           | Speranze perdute/Mazurca variata                      |
| SRP 200 002        | 1960 | Paul Aramis           | Valzer di mezzanotte/Vento del nord                   |
| SRP 200 003        | 1960 | Paul Aramis           | Poema/Caminito                                        |
| SRP 200 004        | 1959 | Paul Aramis           | A media luz/Tango bolero                              |
| SRP 200 005        | 1960 | Paul Aramis           | El relicario/Limon limonero                           |
| SRP 200 006        | 1960 | Paul Aramis           | Espana cani/Consuelo                                  |
| SRP 200 007        | 1961 | Giampiero Boneschi    | Astro del ciel/Tu scendi dalle stelle                 |
| SRP 200 008        | 1961 | Golden Guitars        | Let's twist again/The twist                           |
| SRP 200 009        | 1961 | Iller Pattacini       | Violino tzigano/Tango della gelosia                   |
| SRP 200 010        | 1961 | Iller Pattacini       | Adios muchachos/El choclo                             |
| SRP 200 011        | 1961 | Iller Pattacini       | Hernando's hideaway/Blue tango                        |
| SRP 200 012        | 1961 | Iller Pattacini       | Sul bel Danubio blu/Onde del Danubio                  |
| SRP 200 013        | 1961 | Iller Pattacini       | Ciribiribin/Il bacio                                  |
| SRP 200 014        | 1961 | Iller Pattacini       | La doccia/La monferrina                               |
| SRP 200 015        | 1961 | I Delicados           | Wheels/Delicado                                       |
| SRP 200 019        | 1962 | Iller Pattacini       | Plegaria/Princesita                                   |
| SRP 200 020        | 1962 | Iller Pattacini       | Valzer di mezzanotte/Valzer delle candele             |
| SRP 200 021        | 1962 | Iller Pattacini       | Valencia/Granada                                      |
| SRP 200 022        | 1962 | Iller Pattacini       | I lancieri/La quadriglia                              |
| SRP 200 023        | 1962 | Iller Pattacini       | Cielito lindo/Que sera, sera                          |
| SRP 200 032        | 1962 | L.Giudici             | Stille nacht/O tannenbaum                             |
| SRP 200 033        | 1962 | L.Giudici             | Tu scendi dalle stelle/Jingle bells                   |
| SRP 200 034        | 1962 | Zampognari del Molise | Tu scendi dalle stelle/Pastorella                     |
| SRP 200 040        | 1965 | Maria Monti           | Com'e' bello lu prim'ammore/Sant'Antonio allu desertu |
| SRP 200 041        | 1965 | Maria Monti           | Ciuri ciuri/'O ciuccio                                |

### Serie Internazionale
A partire dal 1966 la Dischi Ricordi iniziò la pubblicazione di una serie di dischi di artisti stranieri, con il numero di catalogo con il prefisso SIR (Serie Internazionale Ricordi) per i 45 giri e SLIR per i 33; spesso si trattava di brani cantati in italiano, in alcuni casi invece di stampe italiane di dischi incisi all'estero.

#### 33 giri
| Numero di catalogo | Anno   | Interprete                                | Titoli                                      |
| ------------------ | ------ | ----------------------------------------- | ------------------------------------------- |
| LIR 22.001         | 1965   | The Yardbirds                             | For your love, Heart full of soul & others  |
| LIR 22.002         | 1966 ? | McCoys                                    | Hang on Sloopy                              |
| LIR 22.003         | 1965   | Strangeloves                              | I want Candy                                |
| LIR 22.004         | 1965   | Barry McGuire                             | The Barry Mcguire Album                     |
| LIR 22.005         | 1966   | The Yardbirds                             | The Yardbirds n°2                           |
| LIR 22.006         | 1966   | Artisti Vari                              | Tutto Beat                                  |
| LIR 22.007         | 1966   | Leaves                                    | The Leaves                                  |
| LIR 22.008         | 1966   | The Troggs                                | The Troggs                                  |
| LIR 22.009         | 1966   | The Yardbirds                             | Over Under Sideways Down                    |
| LIR 22.010         | 1966   | The Troggs                                | Trogglodynamite                             |
| LIR 22.011         | 1967   | Artisti Vari                              | Solo Beat                                   |
| LIR 22.012         | 1967   | The Yardbirds                             | The Best of The Yardbirds                   |
| LIR 22.013         | 1967   | The Troggs                                | The Troggs N°3                              |
| LIR 22.014         | 1967   | Julie Driscoll, Brian Auger & The Trinity | Open                                        |
| SLIR 22.016        | 1968   | Box Tops                                  | The Box Tops                                |
| SLIR 22.017        | 1968   | Traffic                                   | The Traffic                                 |
| SLIR 22.018        | 1968   | Plastic Penny                             | Two sides of a penny                        |
| SLIR 22.019        | 1969 ? | Blossom Toes                              | The Psychedelic Sound                       |
| SLIR 22.022        | 1968   | Box Tops                                  | Cry like a baby                             |
| SLIR 22.023        | 1968   | Mitch Ryder & The Detroit Wheels          | Rockin' and shakin'                         |
| SLIR 22.026        | 1968   | Brian Auger                               | Definitely What                             |
| SLIR 22.031        | 1968   | Jethro Tull                               | This Was                                    |
| SLIR 22.033        | 1969   | Johnny Nash                               | Hold me tight                               |
| SLIR 22.034        | 1968   | Julie Driscoll, Brian Auger & The Trinity | Streetnoise                                 |
| SLIR 22.036        | 1969   | Jethro Tull                               | Stand Up                                    |
| SLIR 22.037        | 1969   | Fairport Convention                       | Unhalfbricking                              |
| SLIR 22.038        | 1969   | Bloodwyn Pig                              | Ahead rings out                             |
| SLIR 22.039        | 1969   | Julie Driscoll, Brian Auger & The Trinity | Jools & Brian                               |
| SLIR 22.040        | 1969   | Blossom Toes                              | If only for a moment                        |
| LIR 22.041         | 1970   | Crazy Elephant                            | Crazy Elephant                              |
| SNIR 22.043        | 1970   | Leslie West                               | Mountain                                    |
| SLIR 22.045        | 1970   | Mountain                                  | Climbing!                                   |
| SLIR 22.046        | 1970   | Fourth Sensation                          | Fourth Sensation                            |
| SLIR 22.054        | 1970   | Johnny Winter                             | About Blues                                 |
| SLIR 22.057        | 1970   | Buchanan Brothers                         | The Buchanan Brothers                       |
| SLIR 22.059        | 1971   | Johnny Winter                             | Early times                                 |
| SNIR 25.014        | 1970   | Hardin & York                             | The world's smallest big band               |
| SNIR 25.018        | 1970   | Barry Ryan                                | Barry Ryan Sings                            |
| SNIR 25.024        | 1971   | Potliquor                                 | First Taste                                 |
| SNIR-CP 25.029     | 1971   | Maury Muehleisen                          | Gingerbreadd                                |
| SNIR-JA 25.033     | 1971   | Funkadelic                                | Free Your Mind And Your Ass Will Follow     |
| SNIR 25.038        | 1972   | Phillip Goodhand-Tait                     | I Think I'll Write A Song                   |
| SNIR 25.046        | 1973   | Alexis Korner                             | The Accidental Band                         |
| SNIR 25.051        | 1974   | Phillip Goodhand-Tait                     | Phillip Goodhand-Tait                       |
| SNIR 25.067        | 1975   | Beggars Opera                             | Sagittary                                   |
| SNIR 25.077        | 1978   | Allan Taylor                              | The Traveller                               |
| ASNIR 2 25.079     | 1977   | Bruce Cockburn                            | Circles in the stream                       |
| SNIR 25.080        | 1978   | Bruce Cockburn                            | Further Adventures of...                    |
| SNIR 25.081        | 1979   | Bruce Cockburn                            | Dancing In The Dragon's Jaws                |
| SNIR 25.082        | 1977   | Ralph McTell                              | Ralph, Albert & Sidney                      |
| SNIR 25.083        | 1980   | Andrea True Connection                    | War Machine                                 |
| SNIR 25.084        | 1980   | Bruce Cockburn                            | Humans                                      |
| SNIR 25.086        | 1981   | Chrissy                                   | Chrissy                                     |
| SNIR 25.087        | 1980   | Battlefield Band                          | Home is where the van is                    |
| SNIR 25.088        | 1981   | Allan Taylor                              | Roll On The Day                             |
| SNIR 25.092        | 1981   | Bruce Cockburn                            | Mummy Dust                                  |
| SNIR 25.093        | 1981   | Bruce Cockburn                            | Inner City Front                            |
| SNIR 25.094        | 1981   | The Chieftains                            | The Chieftains 10                           |
| SNIR 25.095        | 1982   | Robin Scott                               | Famous last words                           |
| SNIR 25.096        | 1983   | Bruce Cockburn                            | The trouble with normal                     |
| SNIR 25.097        | 1984   | Stefan Grossman & Ton Van Bergeyk         | How to play Ragtime guitar                  |
| SNIR 25.101        | 1984   | Bruce Cockburn                            | Stealing Fire                               |
| SNIR 25.104        | 1985   | Pentangle                                 | Open the door                               |
| SNIR 25.105        | 1985   | Allan Taylor                              | Win or lose                                 |
| SNIR 25.110        | 1985   | Stefan Grossman                           | Shining Shadows                             |
| SNIR 25.111        | 1985   | Lee Fardon                                | The savage art of love                      |
| SNIR 25.112        | 1985   | Nico + The Faction                        | Camera obscura                              |
| SNIR 25.113        | 1985   | The Go-Betweens                           | Liberty Belle and the Black Diamond Express |
| SNIR 25.115        | 1985   | Roy Harper & Jimmy Page                   | Whatever happened to...                     |
| SNIR 25.116        | 1985   | Love and Rockets                          | Seventh dream of teenage heaven             |
| SNIR 25.117        | 1986   | Joy                                       | Hello                                       |
| SNIR 25.118        | 1986   | Dan Ar Braz                               | Musiques pour les silences à venir...       |
| SNIR 25.119        | 1986   | Glenn Miller                              | Glenn Miller                                |
| SNIR 25.125        | 1989   | Shanatoa                                  | The fire that never dies                    |
| SNIR 25.127        | 1989   | Berger                                    | Apache                                      |
| SNIR 25.133        | 1989   | Androidi                                  | Androidi - (opera pop)                      |
| SNIR 25.136        | 1990   | Rory Block                                | Turning point                               |
| SNIR 25.138        | 1990   | Definitive Gaze                           | Children of a lesser pop                    |
| SNIR 25.142        | 1991   | Gitano                                    | Raffiche di vento                           |
| SNIR 25.144        | 1991   | Elmer Food Beat                           | Je vais encore dormir tout seul ce soir...  |
| SNIR 25.147        | 1992   | Feliciana Iaccio                          | Zingarosa                                   |

#### 45 giri
| Numero di catalogo | Anno    | Interprete                                | Titoli                                                                    |
| ------------------ | ------- | ----------------------------------------- | ------------------------------------------------------------------------- |
| SIR 20.001         | 1965    | Yardbirds                                 | For your love/Got to hurry                                                |
| SIR 20.002         | 1965    | Yardbirds                                 | Hertfull of soul/Steeled blues                                            |
| SIR 20.003         | 1965    | Gino                                      | Io non t'amo più/Senza amore                                              |
| SIR 20.004         | 1965    | Gli Ingoes                                | Se non mi aiuti tu/I don't want you                                       |
| SIR 20.005         | 1965    | McCoys                                    | Hang on sloopy/I can't explain it                                         |
| SIR 20.006         | 1966    | Strangeloves                              | I want Candy/It's about my baby                                           |
| SIR 20.007         | 1966    | Jackie Lee                                | The duck/Let your conscience be your guide                                |
| SIR 20.009         | 1966    | Gino                                      | Dipendesse da me/Ma cosa sai di me                                        |
| SIR 20.010         | 1966    | Yardbirds                                 | Pafff... bum/Questa volta                                                 |
| SIR 20.011         | 1966    | Yardbirds                                 | Still I'm sad/I'm a man                                                   |
| SIR 20.012         | 1966    | Yardbirds                                 | Shapes of things/You're a better man than I                               |
| SIR 20.013         | 1966    | Strangeloves                              | Night time/Cara Lin                                                       |
| SIR 20.014         | 1966    | Immigrants                                | Haililolilolilolai/I've been waiting                                      |
| SIR 20.015         | 1966    | Barry McGuire                             | Banjo/Greenback Dollar                                                    |
| SIR 20.017         | 1966    | McCoys                                    | Fever/Up and down                                                         |
| SIR 20.018         | 1966    | Gino                                      | Et maintenant/Ormai                                                       |
| SIR 20.019         | 1966    | Bob Lind                                  | Elusive Butterfly/Cheryl's Goin Home                                      |
| SIR 20.022         | 1966    | Troggs                                    | Wild thing/Lost girl                                                      |
| SIR 20.023         | 1966    | The Bachelors                             | La tua immagine/O mio dolce amore                                         |
| SIR 20.025         | 1966    | The Honeybeats                            | Dicci come finì/Fa' come vuoi                                             |
| SIR 20.027         | 1966    | Leaves                                    | Hey Joe/Funny little world                                                |
| SIR 20.028         | 1966    | Neil Diamond                              | Solitary man/Do it                                                        |
| SIR 20-029         | 09-1966 | Ennio Morricone                           | Quel giorno verrà (canta Gino Spiachetti) / Un fiume di dollari           |
| SIR 20.030         | 1966    | McCoys                                    | Don't worry mother/C'mon let's go                                         |
| SIR 20.031         | 1966    | Fingers                                   | I go to sleep/Oh!                                                         |
| SIR 20.032         | 1966    | Yardbirds                                 | Over under sideways down/Jeff's boogie                                    |
| SIR 20.033         | 1966    | Keith Rolf                                | Mr. Zero/Knowing                                                          |
| SIR 20.034         | 1966    | Troggs                                    | With a girl like you/I want you                                           |
| SIR 20.036         | 1966    | Count Five                                | Psychotic reaction/They're gonna get you                                  |
| SIR 20.037         | 1966    | Jean Tchecò                               | Inibizioni/Ho cantato                                                     |
| SIR 20.038         | 1966    | Troggs                                    | I can't control myself/Gonna make you                                     |
| SIR 20.039         | 1966    | Neil Diamond                              | Cherry cherry/I got the feelin'                                           |
| SIR 20.040         | 1966    | Yardbirds                                 | Happenings 10 years time ago/Psycho daisies                               |
| SIR 20.041         | 1967    | The Bachelors                             | Per vedere quanto è grande il mondo/Proposta                              |
| SIR 20.042         | 1967    | Troggs                                    | Give it to me/You're lying                                                |
| SIR 20.044         | 1966    | McCoys                                    | I got to go back/Dynamite                                                 |
| SIR 20.045         | 1967    | Gino e Dorine                             | Missirlù/Non c'è più                                                      |
| SIR 20.046         | 1967    | Traffic                                   | Paper sun/Giving to you                                                   |
| SIR 20.047         | 1967    | Yardbirds                                 | Little games/Puzzles                                                      |
| SIR 20.048         | 1967    | ? & The Mysterians                        | Can't get enough of you/I need somebody                                   |
| SIR 20.049         | 1967    | Freddie Scott                             | Cry to me/Am I growing you                                                |
| SIR 20.050         | 1967    | Michel Fugain                             | Prendi la chitarra, canta con me/Amico Joe                                |
| SIR 20.051         | 1967    | Bachelors                                 | Contropietre/Io punto su di te                                            |
| SIR 20.052         | 1967    | Troggs                                    | Hi hi Hazel/Night of the long grass                                       |
| SIR 20.053         | 1967    | Neil Diamond                              | Girl, you'll be a woman soon/You got to me                                |
| SIR 20.054         | 1967    | Bunny Sigler                              | Let the good times roll/Lovey Dovey                                       |
| SIR 20.055         | 1967    | Yardbirds                                 | Ha ha said the clown/Ten little indians                                   |
| SIR 20.056         | 1967    | Brian Auger                               | Gatto nero (black cat)/Goodbye jungle telegraph                           |
| SIR 20.057         | 1967    | Traffic                                   | Hole In My Shoe/Smiling Phases                                            |
| SIR 20.058         | 1967    | Lemon Pipers                              | Green tambourine/No help from me                                          |
| SIR 20.059         | 1967    | Michel Fugain                             | Il tempo che ho non basterà/Puoi contare su di me                         |
| SIR 20.060         | 1967    | Box Tops                                  | The letter/Happy times                                                    |
| SIR 20.061         | 1967    | Troggs                                    | Love is all around/When will the rain come                                |
| SIR 20.062         | 1967    | Neil Diamond                              | Thank the Lord for the night time/Kentucky woman                          |
| SIR 20.063         | 1967    | Kenny O'Dell                              | Beautiful people/Flower girl                                              |
| SIR 20.064         | 1967    | Box Tops                                  | Neon rainbow/Everything I am                                              |
| SIR 20.065         | 1967    | Traffic                                   | Here we go round the mulberry bush/Coloured rain                          |
| SIR 20.066         | 1968    | Julie Dassin                              | Sagamafina/Evviva me, evviva te                                           |
| SIR 20.067         | 1968    | Plastic Penny                             | Everything I am/No pleasure without pain                                  |
| SIR 20.068         | 1968    | Traffic                                   | No face, no name, no number/Roamin' thru' the gloamin' with 40000 headmen |
| SIR 20.069         | 1968    | Box Tops                                  | Cry like a baby/The door you closed to me                                 |
| SIR 20.070         | 1968    | Julie Driscoll, Brian Auger & The Trinity | Save me (part 1)/Save me (part 2)                                         |
| SIR 20.071         | 1968    | Troggs                                    | Little girl/Surprise surprise                                             |
| SIR 20.072         | 1968    | Box Tops                                  | Mi sento felice/The door you closed to me                                 |
| SIR 20.073         | 1968    | Plastic Penny                             | Nobody knows it/Happy just to be with you                                 |
| SIR 20.074         | 1968    | Mirage                                    | Mister lady/Chicago cottage                                               |
| SIR 20.075         | 1968    | The Honeybeats                            | Fai un po' quello che vuoi/Di più di più di più                           |
| SIR 20.076         | 1968    | Plastic Penny                             | Tutto quel che ho/Guarda nel cielo                                        |
| SIR 20.077         | 1968    | Delfonics                                 | La la la means I love you/I'm sorry                                       |
| SIR 20.078         | 1968    | Julie Driscoll, Brian Auger & The Trinity | This wheel's on fire/I'm a lonesome hobo                                  |
| SIR 20.080         | 1968    | Cilla Black                               | M’innamoro/Non c’è domani                                                 |
| SIR 20.081         | 1968    | Box Tops                                  | Choo choo train/I met her in church                                       |
| SIR 20.082         | 1968    | Nirvana                                   | Girl in the park/Rainbow chaser                                           |
| SIR 20.084         | 1968    | Merrilee Rush                             | Angel of the morning/That kind of woman                                   |
| SIR 20.085         | 1968    | Johnny Nash                               | Hold Me Tight/Cupid                                                       |
| SIR 20.087         | 1968    | Derek                                     | Cinnamon/Back door man                                                    |
| SIR 20.088         | 1968    | Bruce Channell                            | Keep on/California                                                        |
| SIR 20.089         | 1968    | Spooky Tooth                              | The weight/Bubbles                                                        |
| SIR 20.090         | 1968    | Julie Driscoll, Brian Auger & The Trinity | Road to Cairo/Shadows of you                                              |
| SIR 20.091         | 1968    | Michel Fugain                             | Je n'avrais pas le temps/Joe, emmene-moi                                  |
| SIR 20.092         | 1969    | Jethro Tull                               | Love story/A song for Jeffrey                                             |
| SIR 20.094         | 1969    | Box Tops                                  | Sweet cream ladies/Sandman                                                |
| SIR 20.096         | 1969    | Johnny Nash                               | Lovey dovey/You got soul                                                  |
| SIR 20.097         | 1969    | Crazy Elephant                            | Gimme Gimme Good Lovin'/Dark Part Of My Mind                              |
| SIR 20.098         | 1969    | Cilla Black                               | Quando si spezza un grande amore/Without Him                              |
| SIR 20.099         | 1968    | Julie Driscoll, Brian Auger & The Trinity | Let the Sunshine in/Take me to the water                                  |
| SIR 20.100         | 1969    | Box Tops                                  | Soul deep/I shall be released                                             |
| SIR 20.102         | 1969    | Jethro Tull                               | Living in the past/Driving song                                           |
| SIR 20.103         | 1969    | Crazy Elephant                            | Gimme some more/Sunshine red wine                                         |
| SIR 20.107         | 1969    | Jethro Tull                               | Reasons for waiting/Boureè                                                |
| SIR 20.108         | 1969    | Barry Ryan                                | The hurt/Oh for the love of me                                            |
| SIR 20.109         | 1970    | The Box Tops                              | Turn On A Dream/Together                                                  |
| SIR 20.110         | 1970    | Blossom Toes                              | Listen to the silence/Love bomb                                           |
| SIR 20.112         | 1970    | Leslie West                               | Blood of the sun/Southbound train                                         |
| SIR 20.115         | 1970    | Barry Ryan                                | Kitsch/Swallow fly away                                                   |
| SIR 20.122         | 1970    | Bob Seger                                 | Lucifer/Big river                                                         |
| SIR 20.124         | 1970    | Neil Diamond                              | Shilo/La bamba                                                            |
| SIR 20.125         | 1970    | Mountain                                  | Mississippi Queen/The laird                                               |
| SIR 20.126         | 1970    | Lettermen                                 | Hang on sloopy/She cried                                                  |
| SIR 20.130         | 1970    | Jimmy Webb                                | Lost generation/I can't quit                                              |
| SIR 20.132         | 1970    | Paul Davis                                | A little bit of soap/Three little words                                   |
| SIR 20.133         | 1970    | Euston and Stax                           | A fool for you/Better time's coming                                       |
| SIR 20.136         | 1970    | Lettermen                                 | White Christmas/Silent night, holy night                                  |
| SIR 20.140         | 1970    | Dawn                                      | Candida/Look at...                                                        |
| SIR 20.141         | 1970    | Rotation                                  | Ra-ta-ta/Rotation                                                         |
| SIR 20.145         | 1971    | Pascal Danel                              | Un giorno sai/Un giorno sai (strumentale)                                 |
| SIR 20.147         | 1971    | Johnny Johnson                            | Blame it on the Pony Express/Never let me go                              |
| SIR 20.149         | 1971    | Dawn                                      | Knock three times/Home                                                    |
| SIR 20.150         | 1971    | Mike D'Abo                                | Arabella Cinderella/Miss me in the morning                                |
| SIR 20.151         | 1971    | Jericho                                   | Time is now/Freedom                                                       |
| SIR 20.152         | 1971    | Olivia Newton John                        | If Not For You/The Biggest Clown                                          |
| SIR 20.153         | 1971    | Medicine Head                             | Pictures in the sky/Natural sight                                         |
| SIR 20.159         | 1971    | Stampeders                                | Sweet city woman/Gator road                                               |
| SIR 20.161         | 1971    | Giorgio                                   | Son of my father/Underdog                                                 |
| SIR 20.164         | 1971    | Giorgio                                   | Non ci sto/Tu sei mio padre                                               |
| SIR 20.165         | 1972    | Majority One                              | I nearly died/I don't mind the rain                                       |
| SIR 20.166         | 1972    | Spinach                                   | You know what I mean/Knockin' at your door                                |
| SIR 20.171         | 1973    | Simon Butterfly                           | Rain rain rain/Rainbow                                                    |
| SIR 20.173         | 1973    | Swedish Group                             | Ring ring/ BTS Express                                                    |
| SIR 20.180         | 1974    | Rockets                                   | Rocket man/Rocket man (strumentale)                                       |
| SIR 20.190         | 1975    | Manuel Portorico                          | Planetario/Kalenda                                                        |
| SIR 20.202         | 1976    | Bandits of Love                           | Tristeza/Mulher rendeira                                                  |
| SIR 20.216         | 1980    | Coby Recht                                | The apple/Universal melody                                                |
| SIR 20.217         | 1980    | Chrissy                                   | Billy/Mark my words                                                       |
| SIR 20.218         | 1981    | Ralph McTell                              | I want you/Cold on the stones                                             |
| SIR 20.220         | 1981    | Serge e Tatiana Nikitin                   | Alessandra/Dialogo presso l'albero di Natale                              |
| SIR 20.223         | 1983    | Biss                                      | 1.2.3.4. for you?/Robot with a rose                                       |
| SIR 20.226         | 1984    | Double                                    | Woman of the world/(Strumentale)                                          |
| SIR 20.227         | 1985    | Rosanna Fratello                          | M'innamoro sempre/El parasol                                              |
| SIR 20.228         | 1985    | Shanghai                                  | Ballerina/Ballerina (strumentale)                                         |
| SIR 20.229         | 1985    | Jesse Franklin                            | Little angel/She's my girl                                                |
| SIR 20.230         | 1986    | Snowywhite                                | For you/Straight on ahead                                                 |
| SIR 20.231         | 1986    | Joy                                       | Touch by touch/Heartache n.1                                              |
| SIR 20.236         | 1988    | Yazz                                      | The only way/Bad house music                                              |
| SIR 20.237         | 1988    | Coldcut                                   | Coldcut/                                                                  |
| SIR 20.238         | 1988    | Yazz                                      | Stand up for your love rights/                                            |
| SIR 20.240         | 1989    | Coldcut                                   | People hold on/Yes yes yes                                                |
| SIR 20.241         | 1989    | Press Agency                              | Let's clean up the ghetto/Puerto Rico                                     |
| SIR 20.245         | 1989    | Garden of Eden                            | Garden of Eden/                                                           |
| SIR 20.259         | 1991    | Gitano                                    | Tamuré/Vento di Siracusa                                                  |

### Serie Manticore
Dal 1977 al 1979, la Dischi Ricordi pubblicò in Italia una miniserie di dischi degli Emerson, Lake & Palmer, con il numero di catalogo, per i 45 giri, con il prefisso MAN (Manticore) e, per gli album, MAL (per quelli normali) e AMAL (per quelli doppi, tripli, quadrupli, ecc.).

#### 33 giri
| Numero di catalogo | Anno | Interprete             | Titoli         |
| ------------------ | ---- | ---------------------- | -------------- |
| AMAL 22002         | 1977 | Emerson, Lake & Palmer | Works Volume 1 |
| MAL 2018           | 1977 | Emerson, Lake & Palmer | Works Volume 2 |
| MAL 2019           | 1978 | Emerson, Lake & Palmer | Love Beach     |
| MAL 2020           | 1979 | Emerson, Lake & Palmer | In Concert     |

#### 45 giri
| Numero di catalogo | Anno | Interprete                             | Titoli                                 |
| ------------------ | ---- | -------------------------------------- | -------------------------------------- |
| MAN 5407           | 1977 | Greg Lake / Emerson, Lake & Palmer     | C'est La Vie/Brain Salad Surgery       |
| MAN 5408           | 1977 | Emerson, Lake & Palmer                 | Fanfare for the Common Man/Living Sin  |
| MAN 5409           | 1977 | Keith Emerson / Emerson, Lake & Palmer | Maple Leaf Rag (Odeon Rag)/The Sheriff |